# HKT48
HKT48（エイチケーティーフォーティーエイト）は、福岡市を拠点とし北部九州を中心に活動する日本の女性アイドルグループ。2011年10月23日に誕生した。AKB48グループのひとつであり、秋元康が総合プロデューサーを務める。運営会社および所属事務所は株式会社Mercury。所属レーベルはEMI Records（ユニバーサル ミュージック）。

## 概要
東京・AKB48、名古屋・SKE48、大阪・NMB48に次ぐ48グループ全国展開第4弾として福岡県福岡市が選ばれた。2011年7月10日に第1期生オーディション最終審査が行われ、2011年10月23日に西武ドームにおいて開催されたAKB48の握手会イベントでメンバーが初めてお披露目された。2013年3月20日に1stシングル「スキ!スキ!スキップ!」をリリースしメジャー・デビュー、初週25万枚を売り上げ、オリコンウィークリーチャート1位を獲得した。
福岡市中央区地行浜（シーサイドももち）のホークスタウンモール2階に初代の専用劇場『HKT48劇場』を開設し、2011年11月26日に初公演を行って以後原則的に毎日公演を行っていた。AKB48と同様、AKS（現・Vernalossom）が運営管理を行っていたが、ホークスタウンモールの再開発に伴い2016年3月末をもって閉館した。同年4月28日より福岡市中央区天神の商業施設・ソラリアステージ6階の『西鉄ホール』を主たる本拠地劇場として公演を行った。2017年9月4日以降は、西鉄ホールに加えて福岡市博多区千代のパピヨン24（西部ガス本社ビル）2階の『パピヨン24ガスホール』、2018年2月5日以降は福岡市中央区渡辺通の『スカラエスパシオ』（昭和グループマーケティング運営）でも劇場公演を行った。『西鉄ホール』および『パピヨン24ガスホール』、『スカラエスパシオ』はHKT48の専用劇場ではなかったが、2020年11月2日に福岡 ヤフオク!ドーム隣接のエンターテイメントビル・E・ZO FUKUOKA（イーゾ フクオカ、福岡ソフトバンクホークス株式会社運営）1階に2代目となる専用劇場をオープンした。
グループ名のアルファベット部分のHKTは、博多（HAKATA）に由来する。
AKB48や他の姉妹グループと同様に、グループ名から1文字を取ったチーム制を導入している。2013年までは1期生によるチームHのみであったが、2014年にチームKIV（ケーフォー）が発足したことで2チーム体制、2016年3月にチームTII（ティーツー）が発足したことで3チーム体制となったが、2023年2月1日にクラス替えとなりチームTII（ティーツー）を解体し2チーム体制となった。2025年8月17日時点で、チームH 15名、チームKIV 16名、研究生11名の計42名である。

## 特徴

### ライブ
HKT48が独自のカラーを持つコンテンツとして挙げられるのがライブである。セットリストは指原莉乃を中心にメンバー自らが組むことが多く、ふだんAKB48では披露されることがないような楽曲を、HKT48が披露して人気となったものもある。さらに、乃木坂46やモーニング娘。、小泉今日子、ももいろクローバーZ、アイドルマスター シンデレラガールズといった、AKB48グループ以外の楽曲も多く取り入れている。このような取り組みは、2013年4月に日本武道館で開催された『AKB48グループ臨時総会 〜白黒つけようじゃないか!〜』における初のHKT48単独公演で、当時HKT48にはオリジナル楽曲が少なかったため、指原は姉妹グループの楽曲を積極的に取り入れ、さらには「AKB48の公式ライバル」である乃木坂46の楽曲までも使用するという禁じ手だと思われていた、AKB48に関わる者では思いつかない、または思いついても手を出すことはなかったアイデアを次々に提案していったことがきっかけである。しかし、使用する楽曲は、あくまで秋元康プロデュースの範疇であった。2014年1月に開催された『HKT48 九州7県ツアー 〜可愛い子には旅をさせよ〜』初日公演において、モーニング娘。のヒット曲「ザ☆ピ〜ス!」を披露したことから、秋元康プロデュースの枠を超えた楽曲を取り入れるようになった。西日本新聞社の古川康裕によると、先述の九州7県ツアーではトロッコに乗って客席の近くまで来たり、ボールを投げたり、MCのクオリティーが高かったり、曲中にやたらと煽りを入れてきたりとライブの盛り上がりが尋常じゃなかったといい、AKB48のドーム公演とは違った盛り上がり方だったという。

### AKB48や他の姉妹グループとの比較
- 結成時の平均年齢は13.8歳で、姉妹グループの中で最も若いグループとしてスタートした[6]。
- 劇場初公演からCDデビューまでの期間は480日で、AKB48の日本国内での姉妹ユニット中最長であった[23]（AKB48が55日、SKE48が304日、NMB48が200日）。
- 秋元康はそれぞれのグループに長所があり、SKE48は「ダンスがすごい」、NMB48は「トークがおもしろい」とした上で、HKT48については「仲の良さ」を評価した[24]。

### その他
- 一部を除き、大半のメンバーが九州・山口地方の出身者、またその大半が福岡県出身者である[注釈 3]。
- HKT48はAKB48グループの1つでもあるため、メンバーはAKB48の楽曲の選抜メンバーに選ばれることがある。
- HKT48名義で発売されるCDの劇場盤の販売は1stシングルから7thシングルまでキャラアニ・チャンスで扱われていたが、8thシングルからAKB48グループショップに変更されている。

## 略歴

### 2011年
- 5月1日に開催されたAKB48の握手会イベントにおいて、HKT48が誕生することが発表された[4]。
- 7月10日、第1期生オーディション最終審査を行い、24名の候補生が合格[25]。
- 10月23日、西武ドームで開催されたAKB48の握手会イベントにおいて、第1期生21名が初披露[6]。
- 11月26日、HKT48劇場において、「手をつなぎながら」劇場初公演[26]。

### 2012年
- 3月4日、1期生から選抜された16名によりチームHを結成し、チームHとしての1st Stage「手をつなぎながら」初公演[27]。
- 6月6日、2012年5月 - 6月に投票が行われた『AKB48 27thシングル 選抜総選挙〜ファンが選ぶ64議席〜』（第4回選抜総選挙）が開票され、宮脇咲良が47位で「ネクストガールズ」入り[28]。
- 6月16日、AKB48から指原莉乃が移籍[29]。
- 6月23日、第2期生オーディション最終審査を実施、計34名が仮合格[30]。
- 7月5日、AKB48から移籍した指原莉乃がチームHに所属することが発表され、同日公演に初出演[31]。
- 8月18日、一身上の都合により、チームHの菅本裕子・谷口愛理・古森結衣、および研究生の江藤彩也香・仲西彩佳の1期生5名が、HKT48を脱退することを発表した[32][33][34][35]。
- 8月24日、AKB48コンサート『AKB48 in TOKYO DOME〜1830mの夢〜』初日において、AKB48の多田愛佳が移籍することが発表された[36]。
- 9月4日、劇場公演において、5人辞退により不足した人数補充のため、SKE48の鬼頭桃菜、井口栞里、斉藤真木子がサプライズ出演[37]。この月は、SKE48のメンバーが計17回サプライズ出演した[37]。
- 9月23日、劇場公演において、第2期生21名が初披露[38]。
- 9月30日、研究生公演「PARTYが始まるよ」初日公演[38]。
- 11月1日、AKB48から移籍した多田愛佳がチームHに所属することが発表され、同日公演に初出演[39]。
- 11月8日、「手をつなぎながら」公演終了後に、2013年にユニバーサルミュージックからメジャー・デビューすることを発表[40]。

### 2013年
- 1月25日、「AKB48 リクエストアワーセットリストベスト100 2013」2日目公演において、尾崎充[注釈 4]がHKT48劇場新支配人に指名され、同月27日に開催された最終日公演において信任・不信任の信任決議発表の結果、信任され新支配人に就任[41]。
- 1月26日、「AKB48 リクエストアワーセットリストベスト100 2013」3日目公演において、同年4月25日-28日に日本武道館で『AKB48グループ臨時総会 〜白黒つけようじゃないか!〜』を開催、うちHKT48は単独で27日昼公演、また48グループ総出演の一部として28日公演にそれぞれ出演することが発表される[42]。
- 2月17日、HKT48劇場こけら落とし以来続けられたチームHの1st Stage「手をつなぎながら」公演千秋楽[43]。
- 3月1日、チームHの2nd Stage「博多レジェンド」初公演[44]。
- 3月20日、1stシングル「スキ!スキ!スキップ!」発売[45][46]。
- 4月27日、『AKB48グループ臨時総会 〜白黒つけようじゃないか!〜』（日本武道館）で、HKT48として昼の部に単独公演を開催[47]。
- 4月28日、『AKB48グループ臨時総会 〜白黒つけようじゃないか!〜』（日本武道館）が開催され、48グループ総出演として出演。同日、チームHの指原莉乃のHKT48劇場支配人との兼任、兒玉遥のAKB48チームAとの兼任が発表される[48]。
- 6月5日、「AKB48グループ研究生コンサート『推しメン早い者勝ち』」を日本武道館で開催[49]。
- 6月8日、「AKB48スーパーフェスティバル『〜日産スタジアム、小（ち）っちぇ!小（ち）っちゃくないし!!〜』」を日産スタジアムで開催。同日、2013年5月 - 6月にかけて投票が行われた『AKB48 32ndシングル 選抜総選挙〜夢は1人じゃ見られない〜』（第5回選抜総選挙）が開票され、指原莉乃が選抜メンバーのセンターポジション（第1位）を獲得し、宮脇咲良が26位で「アンダーガールズ」入り、兒玉遥が37位、多田愛佳が43位で「ネクストガールズ」入り、田島芽瑠が55位、朝長美桜が59位で「フューチャーガールズ」入りを果たした。
- 6月19日、兒玉遥が東京・秋葉原のAKB48劇場にて行われたAKB48チームA公演に初出演[50]。
- 7月20日、「AKB48・2013真夏のドームツアー〜まだまだ、やらなきゃいけないことがある〜」（福岡ヤフオク!ドーム）にて、田島芽瑠、朝長美桜のAKB48グループ初となる研究生ユニット「てんとうむChu!」への加入が発表される[51]。
- 9月4日、2ndシングル「メロンジュース」発売。
- 11月2日、ひまわり組[注釈 5]による新公演「パジャマドライブ」を開始。さらに同日の公演中に3期生メンバー9名をお披露目[52]。
- 11月4日、キャナルシティ博多内に、2014年1月5日までの期間限定で、『HKT48 期間限定SHOP』をオープン[53]。
- 11月17日、研究生「脳内パラダイス」初日公演[54]。
- 11月28日、『第5代青森りんごクイーン』に選出される[55]。代表して、多田愛佳、兒玉遥、指原莉乃、宮脇咲良、田島芽瑠、朝長美桜の6名が活動[55]。
- 12月20日、HKT48公式ネットショップを新設[56]。

### 2014年
- 1月11日 - 3月21日、初の単独コンサートツアー『HKT48 九州7県ツアー 〜可愛い子には旅をさせよ〜』開催[57]。
- 1月11日、大分市・iichikoグランシアタで開催された『HKT48 九州7県ツアー 〜可愛い子には旅をさせよ〜』初日夜公演において、「クラス替えと称したチーム再編」が発表された[58]。
- 1月16日、「青森りんごファン感謝祭」において、イギリスで2013年6月に292人で樹立された「果物の格好をした人の最も大きな集まり」のギネス世界記録を、りんごのコスチュームをまとった303人のファンとともに更新する[59]。
- 1月19日、『HKT48 九州7県ツアー 〜可愛い子には旅をさせよ〜』鹿児島公演昼の部にて、2013年11月10日のAKB48グループドラフト会議でチームHが1位指名した山本茉央お披露目[60]。
- 2月24日、『AKB48グループ大組閣祭り』（Zeppダイバーシティ東京にて開催）において、中西智代梨、谷真理佳両名についてAKB48チームAおよびSKE48チームEへいずれも完全移籍、兒玉遥のAKB48チームKへの兼任先変更、および宮脇咲良がAKB48チームA、朝長美桜がAKB48チームB、田中菜津美がSKE48チームS、村重杏奈がNMB48チームN、SKE48チームE本籍の木本花音がチームKIVと兼任することが発表される。木本はHKT48初の姉妹グループからの兼任メンバー。また、ドラフト生・山本茉央のチームH配属、1期生・深川舞子、2期生・草場愛ならびに3期生・田中美久と矢吹奈子の昇格も併せて発表[61]。
- 3月12日、3rdシングル「桜、みんなで食べた」発売[62]。
- 3月21日、『HKT48 九州7県ツアー 〜可愛い子には旅をさせよ〜』最終公演として福岡サンパレスで2公演開催[63]。夜の部で2期生・伊藤来笑、宇井真白、岩花詩乃、上野遥の研究生4人の昇格を発表。
- 4月4日と5日昼夜、『AKB48グループ 春コン in さいたまスーパーアリーナ 〜思い出は全部ここに捨てていけ!〜』で、AKB48各姉妹グループの単独コンサート開催。大組閣祭りの結果を反映し、移籍・兼任メンバーが新所属先での活動を開始。
  - 4日夜のSKE48単独コンサートで、田中菜津美と谷真理佳が新体制のSKE48メンバーとして出演[64]。
  - 5日昼のHKT48単独コンサート[65]で、新生穴井チームHと多田チームKIVがお披露目され、木本花音も出演[66][67]。
  - 5日夜のNMB48単独コンサートで、村重杏奈が新体制のNMB48のメンバーとして出演。
- 4月6日、『AKB48 リクエストアワーセットリストベスト200』後半戦（さいたまスーパーアリーナ）において、中西智代梨、朝長美桜、宮脇咲良が新体制のAKB48のメンバーとして出演[68][69]、兒玉遥も新たな兼任先での活動開始[70]。
- 4月17日、チームH『博多レジェンド』公演千秋楽[71]。
- 4月21日、研究生『脳内パラダイス』公演千秋楽[71]。
- 4月23日、新生チームH『青春ガールズ』公演初日[71]。
- 4月29日 - 7月13日、九州7県ツアーの「追加公演」として、幕張メッセ、大阪城ホール、日本ガイシホール、海の中道海浜公園にて、『HKT48 アリーナツアー「〜可愛い子にはもっと旅をさせよ〜」』開催[72]。
- 5月8日、チームKIV最初の公演となる『シアターの女神』公演初日[71]。
- 5月26日、前日岩手県で発生したAKB48握手会傷害事件を受け、同日より劇場の警備体制を強化[73]、会場内警備員の増員、金属探知機による入場時のチェック、持ち物検査の強化などを実施[74]。また劇場公演終了後に行われていた出演メンバーによる観客のハイタッチでの見送りを同日以降休止[75]。
- 6月7日、味の素スタジアムで開催された『AKB48 37thシングル 選抜総選挙 夢の現在地〜ライバルはどこだ?〜』開票イベントで発表された投票結果は、指原が2位、宮脇が11位と2名がAKB48シングル選抜に選ばれたほか、順位が発表された80位以内に13名（兼任の木本を含めると14名）がランクインする。
- 9月24日、4thシングル「控えめI love you !」発売[76]。
- 10月30日、チームH『青春ガールズ』公演が僅か半年ほどで終演となる。
- 11月9日、チームHの演目を『最終ベルが鳴る』に切り替え初日。7か月半前に昇格した宇井と上野が初日メンバーに入った。
- 12月7日、台湾・台北市のATT SHOWBOXで、HKT48として日本国外で初、またAKB48グループとして台湾で初のコンサート『HKT48全国ツアー〜全国統一終わっとらんけん〜番外編 in 台北』を全員参加により開催。コンサート中のMCで、台湾在住者を対象に、日本国内のAKB48グループで活動するメンバーを募集することを発表[77]。
- 12月31日、第65回NHK紅白歌合戦に単独グループとして初出場[注釈 6]。全出演歌手のトップで登場し、「メロンジュース」を披露[78]。

### 2015年
- 1月17日、香港・MACPHERSON STADIUMにて、AKB48グループとして香港初となるコンサート『HKT48全国ツアー〜全国統一終わっとらんけん〜番外編 in 香港』を選抜メンバーにより開催[79]。
- 3月26日、『AKB48春の単独コンサート〜ジキソー未だ修行中!〜』（さいたまスーパーアリーナにて開催）において、“春の人事異動”が発表される[80]。
- 4月8日 - 23日、明治座で『HKT48 指原莉乃座長公演』を開催[81]。
- 5月25日の公演を以って、“春の人事異動”により木本花音のチームKIV兼任が解除され、他グループからの兼任メンバーがいなくなる。また同週内に田中菜津美と村重杏奈の兼任も解除され、HKT48専任に戻る。
- 6月6日、福岡ヤフオク!ドームで開催された『AKB48 41stシングル 選抜総選挙 〜順位予想不可能、大荒れの一夜〜』開票イベントで発表された投票結果は、指原が2年ぶりの首位、宮脇が7位と2名がAKB48シングル選抜に選ばれたほか、兒玉が17位でアンダーガールズのセンター、穴井が33位でネクストガールズのセンターに選出されるなど順位が発表された80位以内に15名がランクインした[82]。
- 8月15日 - 31日、博多座で『HKT48 指原莉乃座長公演』を開催。明治座出演メンバーに秋吉優花と神志那結衣を加えた18人が出演[83]。
- 9月1日、「春の人事異動」に伴うAKB48新体制移行が完了。HKT48からの兼任メンバーのうち朝長美桜が高橋朱里チーム4へ異動し、新たに矢吹奈子が木﨑チームB兼任となった。
- 11月25日、氣志團とのコラボシングル「しぇからしか!」（HKT48 feat.氣志團名義）発売[84]。また、このシングルよりユニバーサルシグマからEMI RECORDSにレーベルを移籍。
- 11月29日未明、日本テレビで「しぇからしか!」歌唱メンバーが出演するドラマ「マジすか学園シリーズ」『マジすか学園0 木更津乱闘編』が放送される[85]。

### 2016年
- 1月29日、ドキュメンタリー映画「尾崎支配人が泣いた夜 DOCUMENTARY of HKT48」が公開。
- 2月6日、全国ツアー『HKT48 春のライブツアー〜サシコ・ド・ソレイユ 2016〜』が、この日の名古屋公演を皮切りに始まる。
- 2月23日、HKT48劇場の閉鎖に伴う新たな拠点として、福岡市中央区天神の西鉄ホール（ソラリアステージ6階）を「ホーム劇場」とし、同年4月28日に初公演を行うことが、この日の『サシコ・ド・ソレイユ』東京初日公演で発表された[86]。なお西鉄ホールは「専用」ではないため引き続き一般利用も行われる。また、これに伴う劇場利用不可期間の対応として、姉妹グループ専用劇場での出張公演実施も併せて発表された[87]。
- 3月30日、『サシコ・ド・ソレイユ』福岡公演において、チームTIIの発足および3期研究生7名・ドラフト2期研究生の昇格が発表された[88]。
- 3月31日をもってHKT48劇場の営業終了[89]。これにあわせチームHとチームKIVの公演演目を入れ替えることになり、劇場最終公演を前に千秋楽公演を実施。
- 4月28日、西鉄ホールでの初公演『HKT48劇場移転・リニューアルOPEN特別公演』を行う[8]。以後5月3日にチームH『シアターの女神』公演、5月17日にチームKIV『最終ベルが鳴る』公演の、それぞれ初日を上演。
- 6月18日、HARD OFF ECOスタジアム新潟で開催された『AKB48 45thシングル 選抜総選挙 〜僕たちは誰について行けばいい?〜』開票イベントで発表された投票結果は、指原が2年連続3回目の首位（歴代最多得票数：243,011票）獲得、6位の宮脇、9位の兒玉が表題曲の選抜メンバー入りしたほか、アンダーガールズには2名、ネクストガールズには7名、フューチャーガールズには5名、アップカミングガールズには2名の計19名がランクインした[90][91]。
- 7月11日、『HKT48夏のホールツアー2016〜HKTがAKB48グループを離脱?国民投票コンサート〜』をこの日の福岡サンパレス公演からスタート[92]。結成当初から在任していた穴井千尋の卒業に伴い、副キャプテンであった松岡菜摘がチームHのキャプテンに任命された。また翌12日、同所での公演では4期生がお披露目された[93]。
- 9月7日、8thシングル「最高かよ」が発売された。4作ぶりにセンターポジションが、兒玉遥からドラフト2期生・松岡はなに変更された。
- 11月25日から26日にかけて、旧劇場オープン5周年を記念したイベント『HKT48 5th Anniversary 〜39時間ぶっ通し祭り!みんな“サンキューったい!”〜』を西鉄ホールおよび天神コア屋上特設会場で開催[94][95]。両日とも6時に「オープニングイベント」を行い、その後これまでHKT48が行ってきた6公演を上演[注釈 7]。25日深夜には18歳以上のメンバー出演する「秘密のお泊まり会」を開催した[97]。26日18時からは締めくくりとなる5周年記念特別公演を実施した[94][95]。
- 12月21日、チームTIIとしては初のチーム公演となる『手をつなぎながら』公演初日を実施。ただし翌年の4期生昇格までは「チームTII+研究生」公演名義で実施された。

### 2017年
- 2月15日、9thシングル「バグっていいじゃん」を発売[98]。
- 2月25日、『HKT48 春の関東ツアー2017 〜本気のアイドルを見せてやる〜』を群馬県・ベイシア文化ホールからスタート。
- 4月1日、本村碧唯が多田愛佳に代わりチームKIVキャプテンに指名される。
- 8月2日、10thシングル「キスは待つしかないのでしょうか?」を発売[99]。
- 9月4日、パピヨン24ガスホールでチームH「シアターの女神」公演を実施、同所において初めて劇場公演が行われ、HKT48劇場として使用開始[10][100][101]。
- 9月22日と23日の2日間、博多座において『HKT48フレッシュメンバーコンサートin博多座 〜未来は、私たちの手の中に…〜』を開催し、平均年齢17歳で、博多座でコンサートを開催した史上最年少グループとなった[102]。
- 11月24日から26日の3日間、西鉄ホールにおいて6周年イベント『HKT48 6フェス 〜LOVE&PEACE!ROCK周年だよ、人生は…〜』を開催[103]。最終日には4期生10人が正規メンバーに昇格した。
- 12月27日、1作目となるオリジナルアルバム『092』を発売[104]。

### 2018年
- 1月23日、チームKIV『最終ベルが鳴る』公演千秋楽[105]。
- 1月29日、チームKIV『制服の芽』公演初日。SKE48以外で初の上演となった[106][107]。
- 2月5日、スカラエスパシオでの初公演（ひまわり組「ただいま 恋愛中」公演）を実施した[108]。
- 5月2日、11thシングル「早送りカレンダー」を発売[109]。
- 11月26日、西鉄ホールにおいて7周年イベント『777んてったってHKT48 〜7周年は天神で大フィーバー〜』を開催。同日には5期研究生がお披露目され、ドラフト3期生5人が正規メンバーに昇格した。また、2020年春の新劇場オープンも発表された[110]。
- 12月15日、TOKYO DOME CITY HALLで単独コンサート『HKT48コンサート in 東京ドームシティホール〜今こそ団結!ガンガン行くぜ8年目!〜』を開催。10月29日からグローバルガールズグループ・IZ*ONEの専任活動をしている宮脇咲良と矢吹奈子は同日をもって、活動休止前最後のステージとなった[111]。またこの日、指原莉乃がグループからの卒業を発表した[112]。

### 2019年
- 4月10日、12thシングル「意志」を発売[113]。
- 4月28日、指原莉乃の卒業コンサート『指原莉乃 卒業コンサート 〜さよなら、指原莉乃〜』が横浜スタジアムで開催[114]。当日は活動休止を除くHKT48の全メンバーが出演し、渡辺麻友、北原里英、多田愛佳らAKB48グループの現役・OGメンバーも駆けつけたほか、松本人志がゲスト出演した[114]。IZ*ONEとして活動中の宮脇咲良と矢吹奈子からは、VTR映像を通してはなむけの言葉が贈られた[115]。
- 11月25日 - 26日 、8周年イベント『8周年だよ！HKT48の令和に昭和な歌合戦〜みんなで笑おう 八っ八っ八っ八っ八っ八っ八っ八っ(笑)〜』を開催。25日は博多座にて『8周年だよ!HKT48の令和に昭和な歌合戦8周年前夜祭コンサート』を、26日は西鉄ホールで『8周年記念公演』を開催[116]。

### 2020年
- 4月1日、運営会社がAKSからMercuryに移る[117]。
- 4月22日、13thシングル「3-2」を発売[118]。
- 5月27日、HKT48を運営するMercuryとNGT48を運営するFloraの両者を支援・統括する持株会社「Sproot（スプルート）」が設立され、Mercuryは、スプルートの100％子会社となる[119]。
- 11月2日、「E・ZO FUKUOKA」内に「西日本シティ銀行 HKT48劇場」[12][13]が、2代目の専用劇場としておよそ4年半ぶりにオープンした[120]。
- 11月25日 - 26日 9周年イベント『9周年前夜祭&9周年記念特別公演』を開催。25日は『9周年前夜祭』を、26日は『9周年記念特別公演』を開催[121]。

### 2021年
- 1月28日、西日本シティ銀行のイメージキャラクターへの起用が発表される[122]。
- 5月12日、14thシングル「君とどこかへ行きたい」の発売[123][注釈 8]。
- 5月15日、この日行われたイベント「HKT48メンバー全員生出演「君とどこかへ行きたい」リリース記念ニコ生特番」において、4月29日をもってIZ*ONEの活動を終えた宮脇咲良と矢吹奈子がサプライズ出演。同日より2年8か月ぶりにHKT48としての活動を再開した[126]。またこの日、宮脇がグループからの卒業を発表した[127]。
- 7月24日、HKT48 「リクエストアワー セットリストベスト50 2021」の開催[123]。
- 12月1日、2ndオリジナルアルバム『アウトスタンディング』を発売[128]。

### 2022年
- 4月8日 - 7月23日、『HKT48 LIVE TOUR 2022 〜Under the Spotlight〜』を開催[129][130][131]。
- 6月22日、15thシングル「ビーサンはなぜなくなるのか?」を発売[132]。
- 10月16日 - 11月28日、『HKT48 11th anniversary LIVE 2022 ～未来へのメッセージ～』を開催。同日、2度目となる翌年2月からのクラス替えと矢吹奈子のグループからの卒業が発表された[15][133]。11月26日には（HKT48所属メンバーとしては）最後の1期生となる本村碧唯の卒業が発表された。

### 2023年
- 1月31日、チームTIIが解散、6年10か月の歴史に幕を下ろす[15]。
- 2月1日、クラス替えが施行され、新チーム体制に移行[15]。
- 2月8日、16thシングル「君はもっとできる」を発売[134][135]。
- 4月1日、『HKT48 春のコンサート2023』を開催[136]。
- 7月17日、『HKT48 夏のコンサート2023』を開催[137]。
- 10月5日・17日『HKT48 秋LIVE2023』を開催[138]。
- 11月26日、HKT48劇場 12周年記念特別公演を開催[138][139]。
- 11月27日、『HKT48 秋LIVE2023（福岡）』を開催[138]。
- 12月20日、17thシングル「バケツを被れ!」を発売[140]。

### 2024年
- 3月9日、『HKT48 春のコンサート2024 〜ホップ・ステップ・ジャンプ〜』（福岡サンパレス）を開催[141]。
- 4月7日、『HKT48 春のコンサート2024 〜ホップ・ステップ・ジャンプ〜』（福岡市民会館）を開催[141]。
- 5月9日、『HKT48 春のコンサート2024 〜ホップ・ステップ・ジャンプ〜』（LINE CUBE SHIBUYA）を開催[141]。
- 6月23日、12thシングル「意志」&13thシングル「3-2」合同ハイタッチ会「開校！HKT48 夏の課外授業」を開催[要出典]。従来の全国握手会が、ハイタッチ会と名前を変更されて約5年ぶりに東京ビッグサイトで実施された。
- 9月11日、18thシングル「僕はやっと君を心配できる」を発売[142]。
- 9月28日、『HKT48学園 文化祭コンサート／松岡はな卒業コンサート～はなって！はなって！最高かよ！～』（福岡サンパレス）を開催。
- 11月26日、『HKT48 13th Anniversaryコンサート』（福岡サンパレス ホテル＆ホール）を開催[143]。

### 2025年
- 7月23日、19thシングル「半袖天使」を発売[144]。
- 11月22日 - 11月26日、『HKT48 14th Anniversary 〜HKT48 NEXT〜』（17LIVE HKT48劇場）を開催予定[145]。

## チーム

### 編組略史
HKT48の正規メンバーは、原則「チームH」「チームKIV」の2つのチームのうち、いずれか一つに所属し、劇場公演はチーム単位で行われる。このほかに正規メンバーではない「研究生」メンバーがおり、研究生は、バックダンサーや正規メンバーの不足・休演時の補充メンバー（アンダー）として各チームの公演に出演する他、研究生を中心とした研究生公演に出演するシステムとなっている。
HKT48結成 - 2014年4月
- 2011年7月10日に最終審査合格となった1期生26名は、2011年10月23日にお披露目され、NMB48と同じく全員が研究生として活動を開始した。1期研究生は2011年11月26日より劇場公演を開始した。2012年3月4日に1期研究生から選抜された16名によりチームHを結成した。まずオリジナルメンバーとして活動を開始し、7月5日からは指原莉乃が、11月1日からは多田愛佳がAKB48から移籍し、合わせてチームHメンバーとなった。
  - 初代チームH - 2012年3月4日に1期生公演から移行した「チームH 1st Stage「手をつなぎながら」公演」から2014年4月17日の「チームH 「博多レジェンド」」千秋楽をもって活動終了。キャプテンは穴井千尋。

2014年4月 - 2023年1月31日
- 2014年1月11日にiichikoグランシアタで行われたHKT48 『九州7県ツアー 〜可愛い子には旅をさせよ〜』（大分・夜公演）において、『クラス替え』[注釈 9]を発表。唯一のチームであったチームHに加え、新たにチームKIVを発足させた。主に2期生を中心とする研究生からの昇格とあわせて、既存のチームHから数名を新チームへ異動させた。HKT48としては初の『クラス替え』実施となった。新チーム体制稼働前に後述の『大組閣祭り』が開催されたが、HKT48だけは一部グループ外移籍と研究生からの正規メンバーへの追加昇格を除き、このクラス替えと同じチームのまま維持された。
- 2014年2月24日にZepp DiverCity TOKYOで行われた『AKB48グループ 大組閣祭り 〜時代は変わる。だけど、僕らは前しか向かねえ!〜』において、グループ間の移籍と兼任の増加を伴う新体制が発表された。この体制より副キャプテン制度を導入した。他グループへ5名、他グループから1名が兼任となり、1名がAKB48へ移籍し、1名がSKE48へ移籍することとなった。
- 2014年3月21日に福岡サンパレスホールで行われたHKT48 『九州7県ツアー 〜可愛い子には旅をさせよ〜』（福岡・夜公演）において、残っていた2期研究生4名全員の昇格を発表。これにより、2期研究生は全員が昇格することとなった。
  - 穴井チームH - 既存チームの正規メンバーと研究生からの昇格者、ドラフト生からなる20名で発足。なお、『クラス替え』発表時の予定メンバーは16名、『大組閣』発表時の予定メンバーは18名。2014年4月23日の「チームH 2nd Stage「青春ガールズ」公演」初日から開始。

- 松岡（菜）チームH - 2016年7月の穴井千尋卒業により、キャプテンが交代。
- 豊永チームH - 2022年9月の松岡菜摘卒業により、キャプテンが交代。
- 多田チームKIV - 既存チームの正規メンバーと他グループからの兼任、研究生からの昇格者からなる20名で発足。なお、『クラス替え』発表時の予定メンバーは16名、『大組閣』発表時の予定メンバーは18名。2014年5月8日の「チームKIV 1st Stage「シアターの女神」公演」初日から開始。
- 本村チームKIV - 2017年4月の多田愛佳卒業により、キャプテンが交代。

チームTII結成
2016年3月30日に行われたライブツアー『HKT48春のライブツアー～サシコ・ド・ソレイユ 2016～』最終日公演で、前々年の『大組閣』にチームH昇格が発表された田中美久・矢吹奈子を除く3期研究生7名とドラフト2期研究生3名全員10名の昇格が発表され、その所属先としてチームTIIが結成され、キャプテンに山下エミリー、副キャプテンには外薗葉月がそれぞれ就任した。
- 山下チームTII - 研究生からの昇格者10名で発足。2016年12月21日の「HKT48 チームTII（＋研究生）「手をつなぎながら」公演」初日から開始。

2023年2月1日 -
2022年10月16日に幕張メッセ イベントホールで行われた『HKT48 11th anniversary LIVE 2022 ～未来へのメッセージ～』（夜公演）にて『クラス替え』を発表。2016年以降の3チーム制から2チームに集約され、チームTIIが解体された。
- 豊永チームN（第2次） - 各チームの正規メンバーと研究生からの昇格者からなる16名で発足。
- 松岡（は）チームKIV - 各チームの正規メンバーからなる16名で発足。
- 今村チームKIV - 2024年9月の松岡はな卒業により、キャプテンが交代。

| H                                                                      | KIV                 | TII           |
| 初代チームH                                                            | ―                   | ―             |
| 2014年「AKB48グループ大組閣祭り」体制（2014年4月23日 - 2023年1月31日） |                     |               |
| 穴井チームH                                                            | 多田チームKIV       | ―             |
| 松岡（菜）チームH                                                      | 本村チームKIV       | 山下チームTII |
| 豊永チームH                                                            | 本村チームKIV       | 山下チームTII |
| 2023年組閣体制（2023年2月1日 - ）                                      |                     |               |
| 豊永チームH （第2次）                                                  | 松岡（は）チームKIV | ―             |
| 豊永チームH （第2次）                                                  | 今村チームKIV       | ―             |

## メンバー

### 正規メンバー

#### チームH
チームカラーは■黄緑色。
| 名前     | よみ              | 生年月日               | 出身地   | 加入期 | 昇格日         | 所属事務所                     | 備考                                                         | 総選挙 最高 順位 |
| -------- | ----------------- | ---------------------- | -------- | ------ | -------------- | ------------------------------ | ------------------------------------------------------------ | ---------------- |
| 生野莉奈 | いくの りな       | 2010年8月3日（15歳）   | 福岡県   | 6期    | 2024年1月5日   | Mercury                        |                                                              | -                |
| 石橋颯   | いしばし いぶき   | 2005年7月22日（20歳）  | 福岡県   | 5期    | 2021年4月9日   | Mercury                        | 元チームKIV（本村）                                          | -                |
| 石松結菜 | いしまつ ゆいな   | 2012年1月28日（13歳）  | 福岡県   | 6期    | 2024年7月23日  | Mercury                        |                                                              | -                |
| 市村愛里 | いちむら あいり   | 2001年2月13日（24歳）  | 神奈川県 | 5期    | 2022年1月13日  | Mercury                        | 元チームKIV（本村）                                          | -                |
| 北川陽彩 | きたがわ ひいろ   | 2004年1月23日（21歳）  | 福岡県   | 6期    | 2024年1月5日   | Mercury                        |                                                              | -                |
| 栗原紗英 | くりはら さえ     | 1996年6月20日（29歳）  | 福岡県   | 3期    | 2016年3月30日  | Mercury                        | 元チームTII（山下） HKT48最年長                              | 96位             |
| 坂本りの | さかもと りの     | 2002年6月10日（23歳）  | 東京都   | 5期    | 2022年1月13日  | Mercury                        | 2025年11月15日卒業予定 元チームH（松岡菜・豊永）             | -                |
| 渋井美奈 | しぶい みな       | 2009年3月23日（16歳）  | 東京都   | 6期    | 2024年1月5日   | Mercury                        |                                                              | -                |
| 豊永阿紀 | とよなが あき     | 1999年10月25日（25歳） | 福岡県   | 4期    | 2017年11月26日 | Mercury                        | チームHキャプテン 元チームH（松岡菜・豊永） 石川佳純のはとこ | 79位             |
| 中野南実 | なかの みなみ     | 2008年12月29日（16歳） | 福岡県   | 7期    | 2025年8月1日   | Mercury                        |                                                              | -                |
| 藤野心葉 | ふじの ここは     | 2008年5月25日（17歳）  | 福岡県   | 6期    | 2024年5月1日   | Mercury                        |                                                              | -                |
| 渕上舞   | ふちがみ まい     | 1996年9月21日（28歳）  | 福岡県   | 2期    | 2014年4月23日  | サンミュージックプロダクション | 体調不良によりしばらくの間活動休止 元チームKIV（多田・本村） | 31位             |
| 梁瀬鈴雅 | やなせ れいあ     | 2006年6月29日（19歳）  | 神奈川県 | 6期    | 2023年8月2日   | Mercury                        |                                                              | -                |
| 山内祐奈 | やまうち ゆうな   | 1999年7月6日（26歳）   | 福岡県   | 3期    | 2016年3月30日  | Mercury                        | 元チームTII（山下）                                          | -                |
| 龍頭綺音 | りゅうとう あやね | 2010年6月30日（15歳）  | 長崎県   | 7期    | 2025年8月1日   | GATE                           |                                                              | -                |

#### チームKIV
チームカラーは■水色。
| 名前       | よみ            | 生年月日               | 出身地 | 加入期      | 昇格日         | 所属事務所 | 備考                                                                        | 総選挙 最高 順位 |
| ---------- | --------------- | ---------------------- | ------ | ----------- | -------------- | ---------- | --------------------------------------------------------------------------- | ---------------- |
| 秋吉優花   | あきよし ゆか   | 2000年10月24日（24歳） | 福岡県 | 2期         | 2014年4月23日  | Mercury    | 元チームH（穴井・松岡菜・豊永）                                             | 72位             |
| 井澤美優   | いざわ みゆ     | 2006年8月14日（19歳）  | 福岡県 | 6期         | 2023年8月2日   | Mercury    |                                                                             | -                |
| 猪原絆愛   | いはら はんな   | 2011年2月27日（14歳）  | 大分県 | 6期         | 2024年5月1日   | Mercury    |                                                                             | -                |
| 今村麻莉愛 | いまむら まりあ | 2003年9月14日（21歳）  | 群馬県 | ドラフト2期 | 2016年3月30日  | Mercury    | チームKIVキャプテン 第2回ドラフト会議 チームKIV 1位指名 元チームTII（山下） | -                |
| 江浦優香   | えうら ゆうか   | 2011年5月3日（14歳）   | 福岡県 | 7期         | 2025年8月1日   | GATE       |                                                                             | -                |
| 江口心々華 | えぐち ここは   | 2007年4月24日（18歳）  | 長崎県 | 6期         | 2023年8月2日   | Mercury    |                                                                             | -                |
| 大内梨果   | おおうち りんか | 2007年7月28日（18歳）  | 兵庫県 | 6期         | 2024年5月1日   | Mercury    |                                                                             | -                |
| 大庭凜咲   | おおば りさき   | 2005年4月23日（20歳）  | 福岡県 | 6期         | 2024年1月5日   | Mercury    |                                                                             | -                |
| 栗山梨奈   | くりやま りな   | 2000年12月30日（24歳） | 大分県 | 5期         | 2022年1月13日  | Mercury    | 元チームH（松岡菜・豊永）                                                   | -                |
| 竹本くるみ | たけもと くるみ | 2004年2月22日（21歳）  | 東京都 | 5期         | 2021年4月9日   | Mercury    | 元チームKIV（本村）                                                         | -                |
| 立花心良   | たちばな こころ | 2009年6月24日（16歳）  | 福岡県 | 6期         | 2024年1月5日   | Mercury    |                                                                             | -                |
| 田中伊桜莉 | たなか いおり   | 2002年8月31日（22歳）  | 熊本県 | 5期         | 2022年1月13日  | Mercury    | 元チームKIV（本村）                                                         | -                |
| 地頭江音々 | ぢとうえ ねね   | 2000年9月27日（24歳）  | 宮崎県 | 4期         | 2017年11月26日 | Mercury    | 卒業予定（時期未定） 元チームKIV（本村）                                    | 117位            |
| 福井可憐   | ふくい かれん   | 2006年12月4日（18歳）  | 長崎県 | 6期         | 2024年1月5日   | Mercury    |                                                                             | -                |
| 森﨑冴彩   | もりさき さあや | 2005年1月16日（20歳）  | 熊本県 | 6期         | 2024年1月5日   | Mercury    |                                                                             | -                |
| 安井妃奈   | やすい ひな     | 2011年2月9日（14歳）   | 福岡県 | 6期         | 2024年7月23日  | Mercury    |                                                                             | -                |

### 研究生
| 名前       | よみ            | 生年月日               | 出身地 | 加入期 | 所属事務所 | 備考                                                  |
| ---------- | --------------- | ---------------------- | ------ | ------ | ---------- | ----------------------------------------------------- |
| 青木日菜子 | あおき ひなこ   | 2008年7月16日（17歳）  | 千葉県 | 7期    | Mercury    | 2025年4月12日から体調不良によりしばらくの間、活動休止 |
| 石井彩音   | いしい あやね   | 2006年11月27日（18歳） | 福岡県 | 7期    | Mercury    |                                                       |
| 石川歩実優 | いしかわ あみゆ | 2011年12月12日（13歳） | 福岡県 | 7期    | Mercury    |                                                       |
| 猪島莉玲亜 | いじま りりあ   | 2011年5月7日（14歳）   | 長崎県 | 7期    | Mercury    |                                                       |
| 呉優菜     | くれ ゆうな     | 2012年2月13日（13歳）  | 福岡県 | 7期    | Mercury    | HKT48最年少                                           |
| 靍川那智   | つるかわ なち   | 2010年12月7日（14歳）  | 福岡県 | 7期    | Mercury    |                                                       |
| 長野らら   | ながの らら     | 2010年11月6日（14歳）  | 長崎県 | 7期    | Mercury    |                                                       |
| 松永悠良   | まつなが ゆい   | 2009年11月13日（15歳） | 福岡県 | 7期    | Mercury    |                                                       |
| 松本苺花   | まつもと もか   | 2008年11月22日（16歳） | 熊本県 | 7期    | Mercury    |                                                       |
| 山川万里愛 | やまかわ まりあ | 2005年10月25日（19歳） | 福岡県 | 7期    | Mercury    |                                                       |
| 吉田めい   | よしだ めい     | 2009年5月7日（16歳）   | 山口県 | 7期    | Mercury    |                                                       |

### 元メンバー

#### 元正規メンバー
| 名前         | よみ              | 生年月日               | 出身地   | 加入期      | 最終 所属 | 最終在籍日     | 現所属事務所                       | 備考 | 総選挙 最高順位 |
| ------------ | ----------------- | ---------------------- | -------- | ----------- | --------- | -------------- | ---------------------------------- | --- | --------------- |
| 古森結衣     | こもり ゆい       | 1997年12月2日（27歳）  | 山口県   | 1期         | H         | 2012年8月18日  | ファイブリッジミュージック         | 活動辞退 元チームH（初代） | -               |
| 菅本裕子     | すがもと ゆうこ   | 1994年5月20日（31歳）  | 福岡県   | 1期         | H         | 2012年8月18日  | KOS                                | 活動辞退 元チームH（初代） | -               |
| 谷口愛理     | たにぐち あいり   | 1999年3月14日（26歳）  | 福岡県   | 1期         | H         | 2012年8月18日  | -                                  | 活動辞退 元チームH（初代） | -               |
| 中西智代梨   | なかにし ちより   | 1995年5月12日（30歳）  | 福岡県   | 1期         | H         | 2014年4月22日  | TRUSTAR                            | AKB48元チームA（'14高橋）へ移籍 元チームH（初代） 2023年8月28日でAKB48を卒業 | -               |
| 谷真理佳     | たに まりか       | 1996年1月5日（29歳）   | 福岡県   | 2期         | KIV       | 2014年4月22日  | ゼスト                             | SKE48チームE（須田）へ移籍 2024年3月31日でSKE48を卒業 | -               |
| 草場愛       | くさば まなみ     | 1995年10月17日（29歳） | 福岡県   | 2期         | KIV       | 2015年4月30日  | -                                  | 元チームKIV（多田） | -               |
| 木本花音     | きもと かのん     | 1997年8月11日（28歳）  | 愛知県   | -           | KIV       | 2015年5月25日  | -                                  | 元チームKIV（多田） 2014年5月8日から兼任解除までSKE48チームE（須田）兼任 | 31位            |
| 後藤泉       | ごとう いずみ     | 1997年9月27日（27歳）  | 福岡県   | 2期         | KIV       | 2015年10月31日 | -                                  | 元チームKIV（多田） | -               |
| 梅本泉       | うめもと いずみ   | 1997年5月15日（28歳）  | 福岡県   | 2期         | H         | 2015年12月31日 | -                                  | 元チームH（穴井） | -               |
| 伊藤来笑     | いとう らいら     | 1998年10月31日（26歳） | 愛媛県   | 2期         | KIV       | 2016年2月29日  | -                                  | 元チームKIV（多田） | -               |
| 岡田栞奈     | おかだ かんな     | 1997年6月26日（28歳）  | 福岡県   | 2期         | KIV       | 2016年3月22日  | -                                  | 元チームKIV（多田） | 42位            |
| 穴井千尋     | あない ちひろ     | 1996年1月27日（29歳）  | 福岡県   | 1期         | H         | 2016年7月31日  | -                                  | 元チームH（初代・穴井） 元チームH（穴井）キャプテン | 33位            |
| 若田部遥     | わかたべ はるか   | 1998年9月26日（26歳）  | 福岡県   | 1期         | H         | 2017年2月5日   | -                                  | 元チームH（初代・穴井・松岡菜） フジテレビ報道局 | 82位            |
| 多田愛佳     | おおた あいか     | 1994年12月8日（30歳）  | 埼玉県   | -           | KIV       | 2017年4月10日  | -                                  | 2012年11月1日移籍加入 元チームH（初代） 元チームKIV（多田） 元チームKIV（多田）キャプテン 元AKB48チームB（初代） 元AKB48チームA（'10高橋）                                           | 20位            |
| 岡本尚子     | おかもと なおこ   | 1996年4月4日（29歳）   | 福岡県   | 2期         | H         | 2017年5月8日   | エイジアプロモーション             | 元チームH（穴井・松岡菜） | -               |
| 筒井莉子     | つつい りこ       | 2000年2月22日（25歳）  | 佐賀県   | 3期         | TII       | 2017年5月29日  | -                                  | 元チームTII（山下） | -               |
| 井上由莉耶   | いのうえ ゆりや   | 1999年6月15日（26歳）  | 福岡県   | 2期         | H         | 2017年6月12日  | -                                  | 元チームH（穴井・松岡菜） | 48位            |
| 田中優香     | たなか ゆうか     | 2000年6月7日（25歳）   | 福岡県   | 2期         | KIV       | 2018年2月27日  | -                                  | 元チームKIV（多田・本村） | -               |
| 宇井真白     | うい ましろ       | 2000年1月31日（25歳）  | 福岡県   | 2期         | H         | 2018年3月21日  | BEbox                              | 元チームH（穴井・松岡菜） | -               |
| 山田麻莉奈   | やまだ まりな     | 1995年3月24日（30歳）  | 福岡県   | 2期         | H         | 2018年4月19日  | -                                  | 元チームH（穴井・松岡菜） | -               |
| 山本茉央     | やまもと まお     | 1996年9月18日（28歳）  | 福岡県   | ドラフト1期 | H         | 2018年5月21日  | -                                  | 第1回ドラフト会議 チームH 1位指名 元チームH（初代・穴井・松岡菜） アフィシャナドゥの元メンバー                                                                                       | -               |
| 松田祐実     | まつだ ゆみ       | 2002年5月13日（23歳）  | 福井県   | ドラフト3期 | TII       | 2018年12月27日 | -                                  | 活動辞退 第3回ドラフト会議 チームTII 1位指名 元チームTII（山下）研究生 元チームTII（山下）                                                                                           | -               |
| 冨吉明日香   | とみよし あすか   | 1997年9月20日（27歳）  | 宮崎県   | 2期         | KIV       | 2019年3月30日  | アローズエンタテインメント         | 元チームH（多田・本村） | 38位            |
| 指原莉乃     | さしはら りの     | 1992年11月21日（32歳） | 大分県   | -           | H         | 2019年4月28日  | 太田プロダクション                 | 元チームH（初代・穴井・松岡菜） 元HKT48劇場支配人兼務 元AKB48チームB（初代） 元AKB48チームA（'10高橋） 元STU48兼任（劇場支配人も兼務） 2012年6月16日移籍加入                         | 1位             |
| 兒玉遥       | こだま はるか     | 1996年9月19日（28歳）  | 福岡県   | 1期         | H         | 2019年6月9日   | エイベックス・アスナロ・カンパニー | 元チームH（初代・穴井・松岡菜） 元AKB48チームA（'13横山）兼任 元AKB48チームK（横山・峯岸）兼任                                                                                       | 9位             |
| 駒田京伽     | こまだ ひろか     | 1996年11月21日（28歳） | 宮崎県   | 2期         | H         | 2019年6月17日  | -                                  | 元チームH（穴井・松岡菜） | 60位            |
| 岩花詩乃     | いわはな しの     | 2000年4月1日（25歳）   | 福岡県   | 2期         | KIV       | 2019年6月21日  | -                                  | 元チームKIV（多田・本村） | -               |
| 植木南央     | うえき なお       | 1997年8月12日（28歳）  | 福岡県   | 1期         | KIV       | 2019年7月31日  | -                                  | 元チームH（初代・穴井・松岡菜） 唐津ジュニア音楽祭2009 ヴォーカル・オーディション部門 西尾芳彦音楽賞受賞                                                                             | 54位            |
| 田中菜津美   | たなか なつみ     | 2000年8月10日（25歳）  | 福岡県   | 1期         | H         | 2020年1月11日  | -                                  | 元チームH（初代・穴井・松岡菜） 元SKE48チームS（宮澤）兼任 | 50位            |
| 朝長美桜     | ともなが みお     | 1998年5月17日（27歳）  | 福岡県   | 2期         | KIV       | 2020年1月15日  | TWIN PLANET ENTERTAINMENT          | 元チームKIV（多田・本村） 元AKB48チームB（倉持）兼任 元AKB48チーム4（高橋朱里）兼任                                                                                                  | 21位            |
| 深川舞子     | ふかがわ まいこ   | 1999年7月5日（26歳）   | 福岡県   | 1期         | KIV       | 2020年2月22日  | -                                  | 元チームKIV（多田・本村） | 91位            |
| 月足天音     | つきあし あまね   | 1999年10月26日（25歳） | 福岡県   | 4期         | TII       | 2020年3月30日  | アソビシステム                     | 元チームTII（山下） FRUITS ZIPPERのメンバー | 119位           |
| 森保まどか   | もりやす まどか   | 1997年7月26日（28歳）  | 長崎県   | 1期         | KIV       | 2021年5月29日  | Aster                              | 当日卒業コンサート 元チームH（初代） 元チームKIV（多田・本村） | 25位            |
| 宮脇咲良     | みやわき さくら   | 1998年3月19日（27歳）  | 鹿児島県 | 1期         | KIV       | 2021年6月19日  | SOURCE MUSIC / A.M.Entertainment   | 当日卒業コンサート 元チームH（初代） 元チームKIV（多田・本村） 元チームKIV（多田・本村）副キャプテン 元AKB48チームA（'14高橋・'15横山）兼任 IZ*ONEの元メンバー LE SSERAFIMのメンバー | 03位            |
| 清水梨央     | しみず りお       | 2003年10月11日（21歳） | 福岡県   | 4期         | TII       | 2021年12月20日 | -                                  | 当日卒業公演 元チームTII（山下） | -               |
| 村重杏奈     | むらしげ あんな   | 1998年7月29日（27歳）  | 山口県   | 1期         | KIV       | 2021年12月27日 | TWIN PLANET ENTERTAINMENT          | 当日公演卒業 元チームH（初代） 元チームKIV（多田・本村） 元チームN（山本〈第1次〉）兼任                                                                                              | 67位            |
| 上島楓       | かみじま かえで   | 2001年8月22日（23歳）  | 愛知県   | 5期         | H         | 2022年1月9日   | WACK                               | 元チームH（松岡菜） 現:チッチチチーチーチー ASPのメンバー | -               |
| 上野遥       | うえの はるか     | 1999年9月20日（25歳）  | 福岡県   | 2期         | H         | 2022年2月26日  | グランカンパニー                   | 元チームH（穴井・松岡菜） | -               |
| 田島芽瑠     | たしま める       | 2000年1月7日（25歳）   | 福岡県   | 2期         | H         | 2022年4月3日   | Mama&Son                           | 元チームH（穴井・松岡菜） | 26位            |
| 水上凜巳花   | みずかみ りみか   | 2003年7月10日（22歳）  | 福岡県   | 5期         | H         | 2022年4月3日   | N.D.Promotion                      | 元チームH（松岡菜） PRODUCE 101 JAPAN THE GIRLS元練習生 | -               |
| 熊沢世莉奈   | くまざわ せりな   | 1997年4月17日（28歳）  | 福岡県   | 1期         | KIV       | 2022年4月3日   | ホーリーピーク                     | 元チームH（初代） 元チームKIV（多田・本村） DANCE SCHOOL S.S.M出身 | -               |
| 今田美奈     | いまだ みな       | 1997年3月5日（28歳）   | 福岡県   | 1期         | KIV       | 2022年4月4日   | -                                  | 元チームH（多田・本村） | 90位            |
| 松本日向     | まつもと ひなた   | 2000年12月11日（24歳） | 大阪府   | 4期         | TII       | 2022年6月27日  | TRUSTAR                            | 当日卒業公演 元チームTII（山下） 妹は松本愛花（元SUPER☆GiRLS） | -               |
| 神志那結衣   | こうじな ゆい     | 1998年1月24日（27歳）  | 福岡県   | 2期         | H         | 2022年9月4日   | For you                            | 元チームH（穴井・松岡菜） | 46位            |
| 松岡菜摘     | まつおか なつみ   | 1996年8月8日（29歳）   | 福岡県   | 1期         | H         | 2022年9月4日   | -                                  | 元チームH（初代・穴井・松岡菜） 元チームH（松岡菜）キャプテン 元チームH（穴井）副キャプテン                                                                                          | 46位            |
| 石安伊       | せき あい         | 2000年12月31日（24歳） | 福岡県   | ドラフト3期 | TII       | 2022年9月9日   | -                                  | 第3回ドラフト会議 チームTII 2位指名 元チームTII（山下）研究生 元チームTII（山下） | -               |
| 村川緋杏     | むらかわ びびあん | 1999年12月3日（25歳）  | 福岡県   | ドラフト2期 | TII       | 2022年11月1日  | アソビシステム                     | 第2回ドラフト会議 チームH 2位指名 元チームH（穴井）研究生 元チームTII（山下） CANDY TUNEのメンバー                                                                                   | -               |
| 坂口理子     | さかぐち りこ     | 1994年7月26日（31歳）  | 福岡県   | 2期         | H         | 2022年12月5日  | サンミュージックプロダクション     | 元チームH（穴井・松岡菜・豊永） | 37位            |
| 下野由貴     | しもの ゆき       | 1998年4月2日（27歳）   | 福岡県   | 1期         | KIV       | 2022年12月10日 | YOUNG,WILD＆FREE                   | 元チームH（初代） 元チームKIV（多田・本村） | 85位            |
| 外薗葉月     | ほかぞの はづき   | 1999年1月17日（26歳）  | 福岡県   | 3期         | TII       | 2022年12月17日 | SCARLETT PROMOTION                 | 元チームTII（山下） 元チームTII（山下）副キャプテン | 120位           |
| 宮﨑想乃     | みやざき その     | 2000年10月30日（24歳） | 佐賀県   | 4期         | TII       | 2022年12月26日 | seju                               | 元チームTII（山下） | -               |
| 渡部愛加里   | わたなべ あかり   | 2004年10月18日（20歳） | 神奈川県 | ドラフト3期 | H         | 2023年3月26日  | B ZONE                             | 第3回ドラフト会議 チームH 1位指名 元チームH（松岡菜・豊永） | -               |
| 村上和叶     | むらかみ わかな   | 2003年3月30日（22歳）  | 埼玉県   | 5期         | KIV       | 2023年3月26日  | ホーリーピーク                     | 元チームH（松岡菜・豊永） | -               |
| 矢吹奈子     | やぶき なこ       | 2001年6月18日（24歳）  | 東京都   | 3期         | H         | 2023年4月1日   | TWIN PLANET ENTERTAINMENT          | 元AKB48チームB（木﨑）兼任 IZ*ONEの元メンバー 元チームH（穴井・松岡菜・豊永） | 09位            |
| 後藤陽菜乃   | ごとう ひなの     | 2005年3月8日（20歳）   | 福岡県   | 5期         | KIV       | 2023年7月9日   | -                                  | 元チームTII（山下） 元チームKIV（松岡は） | -               |
| 馬場彩華     | ばば さやか       | 2004年5月2日（21歳）   | 佐賀県   | ドラフト3期 | KIV       | 2023年7月9日   | -                                  | 第3回ドラフト会議 チームKIV 1位指名 元チームKIV（本村・松岡は） ハルニシオンのメンバー                                                                                               | -               |
| 本村碧唯     | もとむら あおい   | 1997年5月31日（28歳）  | 福岡県   | 1期         | KIV       | 2023年7月23日  | -                                  | 元チームH（初代） 元チームKIV（多田・本村・松岡は） 元チームKIV（本村）キャプテン | 36位            |
| 長野雅       | ながの みやび     | 1999年10月3日（25歳）  | 愛知県   | 5期         | KIV       | 2023年8月1日   | -                                  | 元チームKIV（本村・松岡は） 元『青春高校3年C組』生徒 | -               |
| 小田彩加     | おだ あやか       | 1999年2月9日（26歳）   | 福岡県   | 4期         | H         | 2023年8月8日   | -                                  | 元チームTII（山下） 元チームH（豊永） | 50位            |
| 運上弘菜     | うんじょう ひろな | 1998年8月9日（27歳）   | 北海道   | 4期         | H         | 2023年10月5日  | -                                  | 元チームKIV（本村） 元チームH（豊永） | 84位            |
| 武田智加     | たけだ ともか     | 2003年2月25日（22歳）  | 神奈川県 | 4期         | KIV       | 2023年10月20日 | seju                               | 元チームTII（山下） 元チームKIV（松岡は） | -               |
| 田中美久     | たなか みく       | 2001年9月12日（23歳）  | 熊本県   | 3期         | KIV       | 2023年12月29日 | am合同会社                         | 元チームH（穴井・松岡菜・豊永） 元チームKIV（松岡は） | 10位            |
| 堺萌香       | さかい もえか     | 1998年8月25日（26歳）  | 福岡県   | 4期         | H         | 2024年5月11日  | Visual Art Lab                     | 当日卒業公演 元チームTII（山下） 元チームH（豊永） | -               |
| 山下エミリー | やました エミリー | 1998年12月19日（26歳） | 福岡県   | 3期         | KIV       | 2024年7月21日  | TRUSTAR                            | 当日卒業公演 元チームTII（山下） 元チームTII（山下）キャプテン 元チームKIV（松岡は）                                                                                                 | -               |
| 松岡はな     | まつおか はな     | 2000年1月19日（25歳）  | 千葉県   | ドラフト2期 | KIV       | 2024年9月28日  | -                                  | 第2回ドラフト会議 チームH 1位指名 元チームKIV（松岡は）キャプテン 元チームTII（山下） 元バイトAKB                                                                                    | 66位            |
| 荒巻美咲     | あらまき みさき   | 2001年1月28日（24歳）  | 福岡県   | 3期         | H         | 2024年12月27日 | -                                  | 当日卒業公演 元チームTII（山下） 元チームH（豊永） | -               |
| 最上奈那華   | もがみ ななか     | 2001年1月28日（24歳）  | 福岡県   | 6期         | H         | 2025年1月27日  | -                                  | 当日卒業公演 元チームH（豊永） | -               |
| 伊藤優絵瑠   | いとう ゆえる     | 2003年10月24日（21歳） | 東京都   | ドラフト3期 | H         | 2025年3月8日   | -                                  | 当日卒業公演 第3回ドラフト会議 チームH 2位指名 元チームH（松岡菜・豊永） | -               |
| 川平聖       | かわひら ひじり   | 2004年6月27日（21歳）  | 沖縄県   | 5期         | H         | 2025年3月22日  | ヒラタオフィス                     | 当日卒業公演 元チームKIV（本村） 元チームH（豊永） | -               |
| 坂本愛玲菜   | さかもと えれな   | 2000年9月12日（24歳）  | 福岡県   | 3期         | KIV       | 2025年4月27日  | -                                  | 当日卒業公演 元チームTII（山下） 元チームKIV（松岡は・今村） | 87位            |

#### 元研究生
| 名前       | よみ            | 生年月日               | 出身地 | 加入期 | 最終在籍日     | 現所属事務所                           | 備考                                             |
| ---------- | --------------- | ---------------------- | ------ | ------ | -------------- | -------------------------------------- | ------------------------------------------------ |
| 江藤彩也香 | えとう さやか   | 1997年9月9日（27歳）   | 大分県 | 1期    | 2012年8月18日  | アークプロモーション                   | 活動辞退                                         |
| 仲西彩佳   | なかにし あやか | 1996年3月23日（29歳）  | 福岡県 | 1期    | 2012年8月18日  | -                                      | 活動辞退                                         |
| 安陪恭加   | あべ きょうか   | 1997年7月17日（28歳）  | 福岡県 | 1期    | 2014年2月23日  | ジャスティスジャパンエンタテインメント | 現：恭加 2013年12月30日卒業公演 旧芸名：長瀬月渚 |
| 音嶋莉沙   | おとしま りさ   | 1998年8月11日（27歳）  | 福岡県 | 4期    | 2016年7月21日  | 代々木アニメーション学院               | 合格取消 =LOVEのメンバー                         |
| 工藤陽香   | くどう はるか   | 2006年4月21日（19歳）  | 福岡県 | 5期    | 2020年10月12日 | -                                      | 当日卒業配信                                     |
| 小川紗奈   | おがわ さな     | 2002年6月20日（23歳）  | 佐賀県 | 5期    | 2021年3月22日  | -                                      | 当日卒業公演                                     |
| 川島夕奈   | かわしま ゆうな | 2008年8月9日（17歳）   | 福岡県 | 6期    | 2023年3月19日  | -                                      | 辞退                                             |
| 松本羽麗   | まつもと うらら | 2004年5月12日（21歳）  | 大阪府 | 6期    | 2025年7月1日   | -                                      | 辞退                                             |
| 片平紗麗   | かたひら さら   | 2009年5月1日（16歳）   | 愛知県 | 7期    | 2025年8月16日  | -                                      | 活動辞退                                         |
| 堤楓夏     | つつみ ふうか   | 2006年11月17日（18歳） | 福岡県 | 7期    | 2025年8月16日  | -                                      | 活動辞退                                         |

## グループ編成

### 歴代キャプテン
チームHキャプテン
1. 穴井千尋（2012年3月4日 - 2016年7月11日）
  - 2012年3月4日 - 2014年4月22日（初代）
  - 2014年4月23日 - 2016年7月11日（大組閣体制）[262]
2. 松岡菜摘（2016年7月12日 - 2022年9月4日）
3. 豊永阿紀（2022年9月5日 - ）
  - 2022年9月5日 - 2023年1月31日 [263]
  - 2023年2月1日 - [264]

チームKIVキャプテン
1. 多田愛佳（2014年4月23日 - 2017年4月10日）
2. 本村碧唯（2017年4月11日 - 2023年1月31日）
3. 松岡はな（2023年2月1日 - 2024年9月28日）[264]
4. 今村麻莉愛（2024年9月29日 - ）[265]

チームTIIキャプテン
1. 山下エミリー（2016年3月30日 - 2023年1月31日）

チームH副キャプテン
1. 松岡菜摘（2014年4月23日 - 2016年7月11日）
  - 松岡のキャプテン就任以降、副キャプテンは不在

チームKIV副キャプテン
1. 宮脇咲良（2014年4月23日 - 2018年10月29日）
  - 宮脇のIZ*ONE専任以降、副キャプテンは不在

チームTII副キャプテン
1. 外薗葉月（2016年3月30日 - 2022年12月17日）
  - 外薗が2022年12月17日卒業以降、副キャプテンは不在

### メンバー構成推移
これまで7度のメンバーオーディションを実施し、姉妹グループから移籍・兼任およびドラフト生を除く全てのメンバーがこれらのオーディションを経て加入している。
| 年月日   | 出来事 | 増減 | 合計 | 合計 | チーム別 | チーム別 | チーム別 | チーム別 |
| 年月日   | 出来事 | 増減 | 全   | 正   | H        | KIV      | TII      | 研       |
| 2011年   | 出来事 | 増減 | 全   | 正   | H        | KIV      | TII      | 研       |
| -------- | --- | ---- | ---- | ---- | -------- | -------- | -------- | -------- |
| 10月23日 | 1期生 お披露目 | +21  | 21   |      |          |          |          | 21       |
| 2012年   | 出来事 | 増減 | 全   | 正   | H        | KIV      | TII      | 研       |
| 3月4日   | チームH結成 |      | 21   | 16   | 16       |          |          | 5        |
| 6月16日  | AKB48から指原莉乃が移籍 | +1   | 22   | 17   | 16       |          |          | 5        |
| 7月5日   | 指原莉乃 チームHへの所属発表 |      | 22   | 17   | 17       |          |          | 5        |
| 8月18日  | チームH 古森結衣・菅本裕子・谷口愛理・研究生 江藤彩也香・仲西彩佳 辞退 | -5   | 17   | 14   | 14       |          |          | 3        |
| 9月23日  | 2期生 お披露目 | +21  | 38   | 14   | 14       |          |          | 24       |
| 11月1日  | AKB48から多田愛佳が移籍、チームHへの所属発表 | +1   | 39   | 15   | 15       |          |          | 24       |
| 2013年   | 出来事 | 増減 | 全   | 正   | H        | KIV      | TII      | 研       |
| 11月2日  | 3期生 お披露目 | +9   | 48   | 15   | 15       |          |          | 33       |
| 2014年   | 出来事 | 増減 | 全   | 正   | H        | KIV      | TII      | 研       |
| 1月11日  | 研究生 秋吉優花・井上由莉耶・今田美奈・梅本泉・岡田栞奈・岡本尚子・神志那結衣・後藤泉・駒田京伽・坂口理子・田島芽瑠・田中優香・谷真理佳・冨吉明日香・朝長美桜・渕上舞・山田麻莉奈 昇格発表 |      | 48   | 15   | 15       |          |          | 33       |
| 2月23日  | 研究生 安陪恭加 卒業 | -1   | 47   | 15   | 15       |          |          | 32       |
| 2月24日  | 研究生 深川舞子・草場愛・田中美久・矢吹奈子 昇格発表 |      | 47   | 15   | 15       |          |          | 32       |
| 3月11日  | ドラフト1期生 山本茉央 正式登録 | +1   | 48   | 16   | 16       |          |          | 32       |
| 3月21日  | 研究生 伊藤来笑・岩花詩乃・宇井真白・上野遥 昇格発表 |      | 48   | 16   | 16       |          |          | 32       |
| 4月23日  | 新チーム体制に再編 SKE48チームE 木本花音 チームKIVとの兼任開始 チームH 中西智代梨 AKB48へ移籍 昇格メンバー 谷真理佳 SKE48へ移籍                                                            | -1   | 47   | 40   | 20       | 20       |          | 7        |
| 2015年   | 出来事 | 増減 | 全   | 正   | H        | KIV      | TII      | 研       |
| 4月30日  | チームKIV 草場愛 卒業 | -1   | 46   | 39   | 20       | 19       |          | 7        |
| 5月25日  | チームKIV 木本花音 兼任解除 | -1   | 45   | 38   | 20       | 18       |          | 7        |
| 6月27日  | ドラフト2期生 お披露目 | +3   | 48   | 38   | 20 (22)  | 18 (19)  |          | 10       |
| 10月31日 | チームKIV 後藤泉 卒業 | -1   | 47   | 37   | 20 (22)  | 17 (18)  |          | 10       |
| 12月31日 | チームH 梅本泉 卒業 | -1   | 46   | 36   | 19 (21)  | 17 (18)  |          | 10       |
| 2016年   | 出来事 | 増減 | 全   | 正   | H        | KIV      | TII      | 研       |
| 2月29日  | チームKIV 伊藤来笑 卒業 | -1   | 45   | 35   | 19 (21)  | 16 (17)  |          | 10       |
| 3月22日  | チームKIV 岡田栞奈 卒業 | -1   | 44   | 34   | 19 (21)  | 15 (16)  |          | 10       |
| 3月30日  | チームTII結成を発表 研究生 荒巻美咲・栗原紗英・坂本愛玲菜・筒井莉子・外薗葉月・山内祐奈・山下エミリー 昇格 ドラフト研究生 今村麻莉愛・松岡はな・村川緋杏 昇格                              |      | 44   | 44   | 19       | 15       | 10       | -        |
| 7月12日  | 4期生 お披露目 | +11  | 55   | 44   | 19       | 15       | 10       | (11)     |
| 7月21日  | 第4期生オーディション合格者 音嶋莉沙 合格取り消し | -1   | 54   | 44   | 19       | 15       | 10       | (10)     |
| 7月31日  | チームH 穴井千尋 卒業 | -1   | 53   | 43   | 18       | 15       | 10       | (10)     |
| 2017年   | 出来事 | 増減 | 全   | 正   | H        | KIV      | TII      | 研       |
| 2月5日   | チームH 若田部遥 卒業 | -1   | 52   | 42   | 17       | 15       | 10       | 10       |
| 4月10日  | チームKIV 多田愛佳 卒業 | -1   | 51   | 41   | 17       | 14       | 10       | 10       |
| 5月8日   | チームH 岡本尚子 卒業 | -1   | 50   | 40   | 16       | 14       | 10       | 10       |
| 5月29日  | チームTII 筒井莉子 卒業 | -1   | 49   | 39   | 16       | 14       | 9        | 10       |
| 6月12日  | チームH 井上由莉耶 卒業 | -1   | 48   | 38   | 15       | 14       | 9        | 10       |
| 11月26日 | 研究生 豊永阿紀 チームH昇格 研究生 運上弘菜・地頭江音々 チームKIV昇格 研究生 小田彩加・堺萌香・清水梨央・武田智加・月足天音・松本日向・宮﨑想乃 チームTII昇格                              |      | 48   | 48   | 16       | 16       | 16       | -        |
| 2018年   | 出来事 | 増減 | 全   | 正   | H        | KIV      | TII      | 研       |
| 2月27日  | チームKIV 田中優香 卒業 | -1   | 47   | 47   | 16       | 15       | 16       | -        |
| 3月21日  | チームH 宇井真白 卒業 | -1   | 46   | 46   | 15       | 15       | 16       | -        |
| 3月31日  | ドラフト3期生 お披露目 | +5   | 51   | 46   | 15 (17)  | 15 (16)  | 16 (18)  | 5        |
| 4月19日  | チームH 山田麻莉奈 卒業 | -1   | 50   | 45   | 14 (16)  | 15 (16)  | 16 (18)  | 5        |
| 5月21日  | チームH 山本茉央 卒業 | -1   | 49   | 44   | 13 (15)  | 15 (16)  | 16 (18)  | 5        |
| 10月29日 | チームH 矢吹奈子、チームKIV 宮脇咲良 IZ*ONE専任に伴い活動休止 |      | 49   | 42   | 12 (14)  | 14 (15)  | 16 (18)  | 5        |
| 11月26日 | 5期生 お披露目 ドラフト3期研究生 伊藤優絵瑠・渡部愛加里 チームH昇格 ドラフト3期研究生 馬場彩華 チームKIV昇格 ドラフト3期研究生 石安伊・松田祐実 チームTII昇格                              | +14  | 63   | 47   | 14       | 15       | 18       | 14       |
| 12月27日 | チームTII 松田祐実 辞退 | -1   | 62   | 46   | 14       | 15       | 17       | 14       |
| 2019年   | 出来事 | 増減 | 全   | 正   | H        | KIV      | TII      | 研       |
| 3月30日  | チームKIV 冨吉明日香 卒業 | -1   | 61   | 45   | 14       | 14       | 17       | 14       |
| 4月28日  | チームH 指原莉乃 卒業 | -1   | 60   | 44   | 13       | 14       | 17       | 14       |
| 6月9日   | チームH 兒玉遥 卒業 | -1   | 59   | 43   | 12       | 14       | 17       | 14       |
| 6月17日  | チームH 駒田京伽 卒業 | -1   | 58   | 42   | 11       | 14       | 17       | 14       |
| 6月21日  | チームKIV 岩花詩乃 卒業 | -1   | 57   | 41   | 11       | 13       | 17       | 14       |
| 7月31日  | チームKIV 植木南央 卒業 | -1   | 56   | 40   | 11       | 12       | 17       | 14       |
| 2020年   | 出来事 | 増減 | 全   | 正   | H        | KIV      | TII      | 研       |
| 1月11日  | チームH 田中菜津美 卒業 | -1   | 55   | 39   | 10       | 12       | 17       | 14       |
| 1月15日  | チームKIV 朝長美桜 卒業 | -1   | 54   | 38   | 10       | 11       | 17       | 14       |
| 2月22日  | チームKIV 深川舞子 卒業 | -1   | 53   | 37   | 10       | 10       | 17       | 14       |
| 3月30日  | チームTII 月足天音 卒業 | -1   | 52   | 36   | 10       | 10       | 16       | 14       |
| 10月12日 | 研究生 工藤陽香 卒業 | -1   | 51   | 36   | 10       | 10       | 16       | 13       |
| 2021年   | 出来事 | 増減 | 全   | 正   | H        | KIV      | TII      | 研       |
| 3月22日  | 研究生 小川紗奈 卒業 | -1   | 50   | 36   | 10       | 10       | 16       | 12       |
| 4月9日   | 研究生 上島楓・水上凜巳花 チームH昇格 研究生 石橋颯・竹本くるみ チームKIV昇格 |      | 50   | 40   | 12       | 12       | 16       | 8        |
| 4月30日  | 宮脇咲良・矢吹奈子 IZ*ONE専任終了 矢吹奈子 チームH復帰 宮脇咲良 チームKIV復帰 |      | 50   | 42   | 13       | 13       | 16       | 8        |
| 5月29日  | チームKIV 森保まどか 卒業 | -1   | 49   | 41   | 13       | 12       | 16       | 8        |
| 6月19日  | チームKIV 宮脇咲良 卒業 | -1   | 48   | 40   | 13       | 11       | 16       | 8        |
| 12月20日 | チームTII 清水梨央 卒業 | -1   | 47   | 39   | 13       | 11       | 15       | 8        |
| 12月27日 | チームKIV 村重杏奈 卒業 | -1   | 46   | 38   | 13       | 10       | 15       | 8        |
| 2022年   | 出来事 | 増減 | 全   | 正   | H        | KIV      | TII      | 研       |
| 1月9日   | チームH 上島楓 卒業 | -1   | 45   | 37   | 12       | 10       | 15       | 8        |
| 1月13日  | 研究生 栗山梨奈・坂本りの・村上和叶 チームH昇格 研究生 市村愛里・川平聖・田中伊桜莉・長野雅 チームKIV昇格 研究生 後藤陽菜乃 チームTII昇格                                                  |      | 45   | 45   | 15       | 14       | 16       | -        |
| 2月26日  | チームH 上野遥 卒業 | -1   | 44   | 44   | 14       | 14       | 16       | -        |
| 4月3日   | チームH 田島芽瑠・水上凜巳花・チームKIV 熊沢世莉奈 卒業 | -3   | 41   | 41   | 12       | 13       | 16       | -        |
| 4月4日   | チームKIV 今田美奈 卒業 | -1   | 40   | 40   | 12       | 12       | 16       | -        |
| 5月7日   | 6期生 お披露目 | +18  | 58   | 40   | 12       | 12       | 16       | 18       |
| 6月27日  | チームTII 松本日向 卒業 | -1   | 57   | 39   | 12       | 12       | 15       | 18       |
| 9月4日   | チームH 神志那結衣・松岡菜摘 卒業 | -2   | 55   | 37   | 10       | 12       | 15       | 18       |
| 9月9日   | チームTII 石安伊 卒業 | -1   | 54   | 36   | 10       | 12       | 14       | 18       |
| 11月1日  | チームTII 村川緋杏 卒業 | -1   | 53   | 35   | 10       | 12       | 13       | 18       |
| 12月5日  | チームH 坂口理子 卒業 | -1   | 52   | 34   | 9        | 12       | 13       | 18       |
| 12月10日 | チームKIV 下野由貴 卒業 | -1   | 51   | 33   | 9        | 11       | 13       | 18       |
| 12月17日 | チームTII 外薗葉月 卒業 | -1   | 50   | 32   | 9        | 11       | 12       | 18       |
| 12月26日 | チームTII 宮﨑想乃 卒業 | -1   | 49   | 31   | 9        | 11       | 11       | 18       |
| 2023年   | 出来事 | 増減 | 全   | 正   | H        | KIV      | TII      | 研       |
| 2月1日   | 新チーム体制に再編 研究生 最上奈那華 チームH昇格 |      | 49   | 32   | 16       | 16       | -        | 17       |
| 3月19日  | 研究生 川島夕奈 辞退 | -1   | 48   | 32   | 16       | 16       | -        | 16       |
| 3月26日  | チームH 渡部愛加里・チームKIV 村上和叶 卒業 | -2   | 46   | 30   | 15       | 15       | -        | 16       |
| 4月1日   | チームH 矢吹奈子 卒業 | -1   | 45   | 29   | 14       | 15       | -        | 16       |
| 7月9日   | チームKIV 後藤陽菜乃・馬場彩華 卒業 | -2   | 43   | 27   | 14       | 13       | -        | 16       |
| 7月23日  | チームKIV 本村碧唯 卒業 | -1   | 42   | 26   | 14       | 12       | -        | 16       |
| 8月1日   | チームKIV 長野雅 卒業 | -1   | 41   | 25   | 14       | 11       | -        | 16       |
| 8月2日   | 研究生 梁瀬鈴雅 チームH昇格 研究生 井澤美優・江口心々華 チームKIV昇格 |      | 41   | 28   | 15       | 13       | -        | 13       |
| 8月8日   | チームH 小田彩加 卒業 | -1   | 40   | 27   | 14       | 13       | -        | 13       |
| 10月5日  | チームH 運上弘菜 卒業 | -1   | 39   | 26   | 13       | 13       | -        | 13       |
| 10月20日 | チームKIV 武田智加 卒業 | -1   | 38   | 25   | 13       | 12       | -        | 13       |
| 12月29日 | チームKIV 田中美久 卒業 | -1   | 37   | 24   | 13       | 11       | -        | 13       |
| 2024年   | 出来事 | 増減 | 全   | 正   | H        | KIV      | TII      | 研       |
| 1月5日   | 研究生 生野莉奈・北川陽彩・渋井美奈 チームH昇格 研究生 大庭凜咲・立花心良・福井可憐・森﨑冴彩 チームKIV昇格                                                                                |      | 37   | 31   | 16       | 15       | -        | 6        |
| 5月1日   | 研究生 藤野心葉 チームH昇格 研究生 猪原絆愛、大内梨果 チームKIV昇格 |      | 37   | 34   | 17       | 17       | -        | 3        |
| 5月9日   | 7期生 お披露目 | +16  | 53   | 34   | 17       | 17       | -        | 19       |
| 5月11日  | チームH 堺萌香 卒業 | -1   | 52   | 33   | 16       | 17       | -        | 19       |
| 7月21日  | チームKIV 山下エミリー 卒業 | -1   | 51   | 32   | 16       | 16       | -        | 19       |
| 7月23日  | 研究生 石松結菜 チームH昇格 研究生 安井妃奈 チームKIV昇格 |      | 51   | 34   | 17       | 17       | -        | 17       |
| 9月28日  | チームKIV 松岡はな 卒業 | -1   | 50   | 33   | 17       | 16       | -        | 17       |
| 12月27日 | チームH 荒巻美咲 卒業 | -1   | 49   | 32   | 16       | 16       | -        | 17       |
| 2025年   | 出来事 | 増減 | 全   | 正   | H        | KIV      | TII      | 研       |
| 1月27日  | チームH 最上奈那華 卒業 | -1   | 48   | 31   | 15       | 16       | -        | 17       |
| 3月8日   | チームH 伊藤優絵瑠 卒業 | -1   | 47   | 30   | 14       | 16       | -        | 17       |
| 3月22日  | チームH 川平聖 卒業 | -1   | 46   | 29   | 13       | 16       | -        | 17       |
| 4月27日  | チームKIV 坂本愛玲菜 卒業 | -1   | 45   | 28   | 13       | 15       | -        | 17       |
| 7月1日   | 研究生 松本羽麗 辞退 | -1   | 44   | 28   | 13       | 15       | -        | 16       |
| 8月1日   | 研究生 中野南実、龍頭綺音 チームH昇格 研究生 江浦優香 チームKIV昇格 |      | 44   | 31   | 15       | 16       | -        | 13       |
| 8月16日  | 研究生 片平紗麗、堤楓夏 辞退 | -2   | 42   | 31   | 15       | 16       | -        | 11       |

### 研究生から正規メンバーへの昇格者
| 発表日   | 配属日        | 氏名         | 加入期      | 昇格先 | 備考 |
| 2012年   | 2012年        | 氏名         | 加入期      | 昇格先 | 備考 |
| -------- | ------------- | ------------ | ----------- | ------ | --- |
| 3月4日   | 3月4日        | 穴井千尋     | 1期         | H      | 正規メンバー昇格第1号。 古森・菅本・谷口は2012年8月18日活動辞退。 兒玉は2013年4月28日よりAKB48と兼任。 村重は2014年4月22日よりNMB48と兼任。 2014年4月23日、中西はAKB48へ移籍、植木・熊沢・下野・宮脇・村重・本村・森保はチームKIVへそれぞれ異動。 宮脇は2014年4月24日よりAKB48と兼任。 田中は2014年4月25日よりSKE48と兼任。 穴井は2016年7月31日、若田部は2017年2月5日、兒玉は2019年6月9日、植木は2019年7月31日、田中は2020年1月11日、森保は2021年5月29日、宮脇は2021年6月19日、村重は2021年12月27日、熊沢は2022年4月3日、松岡は2022年9月4日、下野は2022年12月10日、本村は2023年7月23日卒業。                            |
| 3月4日   | 3月4日        | 植木南央     | 1期         | H      | 正規メンバー昇格第1号。 古森・菅本・谷口は2012年8月18日活動辞退。 兒玉は2013年4月28日よりAKB48と兼任。 村重は2014年4月22日よりNMB48と兼任。 2014年4月23日、中西はAKB48へ移籍、植木・熊沢・下野・宮脇・村重・本村・森保はチームKIVへそれぞれ異動。 宮脇は2014年4月24日よりAKB48と兼任。 田中は2014年4月25日よりSKE48と兼任。 穴井は2016年7月31日、若田部は2017年2月5日、兒玉は2019年6月9日、植木は2019年7月31日、田中は2020年1月11日、森保は2021年5月29日、宮脇は2021年6月19日、村重は2021年12月27日、熊沢は2022年4月3日、松岡は2022年9月4日、下野は2022年12月10日、本村は2023年7月23日卒業。                            |
| 3月4日   | 3月4日        | 熊沢世莉奈   | 1期         | H      | 正規メンバー昇格第1号。 古森・菅本・谷口は2012年8月18日活動辞退。 兒玉は2013年4月28日よりAKB48と兼任。 村重は2014年4月22日よりNMB48と兼任。 2014年4月23日、中西はAKB48へ移籍、植木・熊沢・下野・宮脇・村重・本村・森保はチームKIVへそれぞれ異動。 宮脇は2014年4月24日よりAKB48と兼任。 田中は2014年4月25日よりSKE48と兼任。 穴井は2016年7月31日、若田部は2017年2月5日、兒玉は2019年6月9日、植木は2019年7月31日、田中は2020年1月11日、森保は2021年5月29日、宮脇は2021年6月19日、村重は2021年12月27日、熊沢は2022年4月3日、松岡は2022年9月4日、下野は2022年12月10日、本村は2023年7月23日卒業。                            |
| 3月4日   | 3月4日        | 兒玉遥       | 1期         | H      | 正規メンバー昇格第1号。 古森・菅本・谷口は2012年8月18日活動辞退。 兒玉は2013年4月28日よりAKB48と兼任。 村重は2014年4月22日よりNMB48と兼任。 2014年4月23日、中西はAKB48へ移籍、植木・熊沢・下野・宮脇・村重・本村・森保はチームKIVへそれぞれ異動。 宮脇は2014年4月24日よりAKB48と兼任。 田中は2014年4月25日よりSKE48と兼任。 穴井は2016年7月31日、若田部は2017年2月5日、兒玉は2019年6月9日、植木は2019年7月31日、田中は2020年1月11日、森保は2021年5月29日、宮脇は2021年6月19日、村重は2021年12月27日、熊沢は2022年4月3日、松岡は2022年9月4日、下野は2022年12月10日、本村は2023年7月23日卒業。                            |
| 3月4日   | 3月4日        | 古森結衣     | 1期         | H      | 正規メンバー昇格第1号。 古森・菅本・谷口は2012年8月18日活動辞退。 兒玉は2013年4月28日よりAKB48と兼任。 村重は2014年4月22日よりNMB48と兼任。 2014年4月23日、中西はAKB48へ移籍、植木・熊沢・下野・宮脇・村重・本村・森保はチームKIVへそれぞれ異動。 宮脇は2014年4月24日よりAKB48と兼任。 田中は2014年4月25日よりSKE48と兼任。 穴井は2016年7月31日、若田部は2017年2月5日、兒玉は2019年6月9日、植木は2019年7月31日、田中は2020年1月11日、森保は2021年5月29日、宮脇は2021年6月19日、村重は2021年12月27日、熊沢は2022年4月3日、松岡は2022年9月4日、下野は2022年12月10日、本村は2023年7月23日卒業。                            |
| 3月4日   | 3月4日        | 下野由貴     | 1期         | H      | 正規メンバー昇格第1号。 古森・菅本・谷口は2012年8月18日活動辞退。 兒玉は2013年4月28日よりAKB48と兼任。 村重は2014年4月22日よりNMB48と兼任。 2014年4月23日、中西はAKB48へ移籍、植木・熊沢・下野・宮脇・村重・本村・森保はチームKIVへそれぞれ異動。 宮脇は2014年4月24日よりAKB48と兼任。 田中は2014年4月25日よりSKE48と兼任。 穴井は2016年7月31日、若田部は2017年2月5日、兒玉は2019年6月9日、植木は2019年7月31日、田中は2020年1月11日、森保は2021年5月29日、宮脇は2021年6月19日、村重は2021年12月27日、熊沢は2022年4月3日、松岡は2022年9月4日、下野は2022年12月10日、本村は2023年7月23日卒業。                            |
| 3月4日   | 3月4日        | 菅本裕子     | 1期         | H      | 正規メンバー昇格第1号。 古森・菅本・谷口は2012年8月18日活動辞退。 兒玉は2013年4月28日よりAKB48と兼任。 村重は2014年4月22日よりNMB48と兼任。 2014年4月23日、中西はAKB48へ移籍、植木・熊沢・下野・宮脇・村重・本村・森保はチームKIVへそれぞれ異動。 宮脇は2014年4月24日よりAKB48と兼任。 田中は2014年4月25日よりSKE48と兼任。 穴井は2016年7月31日、若田部は2017年2月5日、兒玉は2019年6月9日、植木は2019年7月31日、田中は2020年1月11日、森保は2021年5月29日、宮脇は2021年6月19日、村重は2021年12月27日、熊沢は2022年4月3日、松岡は2022年9月4日、下野は2022年12月10日、本村は2023年7月23日卒業。                            |
| 3月4日   | 3月4日        | 田中菜津美   | 1期         | H      | 正規メンバー昇格第1号。 古森・菅本・谷口は2012年8月18日活動辞退。 兒玉は2013年4月28日よりAKB48と兼任。 村重は2014年4月22日よりNMB48と兼任。 2014年4月23日、中西はAKB48へ移籍、植木・熊沢・下野・宮脇・村重・本村・森保はチームKIVへそれぞれ異動。 宮脇は2014年4月24日よりAKB48と兼任。 田中は2014年4月25日よりSKE48と兼任。 穴井は2016年7月31日、若田部は2017年2月5日、兒玉は2019年6月9日、植木は2019年7月31日、田中は2020年1月11日、森保は2021年5月29日、宮脇は2021年6月19日、村重は2021年12月27日、熊沢は2022年4月3日、松岡は2022年9月4日、下野は2022年12月10日、本村は2023年7月23日卒業。                            |
| 3月4日   | 3月4日        | 谷口愛理     | 1期         | H      | 正規メンバー昇格第1号。 古森・菅本・谷口は2012年8月18日活動辞退。 兒玉は2013年4月28日よりAKB48と兼任。 村重は2014年4月22日よりNMB48と兼任。 2014年4月23日、中西はAKB48へ移籍、植木・熊沢・下野・宮脇・村重・本村・森保はチームKIVへそれぞれ異動。 宮脇は2014年4月24日よりAKB48と兼任。 田中は2014年4月25日よりSKE48と兼任。 穴井は2016年7月31日、若田部は2017年2月5日、兒玉は2019年6月9日、植木は2019年7月31日、田中は2020年1月11日、森保は2021年5月29日、宮脇は2021年6月19日、村重は2021年12月27日、熊沢は2022年4月3日、松岡は2022年9月4日、下野は2022年12月10日、本村は2023年7月23日卒業。                            |
| 3月4日   | 3月4日        | 中西智代梨   | 1期         | H      | 正規メンバー昇格第1号。 古森・菅本・谷口は2012年8月18日活動辞退。 兒玉は2013年4月28日よりAKB48と兼任。 村重は2014年4月22日よりNMB48と兼任。 2014年4月23日、中西はAKB48へ移籍、植木・熊沢・下野・宮脇・村重・本村・森保はチームKIVへそれぞれ異動。 宮脇は2014年4月24日よりAKB48と兼任。 田中は2014年4月25日よりSKE48と兼任。 穴井は2016年7月31日、若田部は2017年2月5日、兒玉は2019年6月9日、植木は2019年7月31日、田中は2020年1月11日、森保は2021年5月29日、宮脇は2021年6月19日、村重は2021年12月27日、熊沢は2022年4月3日、松岡は2022年9月4日、下野は2022年12月10日、本村は2023年7月23日卒業。                            |
| 3月4日   | 3月4日        | 松岡菜摘     | 1期         | H      | 正規メンバー昇格第1号。 古森・菅本・谷口は2012年8月18日活動辞退。 兒玉は2013年4月28日よりAKB48と兼任。 村重は2014年4月22日よりNMB48と兼任。 2014年4月23日、中西はAKB48へ移籍、植木・熊沢・下野・宮脇・村重・本村・森保はチームKIVへそれぞれ異動。 宮脇は2014年4月24日よりAKB48と兼任。 田中は2014年4月25日よりSKE48と兼任。 穴井は2016年7月31日、若田部は2017年2月5日、兒玉は2019年6月9日、植木は2019年7月31日、田中は2020年1月11日、森保は2021年5月29日、宮脇は2021年6月19日、村重は2021年12月27日、熊沢は2022年4月3日、松岡は2022年9月4日、下野は2022年12月10日、本村は2023年7月23日卒業。                            |
| 3月4日   | 3月4日        | 宮脇咲良     | 1期         | H      | 正規メンバー昇格第1号。 古森・菅本・谷口は2012年8月18日活動辞退。 兒玉は2013年4月28日よりAKB48と兼任。 村重は2014年4月22日よりNMB48と兼任。 2014年4月23日、中西はAKB48へ移籍、植木・熊沢・下野・宮脇・村重・本村・森保はチームKIVへそれぞれ異動。 宮脇は2014年4月24日よりAKB48と兼任。 田中は2014年4月25日よりSKE48と兼任。 穴井は2016年7月31日、若田部は2017年2月5日、兒玉は2019年6月9日、植木は2019年7月31日、田中は2020年1月11日、森保は2021年5月29日、宮脇は2021年6月19日、村重は2021年12月27日、熊沢は2022年4月3日、松岡は2022年9月4日、下野は2022年12月10日、本村は2023年7月23日卒業。                            |
| 3月4日   | 3月4日        | 村重杏奈     | 1期         | H      | 正規メンバー昇格第1号。 古森・菅本・谷口は2012年8月18日活動辞退。 兒玉は2013年4月28日よりAKB48と兼任。 村重は2014年4月22日よりNMB48と兼任。 2014年4月23日、中西はAKB48へ移籍、植木・熊沢・下野・宮脇・村重・本村・森保はチームKIVへそれぞれ異動。 宮脇は2014年4月24日よりAKB48と兼任。 田中は2014年4月25日よりSKE48と兼任。 穴井は2016年7月31日、若田部は2017年2月5日、兒玉は2019年6月9日、植木は2019年7月31日、田中は2020年1月11日、森保は2021年5月29日、宮脇は2021年6月19日、村重は2021年12月27日、熊沢は2022年4月3日、松岡は2022年9月4日、下野は2022年12月10日、本村は2023年7月23日卒業。                            |
| 3月4日   | 3月4日        | 本村碧唯     | 1期         | H      | 正規メンバー昇格第1号。 古森・菅本・谷口は2012年8月18日活動辞退。 兒玉は2013年4月28日よりAKB48と兼任。 村重は2014年4月22日よりNMB48と兼任。 2014年4月23日、中西はAKB48へ移籍、植木・熊沢・下野・宮脇・村重・本村・森保はチームKIVへそれぞれ異動。 宮脇は2014年4月24日よりAKB48と兼任。 田中は2014年4月25日よりSKE48と兼任。 穴井は2016年7月31日、若田部は2017年2月5日、兒玉は2019年6月9日、植木は2019年7月31日、田中は2020年1月11日、森保は2021年5月29日、宮脇は2021年6月19日、村重は2021年12月27日、熊沢は2022年4月3日、松岡は2022年9月4日、下野は2022年12月10日、本村は2023年7月23日卒業。                            |
| 3月4日   | 3月4日        | 森保まどか   | 1期         | H      | 正規メンバー昇格第1号。 古森・菅本・谷口は2012年8月18日活動辞退。 兒玉は2013年4月28日よりAKB48と兼任。 村重は2014年4月22日よりNMB48と兼任。 2014年4月23日、中西はAKB48へ移籍、植木・熊沢・下野・宮脇・村重・本村・森保はチームKIVへそれぞれ異動。 宮脇は2014年4月24日よりAKB48と兼任。 田中は2014年4月25日よりSKE48と兼任。 穴井は2016年7月31日、若田部は2017年2月5日、兒玉は2019年6月9日、植木は2019年7月31日、田中は2020年1月11日、森保は2021年5月29日、宮脇は2021年6月19日、村重は2021年12月27日、熊沢は2022年4月3日、松岡は2022年9月4日、下野は2022年12月10日、本村は2023年7月23日卒業。                            |
| 3月4日   | 3月4日        | 若田部遥     | 1期         | H      | 正規メンバー昇格第1号。 古森・菅本・谷口は2012年8月18日活動辞退。 兒玉は2013年4月28日よりAKB48と兼任。 村重は2014年4月22日よりNMB48と兼任。 2014年4月23日、中西はAKB48へ移籍、植木・熊沢・下野・宮脇・村重・本村・森保はチームKIVへそれぞれ異動。 宮脇は2014年4月24日よりAKB48と兼任。 田中は2014年4月25日よりSKE48と兼任。 穴井は2016年7月31日、若田部は2017年2月5日、兒玉は2019年6月9日、植木は2019年7月31日、田中は2020年1月11日、森保は2021年5月29日、宮脇は2021年6月19日、村重は2021年12月27日、熊沢は2022年4月3日、松岡は2022年9月4日、下野は2022年12月10日、本村は2023年7月23日卒業。                            |
| 2014年   | 2014年        | 氏名         | 加入期      | 昇格先 | 備考 |
| 1月11日  | 4月23日       | 秋吉優花     | 2期         | H      | 今田はチームH発足時を除く1期生昇格第1号。 秋吉・井上・梅本・岡本・神志那・駒田・坂口・田島・山田・岡田・後藤・田中・谷・冨吉・朝長・渕上は2期生昇格第1号。 2014年4月23日、谷はSKE48へ移籍。 朝長は2014年4月24日よりAKB48と兼任。 後藤は2015年10月31日、梅本は2015年12月31日、岡田は2016年3月22日、岡本は2017年5月8日、井上は2017年6月12日、田中は2018年2月27日、山田は2018年4月19日、冨吉は2019年3月30日、駒田は2019年6月17日、朝長は2020年1月15日、田島は2022年4月3日、今田は2022年4月4日、神志那は2022年9月4日、坂口は2022年12月5日卒業。 2023年2月11日、渕上はチームHへ異動。 2023年2月18日、秋吉はチームKIVへ異動。 |
| 1月11日  | 4月23日       | 井上由莉耶   | 2期         | H      | 今田はチームH発足時を除く1期生昇格第1号。 秋吉・井上・梅本・岡本・神志那・駒田・坂口・田島・山田・岡田・後藤・田中・谷・冨吉・朝長・渕上は2期生昇格第1号。 2014年4月23日、谷はSKE48へ移籍。 朝長は2014年4月24日よりAKB48と兼任。 後藤は2015年10月31日、梅本は2015年12月31日、岡田は2016年3月22日、岡本は2017年5月8日、井上は2017年6月12日、田中は2018年2月27日、山田は2018年4月19日、冨吉は2019年3月30日、駒田は2019年6月17日、朝長は2020年1月15日、田島は2022年4月3日、今田は2022年4月4日、神志那は2022年9月4日、坂口は2022年12月5日卒業。 2023年2月11日、渕上はチームHへ異動。 2023年2月18日、秋吉はチームKIVへ異動。 |
| 1月11日  | 4月23日       | 梅本泉       | 2期         | H      | 今田はチームH発足時を除く1期生昇格第1号。 秋吉・井上・梅本・岡本・神志那・駒田・坂口・田島・山田・岡田・後藤・田中・谷・冨吉・朝長・渕上は2期生昇格第1号。 2014年4月23日、谷はSKE48へ移籍。 朝長は2014年4月24日よりAKB48と兼任。 後藤は2015年10月31日、梅本は2015年12月31日、岡田は2016年3月22日、岡本は2017年5月8日、井上は2017年6月12日、田中は2018年2月27日、山田は2018年4月19日、冨吉は2019年3月30日、駒田は2019年6月17日、朝長は2020年1月15日、田島は2022年4月3日、今田は2022年4月4日、神志那は2022年9月4日、坂口は2022年12月5日卒業。 2023年2月11日、渕上はチームHへ異動。 2023年2月18日、秋吉はチームKIVへ異動。 |
| 1月11日  | 4月23日       | 岡本尚子     | 2期         | H      | 今田はチームH発足時を除く1期生昇格第1号。 秋吉・井上・梅本・岡本・神志那・駒田・坂口・田島・山田・岡田・後藤・田中・谷・冨吉・朝長・渕上は2期生昇格第1号。 2014年4月23日、谷はSKE48へ移籍。 朝長は2014年4月24日よりAKB48と兼任。 後藤は2015年10月31日、梅本は2015年12月31日、岡田は2016年3月22日、岡本は2017年5月8日、井上は2017年6月12日、田中は2018年2月27日、山田は2018年4月19日、冨吉は2019年3月30日、駒田は2019年6月17日、朝長は2020年1月15日、田島は2022年4月3日、今田は2022年4月4日、神志那は2022年9月4日、坂口は2022年12月5日卒業。 2023年2月11日、渕上はチームHへ異動。 2023年2月18日、秋吉はチームKIVへ異動。 |
| 1月11日  | 4月23日       | 神志那結衣   | 2期         | H      | 今田はチームH発足時を除く1期生昇格第1号。 秋吉・井上・梅本・岡本・神志那・駒田・坂口・田島・山田・岡田・後藤・田中・谷・冨吉・朝長・渕上は2期生昇格第1号。 2014年4月23日、谷はSKE48へ移籍。 朝長は2014年4月24日よりAKB48と兼任。 後藤は2015年10月31日、梅本は2015年12月31日、岡田は2016年3月22日、岡本は2017年5月8日、井上は2017年6月12日、田中は2018年2月27日、山田は2018年4月19日、冨吉は2019年3月30日、駒田は2019年6月17日、朝長は2020年1月15日、田島は2022年4月3日、今田は2022年4月4日、神志那は2022年9月4日、坂口は2022年12月5日卒業。 2023年2月11日、渕上はチームHへ異動。 2023年2月18日、秋吉はチームKIVへ異動。 |
| 1月11日  | 4月23日       | 駒田京伽     | 2期         | H      | 今田はチームH発足時を除く1期生昇格第1号。 秋吉・井上・梅本・岡本・神志那・駒田・坂口・田島・山田・岡田・後藤・田中・谷・冨吉・朝長・渕上は2期生昇格第1号。 2014年4月23日、谷はSKE48へ移籍。 朝長は2014年4月24日よりAKB48と兼任。 後藤は2015年10月31日、梅本は2015年12月31日、岡田は2016年3月22日、岡本は2017年5月8日、井上は2017年6月12日、田中は2018年2月27日、山田は2018年4月19日、冨吉は2019年3月30日、駒田は2019年6月17日、朝長は2020年1月15日、田島は2022年4月3日、今田は2022年4月4日、神志那は2022年9月4日、坂口は2022年12月5日卒業。 2023年2月11日、渕上はチームHへ異動。 2023年2月18日、秋吉はチームKIVへ異動。 |
| 1月11日  | 4月23日       | 坂口理子     | 2期         | H      | 今田はチームH発足時を除く1期生昇格第1号。 秋吉・井上・梅本・岡本・神志那・駒田・坂口・田島・山田・岡田・後藤・田中・谷・冨吉・朝長・渕上は2期生昇格第1号。 2014年4月23日、谷はSKE48へ移籍。 朝長は2014年4月24日よりAKB48と兼任。 後藤は2015年10月31日、梅本は2015年12月31日、岡田は2016年3月22日、岡本は2017年5月8日、井上は2017年6月12日、田中は2018年2月27日、山田は2018年4月19日、冨吉は2019年3月30日、駒田は2019年6月17日、朝長は2020年1月15日、田島は2022年4月3日、今田は2022年4月4日、神志那は2022年9月4日、坂口は2022年12月5日卒業。 2023年2月11日、渕上はチームHへ異動。 2023年2月18日、秋吉はチームKIVへ異動。 |
| 1月11日  | 4月23日       | 田島芽瑠     | 2期         | H      | 今田はチームH発足時を除く1期生昇格第1号。 秋吉・井上・梅本・岡本・神志那・駒田・坂口・田島・山田・岡田・後藤・田中・谷・冨吉・朝長・渕上は2期生昇格第1号。 2014年4月23日、谷はSKE48へ移籍。 朝長は2014年4月24日よりAKB48と兼任。 後藤は2015年10月31日、梅本は2015年12月31日、岡田は2016年3月22日、岡本は2017年5月8日、井上は2017年6月12日、田中は2018年2月27日、山田は2018年4月19日、冨吉は2019年3月30日、駒田は2019年6月17日、朝長は2020年1月15日、田島は2022年4月3日、今田は2022年4月4日、神志那は2022年9月4日、坂口は2022年12月5日卒業。 2023年2月11日、渕上はチームHへ異動。 2023年2月18日、秋吉はチームKIVへ異動。 |
| 1月11日  | 4月23日       | 山田麻莉奈   | 2期         | H      | 今田はチームH発足時を除く1期生昇格第1号。 秋吉・井上・梅本・岡本・神志那・駒田・坂口・田島・山田・岡田・後藤・田中・谷・冨吉・朝長・渕上は2期生昇格第1号。 2014年4月23日、谷はSKE48へ移籍。 朝長は2014年4月24日よりAKB48と兼任。 後藤は2015年10月31日、梅本は2015年12月31日、岡田は2016年3月22日、岡本は2017年5月8日、井上は2017年6月12日、田中は2018年2月27日、山田は2018年4月19日、冨吉は2019年3月30日、駒田は2019年6月17日、朝長は2020年1月15日、田島は2022年4月3日、今田は2022年4月4日、神志那は2022年9月4日、坂口は2022年12月5日卒業。 2023年2月11日、渕上はチームHへ異動。 2023年2月18日、秋吉はチームKIVへ異動。 |
| 1月11日  | 4月23日       | 今田美奈     | 1期         | KIV    | 今田はチームH発足時を除く1期生昇格第1号。 秋吉・井上・梅本・岡本・神志那・駒田・坂口・田島・山田・岡田・後藤・田中・谷・冨吉・朝長・渕上は2期生昇格第1号。 2014年4月23日、谷はSKE48へ移籍。 朝長は2014年4月24日よりAKB48と兼任。 後藤は2015年10月31日、梅本は2015年12月31日、岡田は2016年3月22日、岡本は2017年5月8日、井上は2017年6月12日、田中は2018年2月27日、山田は2018年4月19日、冨吉は2019年3月30日、駒田は2019年6月17日、朝長は2020年1月15日、田島は2022年4月3日、今田は2022年4月4日、神志那は2022年9月4日、坂口は2022年12月5日卒業。 2023年2月11日、渕上はチームHへ異動。 2023年2月18日、秋吉はチームKIVへ異動。 |
| 1月11日  | 4月23日       | 岡田栞奈     | 2期         | KIV    | 今田はチームH発足時を除く1期生昇格第1号。 秋吉・井上・梅本・岡本・神志那・駒田・坂口・田島・山田・岡田・後藤・田中・谷・冨吉・朝長・渕上は2期生昇格第1号。 2014年4月23日、谷はSKE48へ移籍。 朝長は2014年4月24日よりAKB48と兼任。 後藤は2015年10月31日、梅本は2015年12月31日、岡田は2016年3月22日、岡本は2017年5月8日、井上は2017年6月12日、田中は2018年2月27日、山田は2018年4月19日、冨吉は2019年3月30日、駒田は2019年6月17日、朝長は2020年1月15日、田島は2022年4月3日、今田は2022年4月4日、神志那は2022年9月4日、坂口は2022年12月5日卒業。 2023年2月11日、渕上はチームHへ異動。 2023年2月18日、秋吉はチームKIVへ異動。 |
| 1月11日  | 4月23日       | 後藤泉       | 2期         | KIV    | 今田はチームH発足時を除く1期生昇格第1号。 秋吉・井上・梅本・岡本・神志那・駒田・坂口・田島・山田・岡田・後藤・田中・谷・冨吉・朝長・渕上は2期生昇格第1号。 2014年4月23日、谷はSKE48へ移籍。 朝長は2014年4月24日よりAKB48と兼任。 後藤は2015年10月31日、梅本は2015年12月31日、岡田は2016年3月22日、岡本は2017年5月8日、井上は2017年6月12日、田中は2018年2月27日、山田は2018年4月19日、冨吉は2019年3月30日、駒田は2019年6月17日、朝長は2020年1月15日、田島は2022年4月3日、今田は2022年4月4日、神志那は2022年9月4日、坂口は2022年12月5日卒業。 2023年2月11日、渕上はチームHへ異動。 2023年2月18日、秋吉はチームKIVへ異動。 |
| 1月11日  | 4月23日       | 田中優香     | 2期         | KIV    | 今田はチームH発足時を除く1期生昇格第1号。 秋吉・井上・梅本・岡本・神志那・駒田・坂口・田島・山田・岡田・後藤・田中・谷・冨吉・朝長・渕上は2期生昇格第1号。 2014年4月23日、谷はSKE48へ移籍。 朝長は2014年4月24日よりAKB48と兼任。 後藤は2015年10月31日、梅本は2015年12月31日、岡田は2016年3月22日、岡本は2017年5月8日、井上は2017年6月12日、田中は2018年2月27日、山田は2018年4月19日、冨吉は2019年3月30日、駒田は2019年6月17日、朝長は2020年1月15日、田島は2022年4月3日、今田は2022年4月4日、神志那は2022年9月4日、坂口は2022年12月5日卒業。 2023年2月11日、渕上はチームHへ異動。 2023年2月18日、秋吉はチームKIVへ異動。 |
| 1月11日  | 4月23日       | 谷真理佳     | 2期         | KIV    | 今田はチームH発足時を除く1期生昇格第1号。 秋吉・井上・梅本・岡本・神志那・駒田・坂口・田島・山田・岡田・後藤・田中・谷・冨吉・朝長・渕上は2期生昇格第1号。 2014年4月23日、谷はSKE48へ移籍。 朝長は2014年4月24日よりAKB48と兼任。 後藤は2015年10月31日、梅本は2015年12月31日、岡田は2016年3月22日、岡本は2017年5月8日、井上は2017年6月12日、田中は2018年2月27日、山田は2018年4月19日、冨吉は2019年3月30日、駒田は2019年6月17日、朝長は2020年1月15日、田島は2022年4月3日、今田は2022年4月4日、神志那は2022年9月4日、坂口は2022年12月5日卒業。 2023年2月11日、渕上はチームHへ異動。 2023年2月18日、秋吉はチームKIVへ異動。 |
| 1月11日  | 4月23日       | 冨吉明日香   | 2期         | KIV    | 今田はチームH発足時を除く1期生昇格第1号。 秋吉・井上・梅本・岡本・神志那・駒田・坂口・田島・山田・岡田・後藤・田中・谷・冨吉・朝長・渕上は2期生昇格第1号。 2014年4月23日、谷はSKE48へ移籍。 朝長は2014年4月24日よりAKB48と兼任。 後藤は2015年10月31日、梅本は2015年12月31日、岡田は2016年3月22日、岡本は2017年5月8日、井上は2017年6月12日、田中は2018年2月27日、山田は2018年4月19日、冨吉は2019年3月30日、駒田は2019年6月17日、朝長は2020年1月15日、田島は2022年4月3日、今田は2022年4月4日、神志那は2022年9月4日、坂口は2022年12月5日卒業。 2023年2月11日、渕上はチームHへ異動。 2023年2月18日、秋吉はチームKIVへ異動。 |
| 1月11日  | 4月23日       | 朝長美桜     | 2期         | KIV    | 今田はチームH発足時を除く1期生昇格第1号。 秋吉・井上・梅本・岡本・神志那・駒田・坂口・田島・山田・岡田・後藤・田中・谷・冨吉・朝長・渕上は2期生昇格第1号。 2014年4月23日、谷はSKE48へ移籍。 朝長は2014年4月24日よりAKB48と兼任。 後藤は2015年10月31日、梅本は2015年12月31日、岡田は2016年3月22日、岡本は2017年5月8日、井上は2017年6月12日、田中は2018年2月27日、山田は2018年4月19日、冨吉は2019年3月30日、駒田は2019年6月17日、朝長は2020年1月15日、田島は2022年4月3日、今田は2022年4月4日、神志那は2022年9月4日、坂口は2022年12月5日卒業。 2023年2月11日、渕上はチームHへ異動。 2023年2月18日、秋吉はチームKIVへ異動。 |
| 1月11日  | 4月23日       | 渕上舞       | 2期         | KIV    | 今田はチームH発足時を除く1期生昇格第1号。 秋吉・井上・梅本・岡本・神志那・駒田・坂口・田島・山田・岡田・後藤・田中・谷・冨吉・朝長・渕上は2期生昇格第1号。 2014年4月23日、谷はSKE48へ移籍。 朝長は2014年4月24日よりAKB48と兼任。 後藤は2015年10月31日、梅本は2015年12月31日、岡田は2016年3月22日、岡本は2017年5月8日、井上は2017年6月12日、田中は2018年2月27日、山田は2018年4月19日、冨吉は2019年3月30日、駒田は2019年6月17日、朝長は2020年1月15日、田島は2022年4月3日、今田は2022年4月4日、神志那は2022年9月4日、坂口は2022年12月5日卒業。 2023年2月11日、渕上はチームHへ異動。 2023年2月18日、秋吉はチームKIVへ異動。 |
| 2月24日  | 4月23日       | 田中美久     | 3期         | H      | 深川は1期生最後の昇格者。 田中・矢吹は3期生昇格第1号。 草場は2015年4月30日卒業。 矢吹は2015年9月1日よりAKB48と兼任。 深川は2020年2月22日卒業。 2023年2月18日、田中はチームKIVへ異動。 矢吹は2023年4月1日、田中は2023年12月29日卒業。 |
| 2月24日  | 4月23日       | 矢吹奈子     | 3期         | H      | 深川は1期生最後の昇格者。 田中・矢吹は3期生昇格第1号。 草場は2015年4月30日卒業。 矢吹は2015年9月1日よりAKB48と兼任。 深川は2020年2月22日卒業。 2023年2月18日、田中はチームKIVへ異動。 矢吹は2023年4月1日、田中は2023年12月29日卒業。 |
| 2月24日  | 4月23日       | 深川舞子     | 1期         | KIV    | 深川は1期生最後の昇格者。 田中・矢吹は3期生昇格第1号。 草場は2015年4月30日卒業。 矢吹は2015年9月1日よりAKB48と兼任。 深川は2020年2月22日卒業。 2023年2月18日、田中はチームKIVへ異動。 矢吹は2023年4月1日、田中は2023年12月29日卒業。 |
| 2月24日  | 4月23日       | 草場愛       | 2期         | KIV    | 深川は1期生最後の昇格者。 田中・矢吹は3期生昇格第1号。 草場は2015年4月30日卒業。 矢吹は2015年9月1日よりAKB48と兼任。 深川は2020年2月22日卒業。 2023年2月18日、田中はチームKIVへ異動。 矢吹は2023年4月1日、田中は2023年12月29日卒業。 |
| 3月21日  | 4月23日       | 宇井真白     | 2期         | H      | 2期生最後の昇格者。 伊藤は2016年2月29日、宇井は2018年3月21日、岩花は2019年6月21日、上野は2022年2月26日卒業。 |
| 3月21日  | 4月23日       | 上野遥       | 2期         | H      | 2期生最後の昇格者。 伊藤は2016年2月29日、宇井は2018年3月21日、岩花は2019年6月21日、上野は2022年2月26日卒業。 |
| 3月21日  | 4月23日       | 伊藤来笑     | 2期         | KIV    | 2期生最後の昇格者。 伊藤は2016年2月29日、宇井は2018年3月21日、岩花は2019年6月21日、上野は2022年2月26日卒業。 |
| 3月21日  | 4月23日       | 岩花詩乃     | 2期         | KIV    | 2期生最後の昇格者。 伊藤は2016年2月29日、宇井は2018年3月21日、岩花は2019年6月21日、上野は2022年2月26日卒業。 |
| 2016年   | 2016年        | 氏名         | 加入期      | 昇格先 | 備考 |
| 3月30日  | 3月30日       | 荒巻美咲     | 3期         | TII    | 荒巻・栗原・坂本・筒井・外薗・山内・山下は3期生最後の昇格者。 ドラフト2期生は一斉に昇格。 筒井は2017年5月29日、村川は2022年11月1日、外薗は2022年12月17日卒業。 2023年2月11日、荒巻・栗原・山内はチームHへ異動。 2023年2月18日、坂本・山下・今村・松岡はチームKIVへ異動。 山下は2024年7月21日、松岡は2024年9月28日、荒巻は2024年12月27日、坂本は2025年4月27日卒業。 |
| 3月30日  | 3月30日       | 栗原紗英     | 3期         | TII    | 荒巻・栗原・坂本・筒井・外薗・山内・山下は3期生最後の昇格者。 ドラフト2期生は一斉に昇格。 筒井は2017年5月29日、村川は2022年11月1日、外薗は2022年12月17日卒業。 2023年2月11日、荒巻・栗原・山内はチームHへ異動。 2023年2月18日、坂本・山下・今村・松岡はチームKIVへ異動。 山下は2024年7月21日、松岡は2024年9月28日、荒巻は2024年12月27日、坂本は2025年4月27日卒業。 |
| 3月30日  | 3月30日       | 坂本愛玲菜   | 3期         | TII    | 荒巻・栗原・坂本・筒井・外薗・山内・山下は3期生最後の昇格者。 ドラフト2期生は一斉に昇格。 筒井は2017年5月29日、村川は2022年11月1日、外薗は2022年12月17日卒業。 2023年2月11日、荒巻・栗原・山内はチームHへ異動。 2023年2月18日、坂本・山下・今村・松岡はチームKIVへ異動。 山下は2024年7月21日、松岡は2024年9月28日、荒巻は2024年12月27日、坂本は2025年4月27日卒業。 |
| 3月30日  | 3月30日       | 筒井莉子     | 3期         | TII    | 荒巻・栗原・坂本・筒井・外薗・山内・山下は3期生最後の昇格者。 ドラフト2期生は一斉に昇格。 筒井は2017年5月29日、村川は2022年11月1日、外薗は2022年12月17日卒業。 2023年2月11日、荒巻・栗原・山内はチームHへ異動。 2023年2月18日、坂本・山下・今村・松岡はチームKIVへ異動。 山下は2024年7月21日、松岡は2024年9月28日、荒巻は2024年12月27日、坂本は2025年4月27日卒業。 |
| 3月30日  | 3月30日       | 外薗葉月     | 3期         | TII    | 荒巻・栗原・坂本・筒井・外薗・山内・山下は3期生最後の昇格者。 ドラフト2期生は一斉に昇格。 筒井は2017年5月29日、村川は2022年11月1日、外薗は2022年12月17日卒業。 2023年2月11日、荒巻・栗原・山内はチームHへ異動。 2023年2月18日、坂本・山下・今村・松岡はチームKIVへ異動。 山下は2024年7月21日、松岡は2024年9月28日、荒巻は2024年12月27日、坂本は2025年4月27日卒業。 |
| 3月30日  | 3月30日       | 山内祐奈     | 3期         | TII    | 荒巻・栗原・坂本・筒井・外薗・山内・山下は3期生最後の昇格者。 ドラフト2期生は一斉に昇格。 筒井は2017年5月29日、村川は2022年11月1日、外薗は2022年12月17日卒業。 2023年2月11日、荒巻・栗原・山内はチームHへ異動。 2023年2月18日、坂本・山下・今村・松岡はチームKIVへ異動。 山下は2024年7月21日、松岡は2024年9月28日、荒巻は2024年12月27日、坂本は2025年4月27日卒業。 |
| 3月30日  | 3月30日       | 山下エミリー | 3期         | TII    | 荒巻・栗原・坂本・筒井・外薗・山内・山下は3期生最後の昇格者。 ドラフト2期生は一斉に昇格。 筒井は2017年5月29日、村川は2022年11月1日、外薗は2022年12月17日卒業。 2023年2月11日、荒巻・栗原・山内はチームHへ異動。 2023年2月18日、坂本・山下・今村・松岡はチームKIVへ異動。 山下は2024年7月21日、松岡は2024年9月28日、荒巻は2024年12月27日、坂本は2025年4月27日卒業。 |
| 3月30日  | 3月30日       | 今村麻莉愛   | ドラフト2期 | TII    | 荒巻・栗原・坂本・筒井・外薗・山内・山下は3期生最後の昇格者。 ドラフト2期生は一斉に昇格。 筒井は2017年5月29日、村川は2022年11月1日、外薗は2022年12月17日卒業。 2023年2月11日、荒巻・栗原・山内はチームHへ異動。 2023年2月18日、坂本・山下・今村・松岡はチームKIVへ異動。 山下は2024年7月21日、松岡は2024年9月28日、荒巻は2024年12月27日、坂本は2025年4月27日卒業。 |
| 3月30日  | 3月30日       | 松岡はな     | ドラフト2期 | TII    | 荒巻・栗原・坂本・筒井・外薗・山内・山下は3期生最後の昇格者。 ドラフト2期生は一斉に昇格。 筒井は2017年5月29日、村川は2022年11月1日、外薗は2022年12月17日卒業。 2023年2月11日、荒巻・栗原・山内はチームHへ異動。 2023年2月18日、坂本・山下・今村・松岡はチームKIVへ異動。 山下は2024年7月21日、松岡は2024年9月28日、荒巻は2024年12月27日、坂本は2025年4月27日卒業。 |
| 3月30日  | 3月30日       | 村川緋杏     | ドラフト2期 | TII    | 荒巻・栗原・坂本・筒井・外薗・山内・山下は3期生最後の昇格者。 ドラフト2期生は一斉に昇格。 筒井は2017年5月29日、村川は2022年11月1日、外薗は2022年12月17日卒業。 2023年2月11日、荒巻・栗原・山内はチームHへ異動。 2023年2月18日、坂本・山下・今村・松岡はチームKIVへ異動。 山下は2024年7月21日、松岡は2024年9月28日、荒巻は2024年12月27日、坂本は2025年4月27日卒業。 |
| 2017年   | 2017年        | 氏名         | 加入期      | 昇格先 | 備考 |
| 11月26日 | 11月26日      | 豊永阿紀     | 4期         | H      | 4期生は一斉に昇格。 月足は2020年3月30日、清水は2021年12月20日、松本は2022年6月27日、宮﨑は2022年12月26日卒業。 2023年2月11日、運上・小田・堺はチームHへ異動。 2023年2月18日、武田はチームKIVへ異動。 小田は2023年8月8日、運上は2023年10月5日、武田は2023年10月20日、堺は2024年5月11日卒業。 |
| 11月26日 | 11月26日      | 運上弘菜     | 4期         | KIV    | 4期生は一斉に昇格。 月足は2020年3月30日、清水は2021年12月20日、松本は2022年6月27日、宮﨑は2022年12月26日卒業。 2023年2月11日、運上・小田・堺はチームHへ異動。 2023年2月18日、武田はチームKIVへ異動。 小田は2023年8月8日、運上は2023年10月5日、武田は2023年10月20日、堺は2024年5月11日卒業。 |
| 11月26日 | 11月26日      | 地頭江音々   | 4期         | KIV    | 4期生は一斉に昇格。 月足は2020年3月30日、清水は2021年12月20日、松本は2022年6月27日、宮﨑は2022年12月26日卒業。 2023年2月11日、運上・小田・堺はチームHへ異動。 2023年2月18日、武田はチームKIVへ異動。 小田は2023年8月8日、運上は2023年10月5日、武田は2023年10月20日、堺は2024年5月11日卒業。 |
| 11月26日 | 11月26日      | 小田彩加     | 4期         | TII    | 4期生は一斉に昇格。 月足は2020年3月30日、清水は2021年12月20日、松本は2022年6月27日、宮﨑は2022年12月26日卒業。 2023年2月11日、運上・小田・堺はチームHへ異動。 2023年2月18日、武田はチームKIVへ異動。 小田は2023年8月8日、運上は2023年10月5日、武田は2023年10月20日、堺は2024年5月11日卒業。 |
| 11月26日 | 11月26日      | 堺萌香       | 4期         | TII    | 4期生は一斉に昇格。 月足は2020年3月30日、清水は2021年12月20日、松本は2022年6月27日、宮﨑は2022年12月26日卒業。 2023年2月11日、運上・小田・堺はチームHへ異動。 2023年2月18日、武田はチームKIVへ異動。 小田は2023年8月8日、運上は2023年10月5日、武田は2023年10月20日、堺は2024年5月11日卒業。 |
| 11月26日 | 11月26日      | 清水梨央     | 4期         | TII    | 4期生は一斉に昇格。 月足は2020年3月30日、清水は2021年12月20日、松本は2022年6月27日、宮﨑は2022年12月26日卒業。 2023年2月11日、運上・小田・堺はチームHへ異動。 2023年2月18日、武田はチームKIVへ異動。 小田は2023年8月8日、運上は2023年10月5日、武田は2023年10月20日、堺は2024年5月11日卒業。 |
| 11月26日 | 11月26日      | 武田智加     | 4期         | TII    | 4期生は一斉に昇格。 月足は2020年3月30日、清水は2021年12月20日、松本は2022年6月27日、宮﨑は2022年12月26日卒業。 2023年2月11日、運上・小田・堺はチームHへ異動。 2023年2月18日、武田はチームKIVへ異動。 小田は2023年8月8日、運上は2023年10月5日、武田は2023年10月20日、堺は2024年5月11日卒業。 |
| 11月26日 | 11月26日      | 月足天音     | 4期         | TII    | 4期生は一斉に昇格。 月足は2020年3月30日、清水は2021年12月20日、松本は2022年6月27日、宮﨑は2022年12月26日卒業。 2023年2月11日、運上・小田・堺はチームHへ異動。 2023年2月18日、武田はチームKIVへ異動。 小田は2023年8月8日、運上は2023年10月5日、武田は2023年10月20日、堺は2024年5月11日卒業。 |
| 11月26日 | 11月26日      | 松本日向     | 4期         | TII    | 4期生は一斉に昇格。 月足は2020年3月30日、清水は2021年12月20日、松本は2022年6月27日、宮﨑は2022年12月26日卒業。 2023年2月11日、運上・小田・堺はチームHへ異動。 2023年2月18日、武田はチームKIVへ異動。 小田は2023年8月8日、運上は2023年10月5日、武田は2023年10月20日、堺は2024年5月11日卒業。 |
| 11月26日 | 11月26日      | 宮﨑想乃     | 4期         | TII    | 4期生は一斉に昇格。 月足は2020年3月30日、清水は2021年12月20日、松本は2022年6月27日、宮﨑は2022年12月26日卒業。 2023年2月11日、運上・小田・堺はチームHへ異動。 2023年2月18日、武田はチームKIVへ異動。 小田は2023年8月8日、運上は2023年10月5日、武田は2023年10月20日、堺は2024年5月11日卒業。 |
| 2018年   | 2018年        | 氏名         | 加入期      | 昇格先 | 備考 |
| 11月26日 | 11月26日      | 伊藤優絵瑠   | ドラフト3期 | H      | ドラフト3期生は一斉に昇格。 松田は2018年12月27日辞退。 石は2022年9月9日、渡部は2023年3月26日、馬場は2023年7月9日、伊藤は2025年3月8日卒業。 |
| 11月26日 | 11月26日      | 渡部愛加里   | ドラフト3期 | H      | ドラフト3期生は一斉に昇格。 松田は2018年12月27日辞退。 石は2022年9月9日、渡部は2023年3月26日、馬場は2023年7月9日、伊藤は2025年3月8日卒業。 |
| 11月26日 | 11月26日      | 馬場彩華     | ドラフト3期 | KIV    | ドラフト3期生は一斉に昇格。 松田は2018年12月27日辞退。 石は2022年9月9日、渡部は2023年3月26日、馬場は2023年7月9日、伊藤は2025年3月8日卒業。 |
| 11月26日 | 11月26日      | 石安伊       | ドラフト3期 | TII    | ドラフト3期生は一斉に昇格。 松田は2018年12月27日辞退。 石は2022年9月9日、渡部は2023年3月26日、馬場は2023年7月9日、伊藤は2025年3月8日卒業。 |
| 11月26日 | 11月26日      | 松田祐実     | ドラフト3期 | TII    | ドラフト3期生は一斉に昇格。 松田は2018年12月27日辞退。 石は2022年9月9日、渡部は2023年3月26日、馬場は2023年7月9日、伊藤は2025年3月8日卒業。 |
| 2021年   | 2021年        | 氏名         | 加入期      | 昇格先 | 備考 |
| 3月31日  | 4月9日        | 上島楓       | 5期         | H      | 5期生昇格第1号。 上島は2022年1月9日、水上は2022年4月3日卒業。 2023年2月11日、石橋はチームHへ異動。 |
| 3月31日  | 4月9日        | 水上凜巳花   | 5期         | H      | 5期生昇格第1号。 上島は2022年1月9日、水上は2022年4月3日卒業。 2023年2月11日、石橋はチームHへ異動。 |
| 3月31日  | 4月9日        | 石橋颯       | 5期         | KIV    | 5期生昇格第1号。 上島は2022年1月9日、水上は2022年4月3日卒業。 2023年2月11日、石橋はチームHへ異動。 |
| 3月31日  | 4月9日        | 竹本くるみ   | 5期         | KIV    | 5期生昇格第1号。 上島は2022年1月9日、水上は2022年4月3日卒業。 2023年2月11日、石橋はチームHへ異動。 |
| 12月29日 | 2022年1月13日 | 栗山梨奈     | 5期         | H      | 5期生最後の昇格者。 2023年2月11日、市村・川平はチームHへ異動。 2023年2月18日、栗山・村上・後藤はチームKIVへ異動。 村上は2023年3月26日、後藤は2023年7月9日、長野は2023年8月1日、川平は2025年3月22日卒業。 |
| 12月29日 | 2022年1月13日 | 坂本りの     | 5期         | H      | 5期生最後の昇格者。 2023年2月11日、市村・川平はチームHへ異動。 2023年2月18日、栗山・村上・後藤はチームKIVへ異動。 村上は2023年3月26日、後藤は2023年7月9日、長野は2023年8月1日、川平は2025年3月22日卒業。 |
| 12月29日 | 2022年1月13日 | 村上和叶     | 5期         | H      | 5期生最後の昇格者。 2023年2月11日、市村・川平はチームHへ異動。 2023年2月18日、栗山・村上・後藤はチームKIVへ異動。 村上は2023年3月26日、後藤は2023年7月9日、長野は2023年8月1日、川平は2025年3月22日卒業。 |
| 12月29日 | 2022年1月13日 | 市村愛里     | 5期         | KIV    | 5期生最後の昇格者。 2023年2月11日、市村・川平はチームHへ異動。 2023年2月18日、栗山・村上・後藤はチームKIVへ異動。 村上は2023年3月26日、後藤は2023年7月9日、長野は2023年8月1日、川平は2025年3月22日卒業。 |
| 12月29日 | 2022年1月13日 | 川平聖       | 5期         | KIV    | 5期生最後の昇格者。 2023年2月11日、市村・川平はチームHへ異動。 2023年2月18日、栗山・村上・後藤はチームKIVへ異動。 村上は2023年3月26日、後藤は2023年7月9日、長野は2023年8月1日、川平は2025年3月22日卒業。 |
| 12月29日 | 2022年1月13日 | 田中伊桜莉   | 5期         | KIV    | 5期生最後の昇格者。 2023年2月11日、市村・川平はチームHへ異動。 2023年2月18日、栗山・村上・後藤はチームKIVへ異動。 村上は2023年3月26日、後藤は2023年7月9日、長野は2023年8月1日、川平は2025年3月22日卒業。 |
| 12月29日 | 2022年1月13日 | 長野雅       | 5期         | KIV    | 5期生最後の昇格者。 2023年2月11日、市村・川平はチームHへ異動。 2023年2月18日、栗山・村上・後藤はチームKIVへ異動。 村上は2023年3月26日、後藤は2023年7月9日、長野は2023年8月1日、川平は2025年3月22日卒業。 |
| 12月29日 | 2022年1月13日 | 後藤陽菜乃   | 5期         | TII    | 5期生最後の昇格者。 2023年2月11日、市村・川平はチームHへ異動。 2023年2月18日、栗山・村上・後藤はチームKIVへ異動。 村上は2023年3月26日、後藤は2023年7月9日、長野は2023年8月1日、川平は2025年3月22日卒業。 |
| 2022年   | 2022年        | 氏名         | 加入期      | 昇格先 | 備考 |
| 10月16日 | 2023年2月1日  | 最上奈那華   | 6期         | H      | 6期生昇格第1号。 2025年1月27日卒業。 |
| 2023年   | 2023年        | 氏名         | 加入期      | 昇格先 | 備考 |
| 7月17日  | 8月2日        | 梁瀬鈴雅     | 6期         | H      | |
| 7月17日  | 8月2日        | 井澤美優     | 6期         | KIV    | |
| 7月17日  | 8月2日        | 江口心々華   | 6期         | KIV    | |
| 11月26日 | 2024年1月5日  | 生野莉奈     | 6期         | H      | |
| 11月26日 | 2024年1月5日  | 北川陽彩     | 6期         | H      | |
| 11月26日 | 2024年1月5日  | 渋井美奈     | 6期         | H      | |
| 11月26日 | 2024年1月5日  | 大庭凜咲     | 6期         | KIV    | |
| 11月26日 | 2024年1月5日  | 立花心良     | 6期         | KIV    | |
| 11月26日 | 2024年1月5日  | 福井可憐     | 6期         | KIV    | |
| 11月26日 | 2024年1月5日  | 森﨑冴彩     | 6期         | KIV    | |
| 2024年   | 2024年        | 氏名         | 加入期      | 昇格先 | 備考 |
| 4月7日   | 5月1日        | 藤野心葉     | 6期         | H      | |
| 4月7日   | 5月1日        | 猪原絆愛     | 6期         | KIV    | |
| 4月7日   | 5月1日        | 大内梨果     | 6期         | KIV    | |
| 6月23日  | 7月23日       | 石松結菜     | 6期         | H      | 6期生最後の昇格者。 |
| 6月23日  | 7月23日       | 安井妃奈     | 6期         | KIV    | 6期生最後の昇格者。 |
| 2025年   | 2025年        | 氏名         | 加入期      | 昇格先 | 備考 |
| 6月1日   | 8月1日        | 中野南実     | 7期         | H      | 7期生昇格第1号。 |
| 6月1日   | 8月1日        | 龍頭綺音     | 7期         | H      | 7期生昇格第1号。 |
| 6月1日   | 8月1日        | 江浦優香     | 7期         | KIV    | 7期生昇格第1号。 |

### チーム体制
各メンバーの当該チームでの活動期間については#メンバー構成推移を、キャプテン・副キャプテンの在任期間は#歴代キャプテンを参照。
- 太字：結成時のメンバー
- ■：チーム活動期間中にグループの活動を終了（卒業など）したメンバー
- ▲：チーム活動期間中にチームの異動あるいは兼任解除、グループ移籍となったメンバー
- (C)：チームキャプテン
- (V)：チーム副キャプテン

| - 穴井千尋 (C) - 植木南央 - 熊沢世莉奈 - 兒玉遥 - 古森結衣 ■ - 下野由貴 - 菅本裕子 ■ - 田中菜津美 - 谷口愛理 ■ - 中西智代梨 - 松岡菜摘 - 宮脇咲良 - 村重杏奈 - 本村碧唯 - 森保まどか - 若田部遥 - 指原莉乃 - 多田愛佳 - 山本茉央 | | | |
| 大組閣体制 （2014年4月23日 - 2023年1月31日） | 穴井チームH 松岡（菜）チームH 豊永チームH | 多田チームKIV 本村チームKIV | 山下チームTII （2016年3月30日 - 2023年1月31日） |
| 大組閣体制 （2014年4月23日 - 2023年1月31日） | - 秋吉優花 - 穴井千尋 (C/第1次) ■ - 井上由莉耶 ■ - 宇井真白 ■ - 上野遥 ■ - 梅本泉 ■ - 岡本尚子 ■ - 神志那結衣 ■ - 兒玉遥 ■ - 駒田京伽 ■ - 坂口理子 ■ - 指原莉乃 ■ - 田島芽瑠 ■ - 田中菜津美 ■ - 田中美久 - 松岡菜摘 (V→C/第2次) ■ - 矢吹奈子 - 山田麻莉奈 ■ - 山本茉央 ■ - 若田部遥 ■ - 豊永阿紀 (C/第3次) - 伊藤優絵瑠 - 渡部愛加里 - 上島楓 ■ - 水上凜巳花 ■ - 栗山梨奈 - 坂本りの - 村上和叶 | - 伊藤来笑 ■ - 今田美奈 ■ - 岩花詩乃 ■ - 植木南央 ■ - 多田愛佳 (C/第1次) ■ - 岡田栞奈 ■ - 木本花音 ▲ - 草場愛 ■ - 熊沢世莉奈 ■ - 後藤泉 ■ - 下野由貴 ■ - 田中優香 ■ - 冨吉明日香 ■ - 朝長美桜 ■ - 深川舞子 ■ - 渕上舞 - 宮脇咲良 (V) ■ - 村重杏奈 ■ - 本村碧唯 (C/第2次) - 森保まどか ■ - 運上弘菜 - 地頭江音々 - 馬場彩華 - 石橋颯 - 竹本くるみ - 市村愛里 - 川平聖 - 田中伊桜莉 - 長野雅 | - 荒巻美咲 - 今村麻莉愛 - 栗原紗英 - 坂本愛玲菜 - 筒井莉子 ■ - 外薗葉月 (V) ■ - 松岡はな - 村川緋杏 ■ - 山内祐奈 - 山下エミリー (C) - 小田彩加 - 堺萌香 - 清水梨央 ■ - 武田智加 - 月足天音 ■ - 松本日向 ■ - 宮﨑想乃 ■ - 石安伊 ■ - 松田祐実 ■ - 後藤陽菜乃 |
| クラス替え （2023年2月1日 - ） | 豊永チームH | 松岡（は）チームKIV 今村チームKIV | 研究生 （2023年2月・2024年5月） |
| クラス替え （2023年2月1日 - ） | - 荒巻美咲 ■ - 石橋颯 - 市村愛里 - 伊藤優絵瑠 ■ - 運上弘菜 ■ - 小田彩加 ■ - 川平聖 ■ - 栗原紗英 - 堺萌香 ■ - 坂本りの - 豊永阿紀 (C) - 渕上舞 - 最上奈那華 ■ - 矢吹奈子 ■ - 山内祐奈 - 渡部愛加里 ■ - 梁瀬鈴雅 - 生野莉奈 - 石松結菜 - 北川陽彩 - 渋井美奈 - 藤野心葉 - 中野南実 - 龍頭綺音 | - 秋吉優花 - 今村麻莉愛(C) - 栗山梨奈 - 後藤陽菜乃 ■ - 坂本愛玲菜 ■ - 武田智加 ■ - 竹本くるみ - 田中伊桜莉 - 田中美久 ■ - 地頭江音々 - 長野雅 ■ - 馬場彩華 ■ - 松岡はな(C/第3次) ■ - 村上和叶 ■ - 本村碧唯 ■ - 山下エミリー ■ - 井澤美優 - 江口心々華 - 大庭凜咲 - 立花心良 - 福井可憐 - 森﨑冴彩 - 猪原絆愛 - 大内梨果 - 安井妃奈 - 江浦優香                                              | - 川島夕奈 ■ - 松本羽麗 ■ - 青木日菜子 - 石井彩音 - 石川歩実優 - 猪島莉玲亜 - 片平紗麗 ■ - 呉優菜 - 堤楓夏 ■ - 靏川那智 - 長野らら - 松永悠良 - 松本苺花 - 山川万里愛 - 吉田めい                                                                            |

## オーディション
合格者のうち太字となっているのは2025年8月17日現在、在籍しているメンバー。

### 第1期生オーディション
募集要項
- 応募資格 - 経歴不問・2011年4月1日時点で11 - 22歳位までで、合格した時点でHKT48と契約を結びHKT48劇場に日常的に通うことができる女性。
- 応募期間：2011年5月1日 - 31日
- 一次審査 - 書類選考
- 二次審査 - 面接 合格者45名
- 最終審査 - ダンス・歌唱：2011年7月10日 於 ヒルトン福岡シーホーク 合格者24名

合格者
穴井千尋、安陪恭加、今田美奈、植木南央、江藤彩也香、熊沢世莉奈、兒玉遥、古森結衣、下野由貴、菅本裕子、田中菜津美、谷口愛理、仲西彩佳、中西智代梨（AKB48へ移籍後、卒業）、深川舞子、松岡菜摘、宮脇咲良、村重杏奈、本村碧唯、森保まどか、若田部遥、（他3名合格、初お披露目前に辞退）
主な不合格者
岩花詩乃（2期生）、豊永阿紀（4期生）、外薗葉月（3期生）、山田麻莉奈（2期生）

### 第2期生オーディション
募集要項
応募資格
1. 経験不問
2. 2012年4月1日時点で11 - 18歳までのプロダクションに所属していない女性（ただし、18歳未満、もしくは18歳でも就学中の者については保護者の同意が必要）
3. 合格した時点でHKT48と専属契約が出来ること
4. 合格後、日常的にHKT48劇場（福岡市中央区）に通い、活動が出来ること

- 応募期間：2012年5月10日 - 6月4日（郵送の場合同日付消印まで有効、Web応募の場合同日23:59:59まで）
- 一次審査 - 書類選考：同6月上旬 - 中旬 合格者のみ電話にて連絡
- 二次審査 - 面接：同6月中旬 福岡市内会場にて実施 合格者45名
- 最終審査 - ダンス・歌唱：同6月23日 於 ヒルトン福岡シーホーク 仮合格者34名

合格者
秋吉優花、伊藤来笑、井上由莉耶、岩花詩乃、宇井真白、上野遥、梅本泉、岡田栞奈、岡本尚子、草場愛、神志那結衣、後藤泉、駒田京伽、坂口理子、田島芽瑠、田中優香、谷真理佳（SKE48へ移籍後、卒業）、冨吉明日香、朝長美桜、渕上舞、山田麻莉奈
主な不合格者
東李苑（元SKE48）、荒巻美咲（3期生）

### 第3期生オーディション
募集要項
応募資格
1. 経験不問
2. 2013年4月1日時点で11歳 - 18歳までのプロダクションに所属していない女性（18歳の者は保護者の同意は必要なし。ただし、就学中の者は必要）
3. 合格した時点でHKT48と専属契約が出来ること
4. 合格後、日常的にHKT48劇場（福岡市中央区）に通い、活動が出来ること

- 応募期間：2013年6月1日 - 6月30日（郵送の場合同日付消印まで有効、Web応募の場合同日19:00:00まで）
- 一次審査 - 書類選考：同7月上旬 - 中旬 合格者のみ電話にて連絡
- 二次審査 - 面接：同7月中旬
- 最終審査 - ダンス・歌唱：同8月4日

合格者
荒巻美咲、栗原紗英、坂本愛玲菜、田中美久、筒井莉子、外薗葉月、矢吹奈子、山内祐奈、山下エミリー
主な仮合格者
倉野尾成美（AKB48）

### 第4期生オーディション
第4期生オーディションでは、HKT48運営事務局によるエントリーに加え、HKT48が所属するレーベルであるユニバーサルミュージック主催のオーディションも同時に実施された。ユニバーサルミュージック側では、特に「歌のスペシャリスト」を募集するものとした。
募集要項
応募資格
1. 経験不問
2. 2016年4月1日時点で11歳 - 18歳までのプロダクションに所属していない女性（18歳の者は保護者の同意は必要なし。ただし、就学中の者は必要）
3. 合格した時点でHKT48と専属契約が出来ること
4. 合格後、日常的にHKT48劇場（福岡市）に通い、活動が出来ること

- 応募期間

- 2015年12月19日 - 2016年2月29日（郵送の場合同日付消印まで有効、Web応募の場合同日23:59:59まで）
- ユニバーサルミュージック：2016年2月1日 - 2月29日（郵送の場合同日付消印まで有効、Web応募の場合同日23:59:59まで）

- 一次審査 - 書類選考：2016年3月上旬 - 中旬 合格者のみ電話にて連絡
- 二次審査 - 面接：2016年3月中旬
- 最終審査 - ダンス・歌唱：6月中旬

合格者
運上弘菜、小田彩加、堺萌香、清水梨央、武田智加、地頭江音々、月足天音、豊永阿紀、松本日向、宮﨑想乃
合格取り消し
音嶋莉沙（=LOVE）
主な不合格者
中野愛理（SKE48）、市岡愛弓（元STU48）、土路生優里（元STU48）、石橋颯（5期生）、後藤陽菜乃（5期生）、田中伊桜莉（5期生）

### 第5期生オーディション
HKT48 第5期生オーディション 〜「スキ!」ってだけでだいじょうぶ♥〜
第5期生オーディションではHKT48セミナー（説明会）が別途開催された。
募集要項
応募資格
1. 経験不問
2. 2018年4月1日時点で11歳 - 18歳までのプロダクションに所属していない女性（保護者の同意が必要）
3. 合格した時点でHKT48と専属契約ができること
4. 合格後、日常的にHKT48劇場（福岡市内）に通い、活動ができること

- 応募期間：2018年5月27日 - 7月1日
- HKT48セミナー：2018年6月24日、スカラエスパシオ；一部参加者に二次審査シード権を付与
  - 出演メンバー：松岡菜摘・本村碧唯・山下エミリー・今村麻莉愛・坂口理子・田中菜津美・田中美久・豊永阿紀、MC：小雪

- SHOWROOM部門：2018年8月20日17時00分 - 8月28日19時59分
- 最終審査：2018年9月2日

合格者
石橋颯、市村愛里、小川紗奈、上島楓、川平聖、工藤陽香、栗山梨奈、後藤陽菜乃、坂本りの、竹本くるみ、田中伊桜莉、長野雅、水上凜巳花、村上和叶

### 第6期生オーディション
HKT48 第6期生オーディション
応募資格
1. 経験不問
2. 2021年4月2日時点で満10歳 - 22歳までのプロダクションに所属していない女性（保護者の同意が必要）
3. 合格した時点でHKT48と専属契約ができること
4. 合格後、日常的にHKT48劇場（福岡市内）に通い、活動ができること

- 応募期間：2021年12月10日 - 2022年1月10日
- 一次審査 - 書類選考：
- 二次審査 - 面接・実技：2022年2月25日 - 2月27日実施
- 三次審査 - 面接・実技：2022年3月19日実施
- メンバー候補生合宿：2022年3月29日 - 2022年3月31日実施
- 最終審査発表 合宿最終日：2022年3月31日実施

合格者
生野莉奈、井澤美優、石松結菜、猪原絆愛、江口心々華、大内梨果、大庭凜咲、川島夕奈、北川陽彩、渋井美奈、立花心良、福井可憐、藤野心葉、松本羽麗、最上奈那華、森﨑冴彩、安井妃奈、梁瀬鈴雅
主な不合格者
山口結愛（AKB48）

### 第7期生オーディション
HKT48 第7期生オーディション
応募資格
1. 経験不問
2. 2023年11月27日時点で小学6年生 - 21歳までのプロダクションに所属していない女性（保護者の同意を得ている方）
3. 合格した時点でHKT48と専属契約ができること
4. 合格後、日常的にHKT48劇場（福岡市内）に通い、活動ができること

- 応募期間：2023年11月27日 - 2024年1月15日
- 一次審査 - 書類選考
- 二次審査 - 面接・実技
  - 2024年2月23日：大阪会場
  - 2024年2月25日：東京会場
  - 2024年3月2日：福岡会場

- 三次審査 - 面接・実技：2024年3月17日開催予定、場所：福岡
- メンバー候補生合宿：2024年4月13日 - 2024年4月14日開催
- 最終審査発表 合宿最終日：2024年4月14日開催

合格者
青木日菜子、石井彩音、石川歩実優、猪島莉玲亜、江浦優香、片平紗麗、呉優菜、堤楓夏、靏川那智、中野南実、長野らら、松永悠良、松本苺花、山川万里愛、吉田めい、龍頭綺音

### AKB48グループドラフト会議

#### 第1回
2013年11月10日ドラフト会議開催、候補者29名中被指名者20名、うちHKT48から1名指名。2014年2月1日候補者お披露目。「AKB48グループ大組閣祭り」にて正式配属となる。
指名を受け加入した候補者（数字は指名順位）
チームH：山本茉央（1）

#### 第2回
2015年5月10日第2回ドラフト会議開催、候補者47名中被指名者24名、うちHKT48から3名指名。2015年6月27日お披露目。
指名を受け交渉権を獲得した候補者（数字は指名順位）
チームH：松岡はな（1）、村川緋杏（2）
チームKIV：今村麻莉愛（1）
このドラフト会議で選ばれたメンバーは通常、指名チームに昇格するが、HKT48では全員が新設されたチームTIIに昇格した。

#### 第3回
2018年1月21日第3回ドラフト会議開催、候補者68名中被指名者55名、うちHKT48から5名指名。2018年3月31日お披露目。
指名を受け交渉権を獲得した候補者（数字は指名順位）
チームH：渡部愛加里（1）、伊藤優絵瑠（2）
チームKIV：馬場彩華（1）
チームTII：松田祐実（1）、石安伊（2）

## 派生ユニット

### なこみく
なこみくは、ともにHKT48の3期生で2001年生まれの矢吹奈子（なこ）と田中美久（みく）のコンビの呼称。オリジナル曲「生意気リップス」が制作され、4thシングル「控えめI love you !」のカップリング曲として収録された。『LOVE berry』の専属モデルとしても活動するほか、11thシングル『早送りカレンダー』のセンターも務めた。2021年10月開催の『TOKYO IDOL FESTIVAL 2021』では、HKT48での出演に加えてなこみく単独での出演も実現した。
- 田中美久、矢吹奈子

### ブルーベリーパイ
ブルーベリーパイは、4thシングル「控えめI love you !」のカップリング曲「私はブルーベリーパイ」の歌唱メンバーで結成されたユニット。
- 荒巻美咲、栗原紗英、神志那結衣、駒田京伽、坂口理子

| 楽曲                 | 収録作品                          |
| -------------------- | --------------------------------- |
| 私はブルーベリーパイ | 4thシングル「控えめI love you !」 |
| 抱いてツインテール   | 5thシングル「12秒」               |

### ポップコーンチルドレン
ポップコーンチルドレンは、HKT48の3期生によるユニットであり、5thシングル「12秒」のカップリング曲「微笑みポップコーン」を歌唱する。
- 荒巻美咲、栗原紗英、坂本愛玲菜、田中美久、筒井莉子、外薗葉月、矢吹奈子、山内祐奈、山下エミリー

### サクラハルカ
サクラハルカは、7thシングル「74億分の1の君へ」のカップリング曲「タブーの色」を歌唱するユニット。
- 兒玉遥、宮脇咲良

### なこみく & めるみお
なこみく & めるみおは、7thシングル「74億分の1の君へ」のカップリング曲「アインシュタインよりディアナ・アグロン」を歌唱するユニット。
- なこみく：田中美久、矢吹奈子
- めるみお：田島芽瑠、朝長美桜

### F24
F24（エフにじゅうよん）は、3期以降に加入したすべてのメンバー（当時）に、2期生の田島と朝長を加えた若手のメンバー構成であり、「フレッシュメンバー」ともよばれる。「F」は、Face, Front, Friend, Future, Fresh を意味する。
2016年に開催された『HKT48 夏のホールツアー2016〜HKTがAKB48グループを離脱?国民投票コンサート〜』高知・鳥取公演に、このメンバーで出演し活動を開始。同公演では、1年後に同じメンバーで特別イベントを行うという趣旨の誓約書が来場者に配布され、実際にパピヨン24ガスホールにおいてイベントが行われた。2017年9月には博多座でのコンサートを実施。同年12月には当時のメンバーでアルバム『092』収録の楽曲『ファンミーティング』も歌唱した。2018年11月に2期生の田島・朝長が離脱し、ドラフト3期生・5期生が新たに加入した。
現メンバー
- 3期生：栗原紗英、坂本愛玲菜、山内祐奈、山下エミリー
- ドラフト2期生：今村麻莉愛、
- 4期生：地頭江音々、豊永阿紀
- 5期生[注釈 22]：石橋颯、市村愛里、栗山梨奈、坂本りの、竹本くるみ、田中伊桜莉

旧メンバー
特記を除き、グループの卒業・辞退をもって離脱。
- 筒井莉子[注釈 23]、山本茉央、田島芽瑠[注釈 24]、朝長美桜[注釈 24]、矢吹奈子[注釈 25]、松田祐実、月足天音、工藤陽香、小川紗奈、清水梨央、上島楓、水上凛巳花、松本日向、石安伊、村川緋杏、宮﨑想乃、外薗葉月、渡部愛加里、村上和叶、馬場彩華、後藤陽菜乃、長野雅、小田彩加、運上弘菜、武田智加、堺萌香、田中美久、松岡はな、荒巻美咲、伊藤優絵瑠、川平聖

### fairy w!nk
- 荒巻美咲、運上弘菜

### Chou
Chou（シュー）は、HKT48のなかでもビジュアルとスタイルが良いとされるメンバーにより結成されたユニットで、メンバー全員が身長160cm超。ユニット名の「Chou」は、フランス語で「かわいい」という意味の呼びかけの言葉を由来としている。『AKB48グループ ユニットじゃんけん大会2017〜絆は拳から生まれる!〜』出場のために神志那を除く6人で結成したユニットであり、じゃんけん大会では敗退したものの、HKT48のアルバム『092』にオリジナル曲「パッションフルーツの秘密」が収録された。2018年の第2回ユニットじゃんけん大会の出場に際して神志那を加えた7人体制となった。同年10月には『TGC KITAKYUSHU 2018 by TOKYO GIRLS COLLECTION』にモデルとして出演した。松岡・神志那の卒業に伴い、2022年8月22日に行われた単独イベント『Chou会』をもって活動終了。
- 終了時のメンバー
  - 松岡菜摘、神志那結衣、栗原紗英、山下エミリー、宮﨑想乃
- 旧メンバー
  - 森保まどか、松本日向

| 楽曲                     | 収録作品            |
| ------------------------ | ------------------- |
| パッションフルーツの秘密 | 1stアルバム『092』  |
| キスの花びら             | 13thシングル「3-2」 |

### さくらはなみく
さくらはなみくは11thシングル「早送りカレンダー」のカップリング曲「僕の想いがいつか虹になるまで」を歌唱するユニット。
- 宮脇咲良、松岡はな、田中美久

このうち、宮脇が2021年にHKTから離れている。

### R24
R24（アールにじゅうよん）は、HKT48の2期生により結成された、F24に対抗するユニットである。2019年2月より「博多リフレッシュ」公演を実施している。2019年8月12日のHKT48Twitter動画にてR24の新メンバー募集するオーディション開催が決定。その結果、オーディションに参加した2期生以外のメンバー全17名が加わった。
- 現メンバー
  - 秋吉優花、渕上舞
  - 市村愛里、今村麻莉愛、栗山梨奈、坂本りの、地頭江音々、竹本くるみ
- 旧メンバー
  - 岩花詩乃、上野遥、神志那結衣、駒田京伽、田島芽瑠、冨吉明日香、朝長美桜、坂口理子
  - 上島楓、水上凜巳花、村重杏奈、松本日向、村川緋杏、下野由貴、馬場彩華、後藤陽菜乃、伊藤優絵瑠、川平聖、坂本愛玲菜

### Lit charm
Lit charm（リットチャーム）は、HKT48のダンス選抜ユニットで、ダンスレッスンのハイクラスから、さらに厳選されたメンバーにより結成された。ユニット名の「Lit charm」は「最高に魅了する」という意味である。
2022年3月21日の公演にて地頭江、同年10月16日のコンサートにて江口、福井が新たに加わった。
1期生でユニット発起者でもある本村の卒業に伴い、2023年7月13日の最終公演をもって解散となった。
2025年7月13日に行われたLit charm単独イベント「Lit charmeeting」にて、今村麻莉愛、新体制のもと活動再開を発表。
- 今村新体制メンバー：今村麻莉愛、江口心々華、北川陽彩、竹本くるみ、地頭江音々、福井可憐、森﨑冴彩、長野らら、松本苺花
- 本村体制解散時点でのメンバー：本村碧唯、今村麻莉愛、地頭江音々、竹本くるみ、松岡はな、江口心々華、福井可憐
- 旧メンバー：上野遥、熊沢世莉奈、今田美奈、坂口理子、下野由貴

| 楽曲           | 収録作品            |
| -------------- | ------------------- |
| How about you? | 13thシングル「3-2」 |

## センターポジション
HKT48は、結成当初より意図的にシングル表題曲のセンターメンバーを頻繁に変更しており、姉妹グループと比べ多くのメンバーが「グループの顔」の役割を担ってきた。
備考欄において、★は初のセンターポジション、■はグループ在籍時最後のシングル表題曲のセンターポジションを示す。
シングル表題曲のセンターポジションは下表のとおり。
|    | シングル                        | センター              | 備考 | 脚注            |
| -- | ------------------------------- | --------------------- | ---- | --------------- |
| 1  | スキ!スキ!スキップ!             | 田島芽瑠              | ★    | [ 332 ]         |
| 2  | メロンジュース                  | 田島芽瑠              |      | [ 333 ]         |
| 2  | メロンジュース                  | 朝長美桜              | ★    | [ 333 ]         |
| 3  | 桜、みんなで食べた              | 田島芽瑠              | ◼︎    | [ 334 ]         |
| 3  | 桜、みんなで食べた              | 朝長美桜              | ◼︎    | [ 334 ]         |
| 4  | 控えめI love you !              | 兒玉遥                | ★    | [ 310 ]         |
| 5  | 12秒                            | 兒玉遥                |      | [ 335 ]         |
| 5  | 12秒                            | 宮脇咲良              | ★    | [ 335 ]         |
| 6  | しぇからしか!                   | 兒玉遥                |      | [ 336 ]         |
| 7  | 74億分の1の君へ                 | 兒玉遥                | ◼︎    | [ 337 ]         |
| 8  | 最高かよ                        | 松岡はな              | ★    | [ 338 ]         |
| 9  | バグっていいじゃん              | 指原莉乃              | ★    | [ 339 ]         |
| 10 | キスは待つしかないのでしょうか? | 松岡はな              | ◼︎    | [ 340 ]         |
| 11 | 早送りカレンダー                | 田中美久              | ★    | [ 109 ]         |
| 11 | 早送りカレンダー                | 矢吹奈子              | ★    | [ 109 ]         |
| 12 | 意志                            | 指原莉乃              | ◼︎    | [ 113 ]         |
| 13 | 3-2                             | 運上弘菜              | ★    | [ 118 ]         |
| 14 | 君とどこかへ行きたい            | 田中美久（つばめ選抜) | ◼︎    | [ 123 ]         |
| 14 | 君とどこかへ行きたい            | 運上弘菜（みずほ選抜) | ◼︎    | [ 123 ]         |
| -  | 思い出にするにはまだ早すぎる    | 宮脇咲良              | ◼︎    |                 |
| 15 | ビーサンはなぜなくなるのか?     | 矢吹奈子              |      | [ 132 ]         |
| 16 | 君はもっとできる                | 矢吹奈子              | ◼︎    | [ 134 ] [ 135 ] |
| 17 | バケツを被れ!                   | 石橋颯                | ★    | [ 140 ]         |
| 17 | バケツを被れ!                   | 竹本くるみ            | ★    | [ 140 ]         |
| 18 | 僕はやっと君を心配できる        | 石橋颯                |      | [ 142 ]         |
| 18 | 僕はやっと君を心配できる        | 竹本くるみ            |      | [ 142 ]         |
| 19 | 半袖天使                        | 地頭江音々            | ★◼︎   | [ 144 ]         |

## 作品
以下における「最高位」の記述はオリコン週間チャート最高位。

### シングル
| 枚                                             | リリース                                       | タイトル                                       | 最高位                                         | 販売形態                                       | 規格品番                                       | 形態                                           |
| ユニバーサル シグマ／ユニバーサル ミュージック | ユニバーサル シグマ／ユニバーサル ミュージック | ユニバーサル シグマ／ユニバーサル ミュージック | ユニバーサル シグマ／ユニバーサル ミュージック | ユニバーサル シグマ／ユニバーサル ミュージック | ユニバーサル シグマ／ユニバーサル ミュージック | ユニバーサル シグマ／ユニバーサル ミュージック |
| ---------------------------------------------- | ---------------------------------------------- | ---------------------------------------------- | ---------------------------------------------- | ---------------------------------------------- | ---------------------------------------------- | ---------------------------------------------- |
| 1                                              | 2013年3月20日                                  | スキ!スキ!スキップ!                            | 1位                                            | CD+DVD                                         | UMCK-5417                                      | TYPE-A                                         |
| 1                                              | 2013年3月20日                                  | スキ!スキ!スキップ!                            | 1位                                            | CD+DVD                                         | UMCK-5418                                      | TYPE-B                                         |
| 1                                              | 2013年3月20日                                  | スキ!スキ!スキップ!                            | 1位                                            | CD+DVD                                         | UMCK-5419                                      | TYPE-C                                         |
| 1                                              | 2013年3月20日                                  | スキ!スキ!スキップ!                            | 1位                                            | CD                                             | PROS-5005                                      | 劇場盤                                         |
| 2                                              | 2013年9月4日                                   | メロンジュース                                 | 1位                                            | CD+DVD                                         | UMCK-5444                                      | TYPE-A                                         |
| 2                                              | 2013年9月4日                                   | メロンジュース                                 | 1位                                            | CD+DVD                                         | UMCK-5445                                      | TYPE-B                                         |
| 2                                              | 2013年9月4日                                   | メロンジュース                                 | 1位                                            | CD+DVD                                         | UMCK-5446                                      | TYPE-C                                         |
| 2                                              | 2013年9月4日                                   | メロンジュース                                 | 1位                                            | CD                                             | PROS-5006                                      | 劇場盤                                         |
| 3                                              | 2014年3月12日                                  | 桜、みんなで食べた                             | 1位                                            | CD+DVD                                         | UMCK-5462                                      | TYPE-A                                         |
| 3                                              | 2014年3月12日                                  | 桜、みんなで食べた                             | 1位                                            | CD+DVD                                         | UMCK-5463                                      | TYPE-B                                         |
| 3                                              | 2014年3月12日                                  | 桜、みんなで食べた                             | 1位                                            | CD+DVD                                         | UMCK-5464                                      | TYPE-C                                         |
| 3                                              | 2014年3月12日                                  | 桜、みんなで食べた                             | 1位                                            | CD                                             | PROS-5007                                      | 劇場盤                                         |
| 4                                              | 2014年9月24日                                  | 控えめI love you !                             | 1位                                            | CD+DVD                                         | UMCK-5486                                      | TYPE-A                                         |
| 4                                              | 2014年9月24日                                  | 控えめI love you !                             | 1位                                            | CD+DVD                                         | UMCK-5487                                      | TYPE-B                                         |
| 4                                              | 2014年9月24日                                  | 控えめI love you !                             | 1位                                            | CD+DVD                                         | UMCK-5488                                      | TYPE-C                                         |
| 4                                              | 2014年9月24日                                  | 控えめI love you !                             | 1位                                            | CD                                             | PROS-5009                                      | 劇場盤                                         |
| 5                                              | 2015年4月22日                                  | 12秒                                           | 1位                                            | CD+DVD                                         | UMCK-5561                                      | TYPE-A                                         |
| 5                                              | 2015年4月22日                                  | 12秒                                           | 1位                                            | CD+DVD                                         | UMCK-5562                                      | TYPE-B                                         |
| 5                                              | 2015年4月22日                                  | 12秒                                           | 1位                                            | CD+DVD                                         | UMCK-5563                                      | TYPE-C                                         |
| 5                                              | 2015年4月22日                                  | 12秒                                           | 1位                                            | CD                                             | PROS-5010                                      | 劇場盤                                         |
| EMI Records／ユニバーサル ミュージック         |                                                |                                                |                                                |                                                |                                                |                                                |
| 6                                              | 2015年11月25日                                 | しぇからしか!                                  | 1位                                            | CD+DVD                                         | UPCH-89247                                     | TYPE-A                                         |
| 6                                              | 2015年11月25日                                 | しぇからしか!                                  | 1位                                            | CD+DVD                                         | UPCH-89248                                     | TYPE-B                                         |
| 6                                              | 2015年11月25日                                 | しぇからしか!                                  | 1位                                            | CD+DVD                                         | UPCH-89249                                     | TYPE-C                                         |
| 6                                              | 2015年11月25日                                 | しぇからしか!                                  | 1位                                            | CD                                             | PRON-5008                                      | 劇場盤                                         |
| 7                                              | 2016年4月13日                                  | 74億分の1の君へ                                | 1位                                            | CD+DVD                                         | UPCH-80428                                     | TYPE-A                                         |
| 7                                              | 2016年4月13日                                  | 74億分の1の君へ                                | 1位                                            | CD+DVD                                         | UPCH-80429                                     | TYPE-B                                         |
| 7                                              | 2016年4月13日                                  | 74億分の1の君へ                                | 1位                                            | CD+DVD                                         | UPCH-80430                                     | TYPE-C                                         |
| 7                                              | 2016年4月13日                                  | 74億分の1の君へ                                | 1位                                            | CD                                             | PRON-5009                                      | 劇場盤                                         |
| 8                                              | 2016年9月7日                                   | 最高かよ                                       | 1位                                            | CD+DVD                                         | UPCH-80442                                     | TYPE-A                                         |
| 8                                              | 2016年9月7日                                   | 最高かよ                                       | 1位                                            | CD+DVD                                         | UPCH-80443                                     | TYPE-B                                         |
| 8                                              | 2016年9月7日                                   | 最高かよ                                       | 1位                                            | CD+DVD                                         | UPCH-80444                                     | TYPE-C                                         |
| 8                                              | 2016年9月7日                                   | 最高かよ                                       | 1位                                            | CD                                             | PRON-5012                                      | 劇場盤                                         |
| 9                                              | 2017年2月15日                                  | バグっていいじゃん                             | 1位                                            | CD+DVD                                         | UPCH-80461                                     | TYPE-A                                         |
| 9                                              | 2017年2月15日                                  | バグっていいじゃん                             | 1位                                            | CD+DVD                                         | UPCH-80462                                     | TYPE-B                                         |
| 9                                              | 2017年2月15日                                  | バグっていいじゃん                             | 1位                                            | CD+DVD                                         | UPCH-80463                                     | TYPE-C                                         |
| 9                                              | 2017年2月15日                                  | バグっていいじゃん                             | 1位                                            | CD                                             | PRON-5015                                      | 劇場盤                                         |
| 10                                             | 2017年8月2日                                   | キスは待つしかないのでしょうか?                | 1位                                            | CD+DVD                                         | UPCH-89353                                     | TYPE-A                                         |
| 10                                             | 2017年8月2日                                   | キスは待つしかないのでしょうか?                | 1位                                            | CD+DVD                                         | UPCH-89354                                     | TYPE-B                                         |
| 10                                             | 2017年8月2日                                   | キスは待つしかないのでしょうか?                | 1位                                            | CD+DVD                                         | UPCH-89355                                     | TYPE-C                                         |
| 10                                             | 2017年8月2日                                   | キスは待つしかないのでしょうか?                | 1位                                            | CD                                             | PRON-5022                                      | 劇場盤                                         |
| 11                                             | 2018年5月2日                                   | 早送りカレンダー                               | 1位                                            | CD+DVD                                         | UPCH-80490                                     | TYPE-A                                         |
| 11                                             | 2018年5月2日                                   | 早送りカレンダー                               | 1位                                            | CD+DVD                                         | UPCH-80491                                     | TYPE-B                                         |
| 11                                             | 2018年5月2日                                   | 早送りカレンダー                               | 1位                                            | CD+DVD                                         | UPCH-80492                                     | TYPE-C                                         |
| 11                                             | 2018年5月2日                                   | 早送りカレンダー                               | 1位                                            | CD                                             | PRON-5026                                      | 劇場盤                                         |
| 12                                             | 2019年4月10日                                  | 意志                                           | 1位                                            | CD+DVD                                         | UPCH-80506                                     | TYPE-A                                         |
| 12                                             | 2019年4月10日                                  | 意志                                           | 1位                                            | CD+DVD                                         | UPCH-80507                                     | TYPE-B                                         |
| 12                                             | 2019年4月10日                                  | 意志                                           | 1位                                            | CD+DVD                                         | UPCH-80508                                     | TYPE-C                                         |
| 12                                             | 2019年4月10日                                  | 意志                                           | 1位                                            | CD                                             | PRON-5028                                      | 劇場盤                                         |
| 13                                             | 2020年4月22日                                  | 3-2                                            | 1位                                            | CD+DVD                                         | UPCH-80539                                     | TYPE-A                                         |
| 13                                             | 2020年4月22日                                  | 3-2                                            | 1位                                            | CD+DVD                                         | UPCH-80540                                     | TYPE-B                                         |
| 13                                             | 2020年4月22日                                  | 3-2                                            | 1位                                            | CD                                             | PRON-5085                                      | 劇場盤                                         |
| 14                                             | 2021年5月12日                                  | 君とどこかへ行きたい                           | 2位                                            | CD+DVD                                         | UPCH-80553                                     | TYPE-A                                         |
| 14                                             | 2021年5月12日                                  | 君とどこかへ行きたい                           | 2位                                            | CD+DVD                                         | UPCH-80554                                     | TYPE-B                                         |
| 14                                             | 2021年5月12日                                  | 君とどこかへ行きたい                           | 2位                                            | CD+DVD                                         | UPCH-80555                                     | TYPE-C                                         |
| 14                                             | 2021年5月12日                                  | 君とどこかへ行きたい                           | 2位                                            | CD+DVD                                         | UPCH-80556                                     | TYPE-D                                         |
| 14                                             | 2021年5月12日                                  | 君とどこかへ行きたい                           | 2位                                            | CD                                             | PRON-5087                                      | 劇場盤TYPE-A                                   |
| 14                                             | 2021年5月12日                                  | 君とどこかへ行きたい                           | 2位                                            | CD                                             | PRON-5088                                      | 劇場盤TYPE-B                                   |
| 15                                             | 2022年6月22日                                  | ビーサンはなぜなくなるのか?                    | 1位                                            | CD+DVD                                         | UPCH-80575                                     | TYPE-A                                         |
| 15                                             | 2022年6月22日                                  | ビーサンはなぜなくなるのか?                    | 1位                                            | CD+DVD                                         | UPCH-80576                                     | TYPE-B                                         |
| 15                                             | 2022年6月22日                                  | ビーサンはなぜなくなるのか?                    | 1位                                            | CD                                             | UPCH-89473                                     | 生産限定スペシャルプライス盤                   |
| 15                                             | 2022年6月22日                                  | ビーサンはなぜなくなるのか?                    | 1位                                            | CD                                             | PRON-5098                                      | 劇場盤                                         |
| 16                                             | 2023年2月8日                                   | 君はもっとできる                               | 2位                                            | CD+DVD                                         | UPCH-80586                                     | TYPE-A                                         |
| 16                                             | 2023年2月8日                                   | 君はもっとできる                               | 2位                                            | CD+DVD                                         | UPCH-80587                                     | TYPE-B                                         |
| 16                                             | 2023年2月8日                                   | 君はもっとできる                               | 2位                                            | CD                                             | PRON-5103                                      | 劇場盤                                         |
| 17                                             | 2023年12月20日                                 | バケツを被れ!                                  | 2位                                            | CD+DVD                                         | UPCH-80605                                     | TYPE-A                                         |
| 17                                             | 2023年12月20日                                 | バケツを被れ!                                  | 2位                                            | CD+DVD                                         | UPCH-80605                                     | TYPE-B                                         |
| 17                                             | 2023年12月20日                                 | バケツを被れ!                                  | 2位                                            | CD                                             | PRON-5110                                      | 劇場盤                                         |
| 18                                             | 2024年9月11日                                  | 僕はやっと君を心配できる                       | 3位                                            | CD+DVD                                         | UPCH-80617                                     | TYPE-A                                         |
| 18                                             | 2024年9月11日                                  | 僕はやっと君を心配できる                       | 3位                                            | CD+DVD                                         | UPCH-80618                                     | TYPE-B                                         |
| 18                                             | 2024年9月11日                                  | 僕はやっと君を心配できる                       | 3位                                            | CD                                             | PRON-5114                                      | 劇場盤                                         |
| 19                                             | 2025年7月23日                                  | 半袖天使                                       | 3位                                            | CD+DVD                                         | UPCH-80627                                     | TYPE-A                                         |
| 19                                             | 2025年7月23日                                  | 半袖天使                                       | 3位                                            | CD+DVD                                         | UPCH-80628                                     | TYPE-B                                         |
| 19                                             | 2025年7月23日                                  | 半袖天使                                       | 3位                                            | CD                                             | PRON-5119                                      | 劇場盤                                         |

#### 参加シングル
AKB48
| リリース       | タイトル | 参加曲                           | 名義                            | メンバー |
| -------------- | --- | -------------------------------- | ------------------------------- | --- |
| 2012年2月15日  | GIVE ME FIVE! | NEW SHIP                         | スペシャルガールズA             | 兒玉 |
| 2012年5月23日  | 真夏のSounds good ! | 真夏のSounds good !              |                                 | 兒玉 |
| 2012年8月29日  | ギンガムチェック | ギンガムチェック                 |                                 | 指原 |
| 2012年8月29日  | ギンガムチェック | ドレミファ音痴                   | ネクストガールズ                | 宮脇 |
| 2012年8月29日  | ギンガムチェック | あの日の風鈴                     | ウェイティングガールズ          | 穴井、安陪、今田、植木、江藤、熊沢、兒玉、古森、下野、菅本、田中菜、谷口、仲西、中西、深川、松岡菜、村重、本村、森保、若田部 |
| 2012年10月31日 | UZA | UZA                              |                                 | 指原、宮脇 |
| 2012年10月31日 | UZA | 次のSeason                       | アンダーガールズ                | 兒玉 |
| 2012年12月5日  | 永遠プレッシャー | 私たちのReason                   |                                 | 多田 |
| 2013年2月20日  | So long ! | So long !                        |                                 | 指原 |
| 2013年2月20日  | So long ! | Waiting room                     | アンダーガールズ                | 多田、兒玉、田島、宮脇 |
| 2013年5月22日  | さよならクロール | さよならクロール                 |                                 | 兒玉、指原、田島、朝長、宮脇                                                                                                 |
| 2013年5月22日  | さよならクロール | バラの果実                       | アンダーガールズ                | 谷、松岡菜、森保 |
| 2013年5月22日  | さよならクロール | ハステとワステ                   | BKA48                           | 指原 |
| 2013年8月21日  | 恋するフォーチュンクッキー | 恋するフォーチュンクッキー       |                                 | 指原 |
| 2013年8月21日  | 恋するフォーチュンクッキー | 愛の意味を考えてみた             | アンダーガールズ                | 宮脇 |
| 2013年8月21日  | 恋するフォーチュンクッキー | 今度こそエクスタシー             | ネクストガールズ                | 多田、兒玉 |
| 2013年8月21日  | 恋するフォーチュンクッキー | 推定マーマレード                 | フューチャーガールズ            | 田島、朝長 |
| 2013年8月21日  | 恋するフォーチュンクッキー | 最後のドア                       |                                 | 指原 |
| 2013年8月21日  | 恋するフォーチュンクッキー | 涙のせいじゃない                 |                                 | 指原 |
| 2013年8月21日  | 恋するフォーチュンクッキー | 青空カフェ                       |                                 | 岡田、田島、朝長 |
| 2013年10月30日 | ハート・エレキ | ハート・エレキ                   |                                 | 多田、指原 |
| 2013年10月30日 | ハート・エレキ | 快速と動体視力                   | アンダーガールズ                | 兒玉、宮脇 |
| 2013年10月30日 | ハート・エレキ | キスまでカウントダウン           | Team A                          | 兒玉 |
| 2013年10月30日 | ハート・エレキ | 君だけにChu ! Chu !              | てんとうむChu !                 | 田島、朝長 |
| 2013年12月11日 | 鈴懸の木の道で 「君の微笑みを夢に見る」 と言ってしまったら 僕たちの関係は どう変わってしまうのか、 僕なりに何日か 考えた上での やや気恥ずかしい 結論のようなもの | Mosh & Dive                      |                                 | 兒玉、指原 |
| 2013年12月11日 | 鈴懸の木の道で 「君の微笑みを夢に見る」 と言ってしまったら 僕たちの関係は どう変わってしまうのか、 僕なりに何日か 考えた上での やや気恥ずかしい 結論のようなもの | 選んでレインボー                 | てんとうむChu !                 | 田島、朝長 |
| 2014年2月26日  | 前しか向かねえ | 前しか向かねえ                   |                                 | 指原 |
| 2014年2月26日  | 前しか向かねえ | 昨日よりもっと好き               | Smiling Lions                   | 兒玉、田島、朝長、宮脇 |
| 2014年2月26日  | 前しか向かねえ | 君の嘘を知っていた               | Beauty Giraffes                 | 松岡菜、森保 |
| 2014年2月26日  | 前しか向かねえ | 秘密のダイアリー                 | Baby Elephants                  | 秋吉、穴井、多田、本村、矢吹                                                                                                 |
| 2014年2月26日  | 前しか向かねえ | KONJO                            | Talking Chimpanzees             | 谷、中西、村重 |
| 2014年5月21日  | ラブラドール・レトリバー | ラブラドール・レトリバー         |                                 | 多田、木本、兒玉、指原、田島、朝長、宮脇                                                                                     |
| 2014年5月21日  | ラブラドール・レトリバー | 今日までのメロディー             |                                 | 指原 |
| 2014年5月21日  | ラブラドール・レトリバー | 君は気まぐれ                     | Team A                          | 宮脇 |
| 2014年5月21日  | ラブラドール・レトリバー | 愛しきライバル                   | Team K                          | 兒玉 |
| 2014年5月21日  | ラブラドール・レトリバー | Bガーデン                        | Team B                          | 朝長 |
| 2014年8月27日  | 心のプラカード | 心のプラカード                   |                                 | 指原、宮脇 |
| 2014年8月27日  | 心のプラカード | 誰かが投げたボール               | アンダーガールズ                | 兒玉、朝長、森保 |
| 2014年8月27日  | 心のプラカード | ひと夏の反抗期                   | ネクストガールズ                | 穴井、多田、田島、本村 |
| 2014年8月27日  | 心のプラカード | 性格が悪い女の子                 | フューチャーガールズ            | 木本、坂口、松岡菜 |
| 2014年8月27日  | 心のプラカード | チューインガムの味がなくなるまで | アップカミングガールズ          | 駒田、村重 |
| 2014年11月26日 | 希望的リフレイン | 希望的リフレイン                 |                                 | 兒玉、指原、宮脇、森保 |
| 2014年11月26日 | 希望的リフレイン | 今、Happy                        | ばら組                          | 田島、田中美、朝長、矢吹 |
| 2014年11月26日 | 希望的リフレイン | 従順なSlave                      | Team A                          | 宮脇 |
| 2014年11月26日 | 希望的リフレイン | Ambulance                        | ゆり組                          | 穴井、神志那、松岡菜 |
| 2014年11月26日 | 希望的リフレイン | 初めてのドライブ                 | Team K                          | 兒玉 |
| 2014年11月26日 | 希望的リフレイン | 歌いたい                         | かとれあ組                      | 多田、木本、本村 |
| 2014年11月26日 | 希望的リフレイン | ロンリネスクラブ                 | Team B                          | 朝長 |
| 2015年3月4日   | Green Flash | Green Flash                      |                                 | 指原、宮脇 |
| 2015年3月4日   | Green Flash | マジすかFight                    |                                 | 指原、宮脇 |
| 2015年3月4日   | Green Flash | 履物と傘の物語                   |                                 | 指原 |
| 2015年3月4日   | Green Flash | 初恋のおしべ                     | てんとうむChu ! & かぶとむChu ! | 田島、朝長 |
| 2015年5月20日  | 僕たちは戦わない | 僕たちは戦わない                 |                                 | 兒玉、指原、宮脇 |
| 2015年5月20日  | 僕たちは戦わない | Summer side                      | セレクション16                  | 兒玉 |
| 2015年5月20日  | 僕たちは戦わない | “ダンシ”は研究対象               | てんとうむChu !                 | 田島、朝長 |
| 2015年5月20日  | 僕たちは戦わない | カフカとでんでんむChu !          | でんでんむChu !                 | 田中美、矢吹 |
| 2015年5月20日  | 僕たちは戦わない | 君の第二章                       |                                 | 指原、宮脇 |
| 2015年8月26日  | ハロウィン・ナイト | ハロウィン・ナイト               |                                 | 指原、宮脇 |
| 2015年8月26日  | ハロウィン・ナイト | さよならサーフボード             | アンダーガールズ                | 兒玉、田島、朝長、渕上 |
| 2015年8月26日  | ハロウィン・ナイト | 水の中の伝導率                   | ネクストガールズ                | 穴井、多田、岡田、神志那、坂口、森保                                                                                         |
| 2015年8月26日  | ハロウィン・ナイト | 君にウェディングドレスを…        | フューチャーガールズ            | 松岡菜 |
| 2015年8月26日  | ハロウィン・ナイト | 君だけが秋めいていた             | アップカミングガールズ          | 植木、本村 |
| 2015年8月26日  | ハロウィン・ナイト | 一歩目音頭                       |                                 | 指原、宮脇 |
| 2015年8月26日  | ハロウィン・ナイト | ヤンキーマシンガン               |                                 | 兒玉、宮脇 |
| 2015年8月26日  | ハロウィン・ナイト | 群像                             |                                 | 兒玉、宮脇 |
| 2015年12月9日  | 唇にBe My Baby | 唇にBe My Baby                   |                                 | 指原、宮脇 |
| 2015年12月9日  | 唇にBe My Baby | 365日の紙飛行機                  |                                 | 兒玉、指原、宮脇 |
| 2015年12月9日  | 唇にBe My Baby | 君を君を君を…                    | 次世代選抜                      | 兒玉 |
| 2015年12月9日  | 唇にBe My Baby | やさしい place                   | Team A                          | 宮脇 |
| 2015年12月9日  | 唇にBe My Baby | マドンナの選択                   | れなっち総選挙選抜              | 神志那、田中菜、松岡菜、村重                                                                                                 |
| 2015年12月9日  | 唇にBe My Baby | お姉さんの独り言                 | Team K                          | 兒玉 |
| 2015年12月9日  | 唇にBe My Baby | 金の羽根を持つ人よ               | Team B                          | 矢吹 |
| 2015年12月9日  | 唇にBe My Baby | 背中言葉                         |                                 | 指原、宮脇 |
| 2015年12月9日  | 唇にBe My Baby | なんか、ちょっと、急に…          | Team 4                          | 朝長 |
| 2015年12月9日  | 唇にBe My Baby | さっきまではアイスティー         | 虫かご                          | 荒巻、今村 |
| 2016年3月9日   | 君はメロディー | 君はメロディー                   |                                 | 指原、宮脇 |
| 2016年3月9日   | 君はメロディー | 混ざり合うもの                   | 乃木坂AKB                       | 指原、宮脇 |
| 2016年3月9日   | 君はメロディー | M.T.に捧ぐ                       | 横山Team A                      | 宮脇 |
| 2016年6月1日   | 翼はいらない | 翼はいらない                     |                                 | 兒玉、指原、宮脇 |
| 2016年6月1日   | 翼はいらない | Set me free                      | Team A                          | 宮脇 |
| 2016年6月1日   | 翼はいらない | 恋をすると馬鹿を見る             | Team B                          | 矢吹 |
| 2016年6月1日   | 翼はいらない | 考える人                         | Team 4                          | 朝長 |
| 2016年6月1日   | 翼はいらない | 哀愁のトランペッター             | Team K                          | 兒玉 |
| 2016年8月31日  | LOVE TRIP/しあわせを分けなさい | LOVE TRIP                        |                                 | 兒玉、指原、宮脇 |
| 2016年8月31日  | LOVE TRIP/しあわせを分けなさい | しあわせを分けなさい             |                                 | 兒玉、指原、宮脇 |
| 2016年8月31日  | LOVE TRIP/しあわせを分けなさい | 光と影の日々                     |                                 | 兒玉、指原、宮脇 |
| 2016年8月31日  | LOVE TRIP/しあわせを分けなさい | 伝説の魚                         | アンダーガールズ                | 朝長、矢吹 |
| 2016年8月31日  | LOVE TRIP/しあわせを分けなさい | 進化してねえじゃん               | ネクストガールズ                | 井上、田島、田中美、冨吉、渕上、松岡菜、本村                                                                                 |
| 2016年8月31日  | LOVE TRIP/しあわせを分けなさい | 岸が見える海から                 | フューチャーガールズ            | 植木、神志那、駒田、坂口、森保                                                                                               |
| 2016年8月31日  | LOVE TRIP/しあわせを分けなさい | 2016年のInvitation               | アップカミングガールズ          | 秋吉、村重 |
| 2016年8月31日  | LOVE TRIP/しあわせを分けなさい | BLACK FLOWER                     |                                 | 宮脇 |
| 2016年11月16日 | ハイテンション | ハイテンション                   |                                 | 兒玉、指原、松岡は、宮脇 |
| 2016年11月16日 | ハイテンション | ハッピーエンド                   | レナッチーズ                    | 田中菜、松岡は |
| 2016年11月16日 | ハイテンション | 清純タイアド                     | てんとうむChu !                 | 田島、朝長 |
| 2016年11月16日 | ハイテンション | また あなたのことを考えてた      | チームボーカル                  | 坂本愛 |
| 2017年3月15日  | シュートサイン | シュートサイン                   |                                 | 兒玉、指原、松岡は、宮脇 |
| 2017年3月15日  | シュートサイン | 誰のことを一番 愛してる?         | 坂道AKB                         | 宮脇 |
| 2017年5月31日  | 願いごとの持ち腐れ | 願いごとの持ち腐れ               |                                 | 兒玉、指原、朝長、松岡は、宮脇                                                                                               |
| 2017年5月31日  | 願いごとの持ち腐れ | イマパラ                         |                                 | 植木、指原、冨吉、村重、本村、矢吹                                                                                           |
| 2017年5月31日  | 願いごとの持ち腐れ | 前触れ                           |                                 | 田島、田中美、朝長、松岡は、宮脇                                                                                             |
| 2017年5月31日  | 願いごとの持ち腐れ | 点滅フェロモン                   |                                 | 秋吉、井上、松岡菜 |
| 2017年5月31日  | 願いごとの持ち腐れ | あの頃の五百円玉                 |                                 | 神志那、駒田、坂口、渕上、森保                                                                                               |
| 2017年8月30日  | #好きなんだ | #好きなんだ                      |                                 | 指原、宮脇 |
| 2017年8月30日  | #好きなんだ | だらしない愛し方                 | アンダーガールズ                | 田中美、森保 |
| 2017年8月30日  | #好きなんだ | 戸惑ってためらって               | ネクストガールズ                | 田島、冨吉、朝長、渕上、矢吹                                                                                                 |
| 2017年8月30日  | #好きなんだ | 自分たちの恋に限って             | フューチャーガールズ            | 植木、坂口、田中菜、松岡菜、本村                                                                                             |
| 2017年8月30日  | #好きなんだ | 月の仮面                         | アップカミングガールズ          | 豊永、松岡は |
| 2017年8月30日  | #好きなんだ | ギブアップはしない               |                                 | 宮脇（チェリー宮脇） |
| 2017年11月22日 | 11月のアンクレット | 11月のアンクレット               |                                 | 兒玉、指原、田中美、松岡は、宮脇                                                                                             |
| 2017年11月22日 | 11月のアンクレット | 微笑みの瞬間                     | 7秒後、君が好きになる。         | 矢吹 |
| 2017年11月22日 | 11月のアンクレット | 野蛮な求愛                       | ダンス選抜                      | 本村 |
| 2017年11月22日 | 11月のアンクレット | 法定速度と優越感                 | U-17選抜                        | 田中美、松岡は、矢吹 |
| 2018年3月14日  | ジャーバージャ | ジャーバージャ                   |                                 | 指原、田中美、松岡は、宮脇                                                                                                   |
| 2018年3月14日  | ジャーバージャ | 国境のない時代                   | 坂道AKB                         | 宮脇 |
| 2018年5月30日  | Teacher Teacher | Teacher Teacher                  |                                 | 指原、松岡は、宮脇、矢吹 |
| 2018年5月30日  | Teacher Teacher | 君は僕の風                       | AKB48グループ センター試験選抜  | 坂口、指原、渕上 |
| 2018年9月19日  | センチメンタルトレイン | センチメンタルトレイン           |                                 | 田中美、宮脇、矢吹 |
| 2018年9月19日  | センチメンタルトレイン | サンダルじゃできない恋           | アンダーガールズ                | 田島 |
| 2018年9月19日  | センチメンタルトレイン | 友達じゃないか?                  | ネクストガールズ                | 朝長、渕上 |
| 2018年9月19日  | センチメンタルトレイン | ある日 ふいに…                   | フューチャーガールズ            | 小田、駒田、田中菜、松岡菜                                                                                                   |
| 2018年9月19日  | センチメンタルトレイン | ひと夏の出来事                   | アップカミングガールズ          | 秋吉、松岡は、本村 |
| 2018年9月19日  | センチメンタルトレイン | 波が伝えるもの                   | 第10回世界選抜総選挙記念枠      | 植木、運上、栗原、坂本愛、下野、豊永                                                                                         |
| 2018年9月19日  | センチメンタルトレイン | 百合を咲かせるか?                |                                 | 松岡は |
| 2018年10月25日 | センチメンタルトレイン 完全版 | センチメンタルトレイン 完全版    |                                 | 田中美、宮脇、矢吹 |
| 2018年11月28日 | NO WAY MAN | NO WAY MAN                       |                                 | 指原、田中美、宮脇、矢吹 |
| 2018年11月28日 | NO WAY MAN | わかりやすくてごめん             | PRODUCE48選抜                   | 荒巻、村川、本村 |
| 2018年11月28日 | NO WAY MAN | それでも彼女は                   | 大人選抜2018                    | 運上、森保 |
| 2018年11月28日 | NO WAY MAN | おはようから始まる世界           | U-19選抜2018                    | 豊永、松岡は、松本 |
| 2018年11月28日 | NO WAY MAN | 最強ツインテール                 | U-16選抜2018                    | 武田、渡部 |
| 2018年11月28日 | NO WAY MAN | 耳を塞げ!                        | チームナイスファイト            | 今田、栗原、松岡菜 |
| 2019年3月13日  | ジワるDAYS | ジワるDAYS                       |                                 | 指原、田中美、松岡は |
| 2019年3月13日  | ジワるDAYS | 私だってアイドル!                | 指原莉乃                        | 指原 |
| 2019年3月13日  | ジワるDAYS | 初恋ドア                         | 坂道AKB                         | 田中美 |
| 2019年3月13日  | ジワるDAYS | 必然性                           | IZ4648                          | 指原（HKT48として参加）、宮脇、矢吹（IZ*ONEとして参加）                                                                      |
| 2019年3月13日  | ジワるDAYS | 屋上から叫ぶ                     | Sucheese                        | 渡部 |
| 2019年9月18日  | サステナブル | サステナブル                     |                                 | 田中美 |
| 2019年9月18日  | サステナブル | モニカ、夜明けだ                 | 48グループNEXT12                | 運上、松本 |
| 2020年3月18日  | 失恋、ありがとう | 失恋、ありがとう                 |                                 | 田中美 |
| 2020年3月18日  | 失恋、ありがとう | 思い出マイフレンド               | 1st Campus                      | 運上、松岡は |
| 2020年3月18日  | 失恋、ありがとう | 愛する人                         |                                 | 田中美 |

渡辺美優紀
| リリース       | タイトル                   | 参加曲           | 名義  | メンバー |
| -------------- | -------------------------- | ---------------- | ----- | -------- |
| 2014年12月24日 | やさしくするよりキスをして | 春風ピアニッシモ | AKB48 | 朝長     |

じゃんけん民
| リリース       | タイトル | 参加曲     | 名義  | メンバー |
| -------------- | -------- | ---------- | ----- | -------- |
| 2016年12月21日 | 逆さ坂   | 奇跡のドア | AKB48 | 田中優   |

### 配信限定
| # | リリース日     | タイトル                     | レーベル           | 備考                                 |
| - | -------------- | ---------------------------- | ------------------ | ------------------------------------ |
| 1 | 2013年2月6日   | お願いヴァレンティヌ         | ユニバーサルシグマ | 先行配信                             |
| 2 | 2013年3月1日   | タンスのゲン                 | ユニバーサルシグマ |                                      |
| 3 | 2017年2月8日   | 必然的恋人                   | EMI Records        | 先行配信                             |
| 4 | 2021年6月20日  | 思い出にするにはまだ早すぎる | EMI Records        |                                      |
| 5 | 2021年11月22日 | 突然 Do love me!             | EMI Records        | 先行配信                             |
| 6 | 2024年5月22日  | こんな時代に...              | EMI Records        | 栄光のラビリンスCM選抜2024による楽曲 |

### オリジナル楽曲
HKT48名義以外の作品に収録された楽曲。
|   | リリース       | タイトル         | 収録作品                  |
| - | -------------- | ---------------- | ------------------------- |
| 1 | 2012年12月5日  | 初恋バタフライ   | AKB48「永遠プレッシャー」 |
| 2 | 2013年12月11日 | ウインクは3回    | AKB48「鈴懸の木の道で……」 |
| 3 | 2015年3月4日   | 大人列車         | AKB48「Green Flash」      |
| 4 | 2016年3月9日   | Make noise       | AKB48「君はメロディー」   |
| 5 | 2017年3月15日  | 止まらない観覧車 | AKB48「シュートサイン」   |
| 6 | 2018年3月14日  | ぶっ倒れるまで   | AKB48「ジャーバージャ」   |

### アルバム

#### オリジナルアルバム
| 枚                                     | リリース                               | タイトル                               | 最高位                                 | 販売形態                               | 規格品番                               | 形態                                    |
| EMI Records／ユニバーサル ミュージック | EMI Records／ユニバーサル ミュージック | EMI Records／ユニバーサル ミュージック | EMI Records／ユニバーサル ミュージック | EMI Records／ユニバーサル ミュージック | EMI Records／ユニバーサル ミュージック | EMI Records／ユニバーサル ミュージック  |
| -------------------------------------- | -------------------------------------- | -------------------------------------- | -------------------------------------- | -------------------------------------- | -------------------------------------- | --------------------------------------- |
| 1                                      | 2017年12月27日                         | 092                                    | 1位                                    | 2CD+2DVD                               | UPCH-20469                             | TYPE-A                                  |
| 1                                      | 2017年12月27日                         | 092                                    | 1位                                    | 2CD+2DVD                               | UPCH-20470                             | TYPE-B                                  |
| 1                                      | 2017年12月27日                         | 092                                    | 1位                                    | 2CD+2DVD                               | UPCH-20471                             | TYPE-C                                  |
| 1                                      | 2017年12月27日                         | 092                                    | 1位                                    | 2CD+2DVD                               | UPCH-20472                             | TYPE-D                                  |
| 1                                      | 2017年12月27日                         | 092                                    | 1位                                    | CD                                     | PRON-1017                              | 劇場盤                                  |
| 2                                      | 2021年12月1日                          | アウトスタンディング                   | 1位                                    | CD+DVD                                 | UPCH-20602                             | TYPE-A                                  |
| 2                                      | 2021年12月1日                          | アウトスタンディング                   | 1位                                    | CD+DVD                                 | UPCH-20603                             | TYPE-B                                  |
| 2                                      | 2021年12月1日                          | アウトスタンディング                   | 1位                                    | CD+DVD                                 | UPCH-20604                             | TYPE-C                                  |
| 2                                      | 2021年12月1日                          | アウトスタンディング                   | 1位                                    | CD+DVD                                 | UPCH-20605                             | TYPE-D                                  |
| 2                                      | 2021年12月1日                          | アウトスタンディング                   | 1位                                    | 4CD+4DVD                               | UPCH-20607                             | 通常盤 コンプリート・セット             |
| 2                                      | 2021年12月1日                          | アウトスタンディング                   | 1位                                    | CD                                     | PRON-1039                              | 劇場盤                                  |
| 2                                      | 2021年12月1日                          | アウトスタンディング                   | 1位                                    | CD                                     | PRON-1040                              | ジェネレーション盤（1期生ver.）         |
| 2                                      | 2021年12月1日                          | アウトスタンディング                   | 1位                                    | CD                                     | PRON-1041                              | ジェネレーション盤（2期生ver.）         |
| 2                                      | 2021年12月1日                          | アウトスタンディング                   | 1位                                    | CD                                     | PRON-1042                              | ジェネレーション盤（3期生ver.）         |
| 2                                      | 2021年12月1日                          | アウトスタンディング                   | 1位                                    | CD                                     | PRON-1043                              | ジェネレーション盤（ドラフト2期生ver.） |
| 2                                      | 2021年12月1日                          | アウトスタンディング                   | 1位                                    | CD                                     | PRON-1044                              | ジェネレーション盤（4期生ver.）         |
| 2                                      | 2021年12月1日                          | アウトスタンディング                   | 1位                                    | CD                                     | PRON-1045                              | ジェネレーション盤（ドラフト3期生ver.） |
| 2                                      | 2021年12月1日                          | アウトスタンディング                   | 1位                                    | CD                                     | PRON-1045                              | ジェネレーション盤（5期生ver.）         |

#### 劇場公演アルバム
| 枚          | リリース日   | タイトル                                                     | 規格品番    |
| AKSレーベル | AKSレーベル  | AKSレーベル                                                  | AKSレーベル |
| ----------- | ------------ | ------------------------------------------------------------ | ----------- |
| 1           | 2013年7月6日 | HKT48 TeamH 1st stage「手をつなぎながら」 -studio recording- | HKT-D0002   |

#### 参加アルバム
AKB48
記載はオリジナル曲のみとする（HKT48として参加している楽曲のみ記載し、兼任先のチームとして参加している楽曲は除く。既発曲は上記参照）。
| リリース       | タイトル                             | 参加曲                         | 名義                | メンバー                 |
| -------------- | ------------------------------------ | ------------------------------ | ------------------- | ------------------------ |
| 2012年8月15日  | 1830m                                | ファースト・ラビット           |                     | 指原                     |
| 2012年8月15日  | 1830m                                | 恋愛総選挙                     | YM7                 | 指原                     |
| 2012年8月15日  | 1830m                                | いつか見た海の底               | Up-and-coming girls | 兒玉、菅本、宮脇         |
| 2012年8月15日  | 1830m                                | やさしさの地図                 |                     | 兒玉                     |
| 2012年8月15日  | 1830m                                | 行ってらっしゃい               |                     | 指原                     |
| 2014年1月22日  | 次の足跡                             | After rain                     |                     | 多田、指原               |
| 2014年1月22日  | 次の足跡                             | スマイル神隠し                 | てんとうむChu!      | 田島、朝長               |
| 2014年1月22日  | 次の足跡                             | ぽんこつブルース               |                     | 村重                     |
| 2015年1月21日  | ここがロドスだ、ここで跳べ!          | Birth                          |                     | 田島、田中美、朝長、矢吹 |
| 2015年1月21日  | ここがロドスだ、ここで跳べ!          | ここがロドスだ、ここで跳べ!    |                     | 穴井、兒玉、森保         |
| 2015年1月21日  | ここがロドスだ、ここで跳べ!          | 僕たちのイデオロギー           |                     | 田中菜、村重、本村       |
| 2015年11月18日 | 0と1の間                             | てんとうむChu ! を探せ!        | てんとうむChu !     | 田島、朝長               |
| 2015年11月18日 | 0と1の間                             | あれから僕は勉強が手につかない | でんでんむChu !     | 田中美、矢吹             |
| 2017年1月25日  | サムネイル                           | Get you !                      | サシニング娘。      | 指原                     |
| 2017年1月25日  | サムネイル                           | 青くさいロック!                |                     | 兒玉、朝長、矢吹         |
| 2017年1月25日  | サムネイル                           | ランナーズハイ                 |                     | 松岡は                   |
| 2017年1月25日  | サムネイル                           | バケット                       |                     | 宮脇                     |
| 2017年1月25日  | サムネイル                           | 誰が私を泣かせた?              |                     | 森保                     |
| 2018年1月24日  | 僕たちは、あの日の夜明けを知っている | 靴紐の結び方                   |                     | 指原、宮脇               |
| 2018年1月24日  | 僕たちは、あの日の夜明けを知っている | 恋愛無間地獄                   |                     | 指原                     |
| 2018年1月24日  | 僕たちは、あの日の夜明けを知っている | キスキャンペーン               |                     | 宮脇                     |
| 2018年1月24日  | 僕たちは、あの日の夜明けを知っている | ごめんね、好きになっちゃって…  |                     | 松岡は                   |

### 映像作品

#### 劇場公演
| 枚          | リリース日                 | タイトル | 規格品番    | 形態・備考  |
| AKSレーベル | AKSレーベル                | AKSレーベル | AKSレーベル | AKSレーベル |
| ----------- | -------------------------- | --- | ----------- | ----------- |
| 1           | 2013年7月6日               | HKT48 TeamH 1st stage 「手をつなぎながら」                                                                        | HKT-D0001   | DVD         |
| 2           | 2014年1月9日               | HKT48 TeamH 「博多レジェンド」公演                                                                                | HKT-D0003   | DVD         |
| 3           | 2015年6月16日 2017年7月5日 | HKT48 3周年3days＋HKT48劇場 3周年記念特別公演                                                                     | HKT-D0011   | DVD         |
| 3           | 2015年6月16日 2017年7月5日 | HKT48 3周年3days＋HKT48劇場 3周年記念特別公演                                                                     | HKT-D0012   | Blu-ray     |
| 4           | 2016年3月29日 2017年7月5日 | HKT48劇場4周年記念特別公演                                                                                        | HKT-D0021   | DVD         |
| 4           | 2016年3月29日 2017年7月5日 | HKT48劇場4周年記念特別公演                                                                                        | HKT-D0022   | Blu-ray     |
| 5           | 2017年7月5日               | HKT48 5th ANNIVERSARY 〜39時間ぶっ通し祭り!みんな“サンキューったい!”〜                                            | HKT-D0027   | DVD         |
| 5           | 2017年7月5日               | HKT48 5th ANNIVERSARY 〜39時間ぶっ通し祭り!みんな“サンキューったい!”〜                                            | HKT-D0028   | Blu-ray     |
| 6           | 2018年6月20日              | HKT48 6th ANNIVERSARY HKT48 6フェス 〜LOVE＆PEACE!ROCK周年だよ、人生は…〜                                         | HKT-D0031   | DVD         |
| 6           | 2018年6月20日              | HKT48 6th ANNIVERSARY HKT48 6フェス 〜LOVE＆PEACE!ROCK周年だよ、人生は…〜                                         | HKT-D0032   | Blu-ray     |
| 7           | 2019年3月20日              | 777んてったってHKT48 〜7周年は天神で大フィーバー〜                                                                | HKT-D0038   | DVD         |
| 7           | 2019年3月20日              | 777んてったってHKT48 〜7周年は天神で大フィーバー〜                                                                | HKT-D0039   | Blu-ray     |
| 8           | 2020年3月25日              | HKT48 8th ANNIVERSARY 8周年だよ！HKT48の令和に昭和な歌合戦〜みんなで笑おう 八っ八っ八っ八っ八っ八っ八っ八っ(笑)〜 | HKT-D0045   | DVD         |
| 8           | 2020年3月25日              | HKT48 8th ANNIVERSARY 8周年だよ！HKT48の令和に昭和な歌合戦〜みんなで笑おう 八っ八っ八っ八っ八っ八っ八っ八っ(笑)〜 | HKT-D0046   | Blu-ray     |

#### コンサート
| 枚              | リリース日     | タイトル                                                                     | 規格品番      | 形態・備考                |
| AKSレーベル     | AKSレーベル    | AKSレーベル                                                                  | AKSレーベル   | AKSレーベル               |
| --------------- | -------------- | ---------------------------------------------------------------------------- | ------------- | ------------------------- |
| 1               | 2014年7月25日  | HKT48 九州7県ツアー 〜可愛い子には旅をさせよ〜                               | HKT-D0004     | スペシャルBOX（DVD）      |
| 1               | 2014年7月25日  | HKT48 九州7県ツアー 〜可愛い子には旅をさせよ〜                               | HKT-D0005     | スペシャルBOX（Blu-ray）  |
| 1               | 2014年7月25日  | HKT48 九州7県ツアー 〜可愛い子には旅をさせよ〜                               | HKT-D0006     | 大分 夜公演（DVD）        |
| 1               | 2014年7月25日  | HKT48 九州7県ツアー 〜可愛い子には旅をさせよ〜                               | HKT-D0007     | 福岡 昼公演（DVD）        |
| 1               | 2014年7月25日  | HKT48 九州7県ツアー 〜可愛い子には旅をさせよ〜                               | HKT-D0008     | 福岡 夜公演（DVD）        |
| 2               | 2014年11月12日 | HKT48アリーナツアー 〜可愛い子にはもっと旅をさせよ〜 海の中道海浜公園        | HKT-D0009     | DVD                       |
| 2               | 2014年11月12日 | HKT48アリーナツアー 〜可愛い子にはもっと旅をさせよ〜 海の中道海浜公園        | HKT-D0010     | Blu-ray                   |
| 3               | 2015年4月14日  | HKT48 全国ツアー 〜全国統一終わっとらんけん〜 番外編 in 台北＆香港           | HKT-D0013     | DVD                       |
| 3               | 2015年4月14日  | HKT48 全国ツアー 〜全国統一終わっとらんけん〜 番外編 in 台北＆香港           | HKT-D0014     | Blu-ray                   |
| 4               | 2015年10月14日 | HKT48全国ツアー 〜全国統一終わっとらんけん〜 FINAL in 横浜アリーナ           | HKT-D0015     | スペシャルBOX（DVD）      |
| 4               | 2015年10月14日 | HKT48全国ツアー 〜全国統一終わっとらんけん〜 FINAL in 横浜アリーナ           | HKT-D0016     | スペシャルBOX（Blu-ray）  |
| 4               | 2015年10月14日 | HKT48全国ツアー 〜全国統一終わっとらんけん〜 FINAL in 横浜アリーナ           | HKT-D0017     | BEST SELECTION（DVD）     |
| 4               | 2015年10月14日 | HKT48全国ツアー 〜全国統一終わっとらんけん〜 FINAL in 横浜アリーナ           | HKT-D0018     | BEST SELECTION（Blu-ray） |
| 5               | 2016年6月29日  | HKT48 春のライブツアー 〜サシコ・ド・ソレイユ2016〜                          | HKT-D0023     | スペシャルBOX（DVD）      |
| 5               | 2016年6月29日  | HKT48 春のライブツアー 〜サシコ・ド・ソレイユ2016〜                          | HKT-D0024     | スペシャルBOX（Blu-ray）  |
| 6               | 2016年12月28日 | HKT48夏のホールツアー2016 〜HKTがAKB48グループを離脱?国民投票コンサート〜    | HKT-D0025     | DVD                       |
| 6               | 2016年12月28日 | HKT48夏のホールツアー2016 〜HKTがAKB48グループを離脱?国民投票コンサート〜    | HKT-D0026     | Blu-ray                   |
| 7               | 2017年9月6日   | HKT48春の関東ツアー2017 〜本気のアイドルを見せてやる〜                       | HKT-D0029     | DVD                       |
| 7               | 2017年9月6日   | HKT48春の関東ツアー2017 〜本気のアイドルを見せてやる〜                       | HKT-D0030     | Blu-ray                   |
| 8               | 2018年10月24日 | HKT48春のアリーナツアー2018〜これが博多のやり方だ!〜                         | HKT-D0033     | DVD                       |
| 8               | 2018年10月24日 | HKT48春のアリーナツアー2018〜これが博多のやり方だ!〜                         | HKT-D0034     | Blu-ray                   |
| 9               | 2019年4月17日  | HKT48コンサート in 東京ドームシティホール〜今こそ団結!ガンガン行くぜ8年目!〜 | HKT-D0040     | DVD                       |
| 9               | 2019年4月17日  | HKT48コンサート in 東京ドームシティホール〜今こそ団結!ガンガン行くぜ8年目!〜 | HKT-D0041     | Blu-ray                   |
| 10              | 2019年8月7日   | 指原莉乃 卒業コンサート 〜さよなら、指原莉乃〜                               | HKT-D0042     | SPECIAL DVD BOX           |
| 10              | 2019年8月7日   | 指原莉乃 卒業コンサート 〜さよなら、指原莉乃〜                               | HKT-D0043     | SPECIAL Blu-ray BOX       |
| 10              | 2019年8月7日   | 指原莉乃 卒業コンサート 〜さよなら、指原莉乃〜                               | HKT-D0044     | DVD                       |
| Mercuryレーベル |                |                                                                              |               |                           |
| 11              | 2021年12月21日 | 宮脇咲良 HKT48 卒業コンサート 〜Bouquet〜                                    | POBD-21045/8  | Special Edition DVD       |
| 11              | 2021年12月21日 | 宮脇咲良 HKT48 卒業コンサート 〜Bouquet〜                                    | POXS-21003/5  | Special Edition Blu-ray   |
| 11              | 2021年12月21日 | 宮脇咲良 HKT48 卒業コンサート 〜Bouquet〜                                    | POBD-21049/50 | DVD                       |

#### HaKaTa百貨店
| 枚 | リリース日    | タイトル           | レーベル | 規格品番   | 形態・備考        |
| -- | ------------- | ------------------ | -------- | ---------- | ----------------- |
| 1  | 2013年4月19日 | HaKaTa百貨店       | バップ   | VPBF-10915 | 初回限定版DVD-BOX |
| 1  | 2013年4月19日 | HaKaTa百貨店       | バップ   | VPBF-10916 | 通常版DVD-BOX     |
| 2  | 2013年9月18日 | HaKaTa百貨店 2号館 | バップ   | VPBF-10917 | 初回限定版DVD-BOX |
| 2  | 2013年9月18日 | HaKaTa百貨店 2号館 | バップ   | VPBF-10918 | 通常版DVD-BOX     |
| 3  | 2015年9月25日 | HaKaTa百貨店 3号館 | バップ   | VPBF-29932 | 初回限定版DVD-BOX |
| 3  | 2015年9月25日 | HaKaTa百貨店 3号館 | バップ   | VPXF-72969 | Blu-ray BOX       |

#### その他バラエティ
| リリース日    | タイトル                             | レーベル | 規格品番   | 形態・備考          |
| ------------- | ------------------------------------ | -------- | ---------- | ------------------- |
| 2014年6月20日 | HKT48トンコツ魔法少女学院            | バップ   | VPBF-10973 | 初回限定版DVD-BOX   |
| 2014年6月20日 | HKT48トンコツ魔法少女学院            | バップ   | VPBF-10974 | 通常版DVD-BOX       |
| 2016年12月2日 | HKT48 vs NGT48 さしきた合戦          | バップ   | VPBF-14532 | DVD-BOX             |
| 2016年12月2日 | HKT48 vs NGT48 さしきた合戦          | バップ   | VPXF-71467 | Blu-ray BOX         |
| 2019年1月25日 | HKTBINGO! 〜夏、お笑いはじめました〜 | バップ   | VPBF-14767 | 初回生産限定DVD-BOX |
| 2019年1月25日 | HKTBINGO! 〜夏、お笑いはじめました〜 | バップ   | VPXF-71658 | Blu-ray BOX         |

#### マジすか学園0 木更津乱闘編
| リリース日    | タイトル                   | レーベル | 規格品番   | 形態    |
| ------------- | -------------------------- | -------- | ---------- | ------- |
| 2016年1月29日 | マジすか学園0 木更津乱闘編 | バップ   | VPBX-14479 | DVD     |
| 2016年1月29日 | マジすか学園0 木更津乱闘編 | バップ   | VPXX-71410 | Blu-ray |

#### 舞台
| リリース日   | タイトル                                | 規格品番    | 形態        |
| AKSレーベル  | AKSレーベル                             | AKSレーベル | AKSレーベル |
| ------------ | --------------------------------------- | ----------- | ----------- |
| 2016年2月6日 | HKT48指原莉乃座長公演 at 明治座／博多座 | HKT-D0019   | DVD         |
| 2016年2月6日 | HKT48指原莉乃座長公演 at 明治座／博多座 | HKT-D0020   | Blu-ray     |

#### 映画
| リリース日    | タイトル                                  | レーベル | 規格品番   | 形態・備考                      |
| ------------- | ----------------------------------------- | -------- | ---------- | ------------------------------- |
| 2016年9月14日 | 尾崎支配人が泣いた夜 DOCUMENTARY of HKT48 | 東宝     | TBR-26258D | Blu-rayスペシャル・エディション |
| 2016年9月14日 | 尾崎支配人が泣いた夜 DOCUMENTARY of HKT48 | 東宝     | TDV-26260D | DVDスペシャル・エディション     |
| 2016年9月14日 | 尾崎支配人が泣いた夜 DOCUMENTARY of HKT48 | 東宝     | TBR-26259D | Blu-rayコンプリートBOX          |
| 2016年9月14日 | 尾崎支配人が泣いた夜 DOCUMENTARY of HKT48 | 東宝     | TDV-26261D | DVDコンプリートBOX              |

- 東映 presents HKT48×48人の映画監督たち（2017年12月27日、1stアルバム『092』特典映像）

### ミュージック・ビデオ
| 年   | タイトル                                             | 監督                         | 収録作品・出自 | 脚注 |
| ---- | ---------------------------------------------------- | ---------------------------- | --- | ---- |
| 2012 | 「初恋バタフライ」                                   | 福居英晃                     | AKB48メジャー29thシングル「永遠プレッシャー」 |      |
| 2013 | 「スキ!スキ!スキップ!」                              | 多田卓也                     | 1stシングル「スキ!スキ!スキップ!」 |      |
| 2013 | 「片思いの唐揚げ」                                   | 土屋隆俊                     | 1stシングル「スキ!スキ!スキップ!」 |      |
| 2013 | 「今がイチバン」                                     | 福居英晃                     | 1stシングル「スキ!スキ!スキップ!」 |      |
| 2013 | 「メロンジュース」                                   | 土屋隆俊                     | 2ndシングル「メロンジュース」 |      |
| 2013 | 「希望の海流」                                       | 伊江なつき                   | 2ndシングル「メロンジュース」 |      |
| 2013 | 「泥のメトロノーム」                                 | 月川翔                       | 2ndシングル「メロンジュース」 |      |
| 2013 | 「ウインクは3回」                                    | 土屋隆俊                     | AKB48メジャー34thシングル「鈴懸の木の道で 「君の微笑みを夢に見る」と言ってしまったら 僕たちの関係はどう変わってしまうのか、 僕なりに何日か考えた上での やや気恥ずかしい結論のようなもの」 |      |
| 2014 | 「桜、みんなで食べた」                               | 土屋隆俊                     | 3rdシングル「桜、みんなで食べた」 |      |
| 2014 | 「既読スルー」                                       | 竹石渉                       | 3rdシングル「桜、みんなで食べた」 |      |
| 2014 | 「昔の彼氏のお兄ちゃんとつき合うということ」         | 中村太洸                     | 3rdシングル「桜、みんなで食べた」 |      |
| 2014 | 「控えめI love you !」                               | 竹石渉                       | 4thシングル「控えめI love you !」 |      |
| 2014 | 「アイドルの王者」                                   | 中村太洸                     | 4thシングル「控えめI love you !」 |      |
| 2014 | 「夏の前」                                           | 岡川太郎                     | 4thシングル「控えめI love you !」 |      |
| 2014 | 「生意気リップス」                                   | 土屋隆俊                     | 4thシングル「控えめI love you !」 |      |
| 2015 | 「大人列車」                                         | 高橋栄樹                     | AKB48メジャー39thシングル「Green Flash」 |      |
| 2015 | 「12秒」                                             | 高橋栄樹                     | 5thシングル「12秒」 |      |
| 2015 | 「ロックだよ、人生は…」                              | 中村太洸                     | 5thシングル「12秒」 |      |
| 2015 | 「微笑みポップコーン」                               | 土屋隆俊                     | 5thシングル「12秒」 |      |
| 2015 | 「カメレオン女子高生」                               | 川村ケンスケ                 | 5thシングル「12秒」 |      |
| 2015 | 「ハワイへ行こう」                                   | 新宮良平                     | 5thシングル「12秒」 |      |
| 2015 | 「しぇからしか!」                                    | 土屋隆俊                     | 6thシングル「しぇからしか!」 |      |
| 2015 | 「Buddy」                                            | 川村ケンスケ                 | 6thシングル「しぇからしか!」 |      |
| 2015 | 「夢見るチームKIV」                                  | 土屋隆俊                     | 6thシングル「しぇからしか!」 |      |
| 2015 | 「いじわるチュー」                                   | 三石直和                     | 6thシングル「しぇからしか!」 |      |
| 2016 | 「Make noise」                                       | Yu-ya HARA                   | AKB48メジャー43rdシングル「君はメロディー」 |      |
| 2016 | 「74億分の1の君へ」                                  | 丸山健志                     | 7thシングル「74億分の1の君へ」 |      |
| 2016 | 「タブーの色」                                       | 土屋隆俊                     | 7thシングル「74億分の1の君へ」 |      |
| 2016 | 「HKT城、今、動く」                                  | 戸塚富士丸、土屋隆俊         | 7thシングル「74億分の1の君へ」 |      |
| 2016 | 「アインシュタインよりディアナ・アグロン」           | 中村太洸                     | 7thシングル「74億分の1の君へ」 |      |
| 2016 | 「最高かよ」                                         | ZUMI                         | 8thシングル「最高かよ」 |      |
| 2016 | 「空耳ロック」                                       | 中村太洸                     | 8thシングル「最高かよ」 |      |
| 2016 | 「夢ひとつ」                                         | 土屋隆俊                     | 8thシングル「最高かよ」 |      |
| 2016 | 「夜空の月を飲み込もう」                             | 井上強                       | 8thシングル「最高かよ」 |      |
| 2016 | 「Go Bananas!」                                      | 安藤隼人                     | 8thシングル「最高かよ」 |      |
| 2016 | 「Chain of love」                                    |                              | 『尾崎支配人が泣いた夜 DOCUMENTARY of HKT48』（Blu-ray・DVD） |      |
| 2017 | 「バグっていいじゃん」                               | ZUMI                         | 9thシングル「バグっていいじゃん」 |      |
| 2017 | 「必然的恋人」                                       | 中村太洸                     | 9thシングル「バグっていいじゃん」 |      |
| 2017 | 「僕だけの白日夢」                                   | 土屋隆俊                     | 9thシングル「バグっていいじゃん」 |      |
| 2017 | 「キスが遠すぎるよ」                                 | 戸塚富士丸                   | 9thシングル「バグっていいじゃん」 |      |
| 2017 | 「止まらない観覧車」                                 | 土屋隆俊                     | AKB48メジャー47thシングル「シュートサイン」 |      |
| 2017 | 「キスは待つしかないのでしょうか?」                  | 松本花奈                     | 10thシングル「キスは待つしかないのでしょうか?」 |      |
| 2017 | 「隣の彼はカッコよく見える」                         | 中村太洸                     | 10thシングル「キスは待つしかないのでしょうか?」 |      |
| 2017 | 「ぐにゃっと曲がった」                               | 土屋隆俊                     | 10thシングル「キスは待つしかないのでしょうか?」 |      |
| 2017 | 「さくらんぼを結べるか?」                            | 戸塚富士丸                   | 10thシングル「キスは待つしかないのでしょうか?」 |      |
| 2018 | 「ぶっ倒れるまで」                                   | ZUMI                         | AKB48メジャー51stシングル「ジャーバージャ」 |      |
| 2018 | 「早送りカレンダー」                                 | 瀬里義治                     | 11thシングル「早送りカレンダー」 |      |
| 2018 | 「Just a moment」                                    | 松本花奈                     | 11thシングル「早送りカレンダー」 |      |
| 2018 | 「会いたくて嫌になる」                               | 戸塚富士丸                   | 11thシングル「早送りカレンダー」 |      |
| 2018 | 「僕の想いがいつか虹になるまで」                     | 中村太洸                     | 11thシングル「早送りカレンダー」 |      |
| 2019 | 「意志」                                             | ZUMI                         | 12thシングル「意志」 |      |
| 2019 | 「いつだってそばにいる」                             | 高橋栄樹                     | 12thシングル「意志」 |      |
| 2019 | 「大人列車はどこを走ってるのか?」                    | 戸塚富士丸                   | 12thシングル「意志」 |      |
| 2019 | 「カモミール」                                       | 土屋隆俊                     | 12thシングル「意志」 |      |
| 2020 | 「3-2」                                              | KASICO                       | 13thシングル「3-2」 |      |
| 2020 | 「おしゃべりジュークボックス」                       | 前川恭平                     | 13thシングル「3-2」 |      |
| 2020 | 「キスの花びら」                                     | 松本花奈                     | 13thシングル「3-2」 |      |
| 2020 | 「How about you?」                                   | 戸塚富士丸                   | 13thシングル「3-2」 |      |
| 2021 | 「君とどこかへ行きたい」 - つばめ選抜 & みずほ選抜 - | 早川千絵                     | 14thシングル「君とどこかへ行きたい」 |      |
| 2021 | 「思い出にするにはまだ早すぎる」                     | 濱田禮徳                     | 配信限定シングル「思い出にするにはまだ早すぎる」 |      |
| 2021 | 「突然 Do love me!」                                 | 田村啓介                     | 2ndアルバム「アウトスタンディング」 |      |
| 2021 | 「SNS WORLD」                                        | 永野義浩                     | 2ndアルバム「アウトスタンディング」 |      |
| 2022 | 「ビーサンはなぜなくなるのか?」                      | 井上良                       | 15thシングル「ビーサンはなぜなくなるのか?」 |      |
| 2023 | 「君はもっとできる」                                 | 田口雅文                     | 16thシングル「君はもっとできる」 |      |
| 2023 | 「クラクションで I love you！」                      | 田口雅文                     | 16thシングル「君はもっとできる」 |      |
| 2023 | 「バケツを被れ!」                                    | 上野アキト                   | HKT48 - YouTube |      |
| 2024 | 「こんな時代に…」                                    | 田口雅文                     | HKT48 - YouTube |      |
| 2024 | 「僕はやっと君を心配できる」                         | 木村優真                     | HKT48 - YouTube |      |
| 2025 | 「生きがい」                                         | Yuji Utsunomiya / naodai oka | HKT48 - YouTube |      |
| 2025 | 「半袖天使」                                         | 土屋隆俊                     | HKT48 - YouTube |      |

### ゲーム
- HKT48 栄光のラビリンス（2013年9月1日 - 2024年10月28日、アイア）[345]

## タイアップ
| 楽曲                            | タイアップ | 収録作品                                        |
| ------------------------------- | --- | ----------------------------------------------- |
| スキ!スキ!スキップ!             | TBS「HKT48のおでかけ!」エンディング（第4 - 29回） CM：西日本シティ銀行 CM：カレーハウスCoCo壱番屋 CM：ロッテ クレイジーガム放送局「ガムマジック部 でっかくなっとーと」篇 | 1stシングル「スキ!スキ!スキップ!」              |
| お願いヴァレンティヌ            | CM：ロッテ『ガーナミルクチョコレート』「バレンタイン篇」 TBS「HKT48のおでかけ!」エンディング（第1 - 3回） | 1stシングル「スキ!スキ!スキップ!」              |
| 片思いの唐揚げ                  | テレビ東京系『マイリトルポニー〜トモダチは魔法〜』エンディング・テーマ | 1stシングル「スキ!スキ!スキップ!」              |
| 今がイチバン                    | CM：ダイエー・グルメシティ『一の市』『日曜の市』『なかなかデー』『木曜の市』 | 1stシングル「スキ!スキ!スキップ!」              |
| メロンジュース                  | CM：アイア「I-SKY『HKT48 栄光のラビリンス』」 CM：ロッテ「クレイジーガム放送局『博多フーセンガールズ篇』・『チューインガム・キス篇』」 ジャパンサイクルレース フィナンシャル・エージェンシーカップ2013 in MIYAGI 大会テーマソング TBS「HKT48のおでかけ!」エンディング（第30 - 47回） | 2ndシングル「メロンジュース」                   |
| そこで何を考えるか?             | CM：ダイエー・グルメシティ『一の市』『日曜の市』『なかなかデー』『木曜の市』 | 2ndシングル「メロンジュース」                   |
| 天文部の事情                    | CM：ロッテ「LOTTE×HKT48 自撮り48」 | 2ndシングル「メロンジュース」                   |
| 桜、みんなで食べた              | CM：東京モノレール「東京モノレール開業50周年! HKT48モノレール派宣言」 TBS「HKT48のおでかけ!」エンディング（第56 - 83回） CM：ダイエー・グルメシティ『一の市』『日曜の市』『なかなかデー』『木曜の市』                                                                                | 3rdシングル「桜、みんなで食べた」               |
| 君はどうして?                   | CM：常盤薬品工業『なめらか本舗 豆乳イソフラボン』「美白肌は輝く」篇 CM：熊本日日新聞社『熊本日日新聞』（熊本県出身の田中美久が出演） | 3rdシングル「桜、みんなで食べた」               |
| タンスのゲン                    | CM：タンスのゲン株式会社『タンスのゲン』 | 未収録（ダウンロード販売のみ）                  |
| 控えめI love you !              | TBS「HKT48のおでかけ!」エンディング（第84 - 104回） CM：ダイエー・グルメシティ『一の市』『日曜の市』『なかなかデー』『木曜の市』 CM：アイア「I-SKY『HKT48 栄光のラビリンス』」 | 4thシングル「控えめI love you !」               |
| 夏の前                          | CM：東京モノレール「夏だよ モノレール派! 全員集合! キャンペーン」 | 4thシングル「控えめI love you !」               |
| 大人列車                        | CM：三菱食品「HKT48 ローソンハルくるキャンペーン」 CM：常盤薬品工業『なめらか本舗 豆乳イソフラボン』「超もっちり泡＆とろ水クッション」篇 TBS「HKT48のおでかけ!」エンディング（第105 - 110回）                                                                                        | AKB48 39thシングル「Green Flash」               |
| 12秒                            | CM：熊本日日新聞社『熊本日日新聞』（熊本県出身の田中美久が出演） CM：ダイエー・グルメシティ『一の市』 TBS「HKT48のおでかけ!」エンディング（第111 - 141回） あなぶきグループプレゼンツ 秋元康プロデュース WEBドラマ『うどん先生』テーマ曲                                             | 5thシングル「12秒」                             |
| ハワイへ行こう                  | CM：東京モノレール『やるじゃん!モノレール』「13分篇」「4分間隔篇」 | 5thシングル「12秒」                             |
| しぇからしか!                   | 日本テレビ『マジすか学園0 木更津乱闘編』主題歌 TBS「HKT48のおでかけ!」エンディング（第142回 - ） | 6thシングル「しぇからしか!」                    |
| 黄昏のタンデム                  | CM：アイア「I-SKY『HKT48 栄光のラビリンス』」 | 6thシングル「しぇからしか!」                    |
| Buddy                           | CM：常盤薬品工業『なめらか本舗 豆乳イソフラボン』「宣伝部長就任」篇 | 6thシングル「しぇからしか!」                    |
| Make noise                      | CM：イオン九州『一の市』 | AKB48 43rdシングル「君はメロディー」            |
| ハル、はじまるキャンペーンの唄  | CM：三菱食品「HKT48×ローソン ハル、はじまる。キャンペーン」 | 未収録                                          |
| 74億分の1の君へ                 | CM：東京モノレール『やるじゃん!モノレール』「首都圏13分篇」「首都圏4分間隔篇」「地方18分篇」「地方4分間隔篇」 CM：熊本日日新聞社『熊本日日新聞』 | 7thシングル「74億分の1の君へ」                  |
| Chain of love                   | 映画：『尾崎支配人が泣いた夜 DOCUMENTARY of HKT48』主題歌 | 7thシングル「74億分の1の君へ」                  |
| 最高かよ                        | CM：エリカ健康道場『HKT48×優光泉』 CM：常盤薬品工業『なめらか本舗 保湿ライン』「とろんと濃ジェル」篇 | 8thシングル「最高かよ」                         |
| バグっていいじゃん              | TBS系アニメ『カミワザ・ワンダ』オープニング・テーマ CM：エリカ健康道場『HKT48×優光泉』「バグっていいじゃん」版 | 9thシングル「バグっていいじゃん」               |
| 必然的恋人                      | CM：東京モノレール『やるじゃん!モノレール』 | 9thシングル「バグっていいじゃん」               |
| 止まらない観覧車                | CM：アイア『HKT48 栄光のラビリンス』 | AKB48 47thシングル「シュートサイン」            |
| キスは待つしかないのでしょうか? | CM：エリカ健康道場 HKT48×優光泉「わたしはこれ一杯。」 | 10thシングル「キスは待つしかないのでしょうか?」 |
| 人差し指の銃弾                  | CM：新天町商店街商業協同組合 都心界 HKT48×都心界「チーム天神初売り、結成!」 | 1stアルバム『092』                              |
| 2018年の橋                      | CM：東京モノレール『やるじゃん!モノレール』 | 1stアルバム『092』                              |
| 早送りカレンダー                | TOKYO MX『爆走ロケハンター』2018年11月エンディングテーマ | 11thシングル「早送りカレンダー」                |
| Just a moment                   | CM：アイア『HKT48 栄光のラビリンス』 | 11thシングル「早送りカレンダー」                |
| カモミール                      | CM：アイア『HKT48 栄光のラビリンス』「サプライズ」篇 | 12thシングル「意志」                            |
| おしゃべりジュークボックス      | CM：アイア『HKT48 栄光のラビリンス』 | 13thシングル「3-2」                             |
| 青春の出口                      | JR九州『みんなの九州プロジェクト』 | 13thシングル「3-2」                             |
| 君とどこかへ行きたい            | JR九州「もっと！みんなの九州プロジェクト」 JR九州「さぁ！元気に みんなの九州プロジェクト」 | 14thシングル「君とどこかへ行きたい」            |
| SNS WORLD                       | CM：アイア『HKT48 栄光のラビリンス』 | 2ndアルバム「アウトスタンディング」             |
| 記憶-memorize-                  | 映画：「めぐり逢わせの法則」北九州映画プレミアムソング（秋吉優花） | 映画「めぐり逢わせの法則」DVD                   |
| 逢いたい                        | 映画：「想い出を、ラブソングにのせて」主題歌（坂本愛玲菜） | 映画「想い出を、ラブソングにのせて」DVD         |
| LIFE                            | 映画：「想い出を、ラブソングにのせて」劇中歌（秋吉優花） | 映画「想い出を、ラブソングにのせて」DVD         |
| Happy                           | アニメ：「ぐんまちゃん」エンディングテーマ（今村麻莉愛） | 「SWITCH！-ぐんまちゃん SONG COLLECTION-」      |
| 水色アルタイル                  | 劇団：「HKT48、劇団はじめます - チームミュン密」『水色アルタイル』主題歌（しゅがーすたー） | 未収録                                          |
| カギトナル                      | 劇団：「HKT48、劇団はじめます - チームごりらぐみ」『不本意アンロック』主題歌（坂本愛玲菜） | 未収録                                          |
| 全然変わらない                  | 映画：「向田理髪店」主題歌 | 2ndアルバム「アウトスタンディング」             |
| 夢を抱きし者たちへ              | 映画：「映画めんたいぴりり パンジーの花」主題歌（市村愛里、地藤江音々、豊永阿紀） | 未収録                                          |
| クラクションで I love you！     | CM：アイア『HKT48 栄光のラビリンス』 | 16thシングル「君はもっとできる」                |
| 君はもっとできる                | JR九州「私たちも、かもめ。プロジェクト」 | 16thシングル「君はもっとできる」                |
| こんな時代に…                   | CM：アイア『HKT48 栄光のラビリンス』 | 18thシングル「僕はやっと君を心配できる」        |

## 公演

### HKT48劇場
HKT48劇場（エイチケーティーフォーティーエイトげきじょう、HKT48 THEATER）は福岡市中央区地行浜・BOSS E・ZO FUKUOKA（ボス イーゾ フクオカ）の1階にあるHKT48の専用劇場。2020年11月2日オープン。正式名称は「HKT48劇場」（エイチケーティーフォーティーエイトげきじょう）で、HKT48の専用劇場としては2代目である。
初代のHKT48劇場は、同地にあったホークスタウンモール内に2011年11月26日オープンし、同日から公演も開始。収容人数は300名で、AKB48グループの劇場としては最多人数。客席はグループの劇場としては初めて、1席ずつ独立したセパレートタイプの客席となっていた。入場チケットの販売はAKB48グループの他の劇場と同じく事前応募制で、140枚が一般抽選枠、120枚がHKT48 Mobile会員枠となり、その他福岡・佐賀・熊本3県以外の都道府県在住者に対し「遠方からお越しのお客様」枠として20枚、「ファミリー・カップルでお越しのお客様」枠として10枚、「女性・小中学生のお客様」枠として10枚がそれぞれ割り振られた。
ステージには花道ステージ（サブステージ）がステージ中央部から観客席に向かって設置されていた。花道ステージはステージ全体がせりとなっていたほか、先端部には中央部分に回転が可能なせりを有する張り出し舞台（通称「でべそ」）が設置されていた。これは他の姉妹グループの専用劇場には無い特徴であった。
ホークスタウンの再開発事業に伴い、2016年3月31日を以って4年4か月の歴史に幕を閉じた。
2016年4月28日以降は福岡市中央区天神・ソラリアステージ6階にある西鉄ホールを本拠地劇場として使用している。本拠移転に際しては客席数が増加することを踏まえ、席数配分が細分化・変更されることが発表された。なお西鉄ホールは従前のようなHKT48専用の劇場ではなく、HKT48以外のイベントも引き続き開催されていた。その後、2017年9月4日からは西鉄ホールと並行して福岡市博多区千代にあるパピヨン24（西部ガス本社ビル）内の「パピヨン24ガスホール」、2018年2月5日からは福岡市中央区渡辺通にある多目的ホール「スカラエスパシオ」での公演も実施されていた。なお各ホールについても「HKT48劇場」として扱われる場合があった。2020年3月31日の配信限定公演を最後に3劇場での公演は事実上打ち切りとなり、新型コロナウイルス感染症の影響もあり「さよなら公演」や「ファイナルイベント」にあたる催しは一切行われないまま、HKT48は天神地区から撤退することとなった。
2020年11月2日、約4年ぶりに天神地区から地行浜地区へ戻り、エンターテイメントビル「BOSS E・ZO FUKUOKA」1階に新たな専用劇場をオープンした。当初は2020年春を目処に開業の予定であったが、新型コロナウイルスの感染拡大によりビルの竣工・オープンが遅れたためこの日の開業になった。新劇場開場にあたっては、AKB48グループの劇場としては初めて、福岡市に本店がある地方銀行、西日本シティ銀行が命名権を獲得し、ビルの施設管理者である福岡ソフトバンクホークスとの間で命名権契約を締結した。そして、新劇場のメディア向けお披露目が行われた2020年7月17日から劇場名称が「⻄日本シティ銀⾏ HKT48劇場」となった。
チケットの応募受付は当該劇場公演日の3日（「遠方」枠は11日、「HKTモバイル枠」は4日）前の0時から20時の間、AKB48グループチケットセンター経由で行われる。西鉄ホールに移転してからも同じである。

### HKT48劇場および各ホールでの公演

#### チームH
1. 手をつなぎながら：2012年3月4日 - 2013年2月17日[43]（200公演/研究生公演時代からの通算276公演）
2. 博多レジェンド：2013年3月1日[44] - 2014年4月17日[71]（110公演）
3. 青春ガールズ：2014年4月23日[71][366] - 10月30日（55公演）
4. 最終ベルが鳴る：2014年11月9日 - 2016年3月31日
5. シアターの女神[358]：2016年5月3日 - 2018年9月2日
6. RESET：2018年9月10日[367] - 2023年1月21日
7. 目撃者：2023年2月11日 -

#### チームKIV
1. シアターの女神：2014年5月8日[71] - 2016年3月31日
2. 最終ベルが鳴る[358]：2016年5月17日 - 2018年1月23日
3. 制服の芽：2018年1月29日 - 2023年1月28日
4. ここにだって天使はいる：2023年2月18日 -

#### チームTII
1. 手をつなぎながら：2016年12月21日 - 2022年4月15日[368][注釈 34][369]
2. 恋愛禁止条例：2022年5月6日 - 2023年1月29日[369]

#### 研究生
- 手をつなぎながら[注釈 35]：2011年11月26日 - 2012年3月2日（76公演・チームH 1st stageに移行）
- PARTYが始まるよ[注釈 36]：2012年9月30日 - 2013年11月5日[370]（218公演）
- 脳内パラダイス
  - 2013年11月17日 - 2014年4月21日（1 - 3期生）[71]
  - 2019年3月10日 - 2021年4月8日（5期生）[371]
- 希望のつぼみ：2023年10月1日 - 2023年12月27日（6期生）[372]
- ラムネの飲み方：2024年8月11日 - （7期生）[373]

#### ひまわり組
- パジャマドライブ
  - 2013年11月2日[374] - 2015年12月14日
  - 2022年8月4日[375] - 2024年7月13日
- ただいま 恋愛中（HKT48劇場・西鉄ホール双方で公演される）：2015年12月19日 - 2020年3月31日
- 誘惑のガーター：2017年12月17日 - [注釈 37]
- いま、月は満ちる：日程未定[377]
- 逆上がり：2024年7月17日 - [378]

#### R24
- 博多リフレッシュ：2019年2月23日 - [323]

#### Chou
- Chou会：2019年9月16日 - 2022年8月22日

#### Lit charm
- Lit charmeeting（本村体制）：2020年1月12日 - 2023年7月13日
- Lit charmeeting（今村体制）：2025年7月13日 -

#### 博多なないろ
- 博多なないろ：2020年11月6日 - 2021年4月12日[379][380]
- 博多なないろ（再構成）：2021年9月8日 - 2021年12月17日[381]
  - チームレッド：石橋颯・熊沢世莉奈・神志那結衣・清水梨央・下野由貴・田中美久・松岡はな
  - チームイエロー：秋吉優花・運上弘菜・堺萌香・坂口理子・田中伊桜莉・水上凜巳花・長野雅[注釈 38]
  - チームブルー：栗原紗英・田島芽瑠・豊永阿紀・村重杏奈・山下エミリー・川平聖・※森保まどか
  - チームパープル：小田彩加・武田智加・馬場彩華・外薗葉月・村川緋杏・本村碧唯・後藤陽菜乃
  - チームピンク：伊藤優絵瑠・今田美奈・坂本愛玲菜・※石安伊・松本日向・宮﨑想乃・坂本りの
  - チームグリーン：今村麻莉愛・渕上舞・松岡菜摘・市村愛里・上島楓・栗山梨奈・※小川紗奈
  - チームオレンジ：荒巻美咲・上野遥・竹本くるみ・地頭江音々・山内祐奈・渡部愛加里・村上和叶
- 博多なないろ（チームレインボー）：2022年3月17日 - 2022年10月28日

#### ソロ公演
- WHITE（運上弘菜ソロ公演）：2021年9月20日 - 2022年1月12日
- もっと！みんなで一緒にみくもんもん（田中美久ソロ公演）：2021年9月25日 - 2023年10月8日

#### 特別公演
- 東日本大震災復興支援特別公演〜誰かのためにプロジェクト〜：2012年3月11日
- 西日本シティ銀行「HKT48劇場特別公演」：2012年9月9日
- HKT48劇場1周年特別記念公演：2012年11月26日
- ソフトバンクモバイルPresentsホークス応援隊「HKT48劇場特別公演」：2012年11月18日、2012年12月15日、2013年2月16日
- 読売新聞西部本社「HKT48×YOMIURI特別公演」：2013年3月2日
- 東日本大震災復興支援特別公演〜誰かのためにプロジェクト2013〜：2013年3月11日
- HKT48劇場2周年記念特別公演：2013年11月26日
- 東日本大震災復興支援特別公演〜誰かのためにプロジェクト2014〜：2014年3月11日
- 東日本大震災復興支援特別公演〜誰かのためにプロジェクト2015〜：2015年3月11日
- HKT48劇場4周年記念特別公演：2015年11月26日
- 東日本大震災復興支援特別公演〜誰かのためにプロジェクト2016〜：2016年3月11日
- 劇場移転記念特別公演：2016年3月31日
- HKT48 5th ANNIVERSARY 〜39時間ぶっ通し祭り!みんな“サンキューったい!”〜：2016年11月25日 - 11月26日[94][95]
  - 懐かしの思い出公演「PARTYが始まるよ」公演：11月25日
  - 懐かしの思い出公演「青春ガールズ」公演：11月25日
  - 懐かしの思い出公演「脳内パラダイス」公演：11月25日
  - 蘇る!レジェンド公演「博多レジェンド」公演：11月25日
  - 懐かしの思い出公演「手をつなぎながら」公演：11月26日
  - 懐かしの思い出公演「パジャマドライブ」公演：11月26日
  - 5周年記念特別公演：11月26日
- HKT48ひまわり組+AKB48チームB「ただいま 恋愛中」公演：2017年8月14日[383][384]
- HKT48 6フェス 〜LOVE&PEACE！ROCK周年だよ、人生は…〜：2017年11月24日 - 11月26日[注釈 39]
  - 2期生ファンミーティング「脳内パラダイス」公演：11月25日 - 2期生+谷真理佳（SKE48）
  - 生バンド歌謡ショー：11月25日
  - 1期生ファンミーティング「手をつなぎながら」公演：11月26日 - 1期生+中西智代梨（AKB48）
  - 6周年特別記念公演：11月26日
- 777んてったってHKT48 〜7周年は天神で大フィーバー〜：2018年11月26日[386]
  - 天神でフィーバー Part I - 3期生・4期生・ドラフト生
  - 天神でフィーバー Part II - 2期生
  - 天神でフィーバー Part III - 1期生・指原
  - 7周年特別記念公演
  - 2次会パーティー
- チームKIV「制服の芽」公演 東日本大震災復興支援公演〜誰かのためにプロジェクト2019〜
- AKB48チーム4+HKT48チームTII「手をつなぎながら」公演：2019年3月27日
- 8周年だよ！HKT48の令和に昭和な歌合戦〜みんなで笑おう 八っ八っ八っ八っ八っ八っ八っ八っ(笑)〜：2019年11月25日・26日[116][387]
  - 8周年前夜祭コンサート:11月25日、博多座
  - 8周年記念公演:11月26日、西鉄ホール
- 西日本シティ銀行 HKT48劇場 オープン記念公演：2020年11月2日
- HKT48劇場9周年記念特別公演：2020年11月26日
- HKT48劇場10周年記念特別公演：2021年11月26日 - 11月27日[388]
- HKT48劇場 12周年記念特別公演：2023年11月26日

### 出張公演
- 手をつなぎながら
  - 2012年2月4日、AKB48劇場 - 1期生（仲西を除く）
  - 2012年5月13日、TOKYO DOME CITY HALL - チームH・安陪・今田・仲西・深川
  - 2012年8月12日、AKB48劇場 - チームH
  - 2017年5月23日、AKB48劇場 - チームTII+研究生[389]
  - 2019年2月10日、SKE48劇場 - チームTII[390]
  - 2019年2月17日、NMB48劇場 - チームTII[391]
- 博多レジェンド
  - 2013年4月5日、AKB48劇場 - チームH・山田
  - 2013年5月11日、TOKYO DOME CITY HALL - チームH・朝長
- 最終ベルが鳴る
  - 2016年4月2日、AKB48劇場[392] - チームH
  - 2016年4月11日、NGT48劇場[393] - チームH
  - 2016年5月14日、SKE48劇場[394] - チームH・山内
  - 2016年10月20日・21日、SKE48劇場 - チームKIV・栗原・坂本・山本
  - 2016年10月29日、AKB48劇場[395] - チームKIV・井上・今村・山下
- シアターの女神
  - 2016年4月3日、AKB48劇場[392] - チームKIV・今村・坂本・山内
  - 2016年4月9日、NGT48劇場[393] - チームKIV・今村・外薗・山内
  - 2016年5月9日、NMB48劇場[396] - チームKIV・外薗・山下
  - 2016年10月3日・4日、NGT48劇場 - チームH
  - 2016年10月24日、AKB48劇場[397] - チームH
  - 2018年7月24日、AKB48劇場 - チームH[398]
- ただいま 恋愛中
  - 2016年4月4日、AKB48劇場[392] - ひまわり組
  - 2016年4月10日、NGT48劇場[393] - ひまわり組
  - 2016年5月10日、NMB48劇場[399] - ひまわり組
  - 2016年5月15日、SKE48劇場[394] - ひまわり組
  - 2016年10月16日・17日、NGT48劇場 - ひまわり組
  - 2016年10月22日、NMB48劇場 - ひまわり組
  - 2017年3月11日、AKB48劇場：東日本大震災復興支援特別公演〜誰かのためにプロジェクト2017〜[400]
  - 2017年5月24日、AKB48劇場 - ひまわり組[401]
  - 2018年5月8日、AKB48劇場 - ひまわり組[402]
- 制服の芽
  - 2018年7月30日、SKE48劇場 - チームKIV[398]
  - 2019年2月16日、NMB48劇場 - チームKIV[391]
  - 2019年3月3日、AKB48劇場 - チームKIV[403]
  - 2019年8月28日、AKB48劇場 - ひまわり組[404]
- RESET
  - 2019年2月9日、SKE48劇場 - チームH[390]
  - 2019年3月2日、AKB48劇場 - チームH[403]
  - 2019年4月9日、AKB48劇場 - チームH[404]
  - 2019年8月27日、AKB48劇場 - チームH[404]
- 脳内パラダイス
  - 2019年8月26日、AKB48劇場 - 研究生（5期生）[404]
- 特別公演
  - 2014年1月16日、渋谷・AiiAシアタートーキョー - チームH・谷 （全体曲は「博多レジェンド」、ユニット曲は「手をつなぎながら」公演のもの。）[405]
  - 2017年5月25日、AKB48劇場：AKB48チームB+HKT48ひまわり組「ただいま 恋愛中」公演 - ひまわり組（AKB48チームBとの合同公演）[406]
  - 2018年5月7日、AKB48劇場：AKB48+HKT48「ただいま 恋愛中」公演 - AKB48との合同公演[402]
  - 2018年7月23日、AKB48劇場：AKB48チーム4+HKT48チームTII「手をつなぎながら」合同特別公演 - AKB48との合同公演[398]

## コンサート・ライブイベント

### 単独コンサート
2013年
- AKB48グループ臨時総会 〜白黒つけようじゃないか!〜 HKT48単独公演（2013年4月27日、日本武道館）

2014年・2015年
- HKT48 九州7県ツアー 〜可愛い子には旅をさせよ〜（2014年1月11日 - 3月21日）
  - 1月11日 大分市・iichikoグランシアタ
  - 1月12日 宮崎市・宮崎市民文化ホール
  - 1月13日 熊本県・熊本県立劇場
  - 1月19日 鹿児島市・鹿児島市民文化ホール
  - 2月1日 佐賀市・佐賀市文化会館
  - 2月8日 長崎市・長崎ブリックホール
  - 3月21日 福岡市・福岡サンパレス

- AKB48グループ春コン in さいたまスーパーアリーナ 〜思い出は全部ここに捨てていけ!〜 HKT48単独公演（2014年4月5日昼、さいたまスーパーアリーナ）
- HKT48 アリーナツアー 〜可愛い子にはもっと旅をさせよ〜（2014年4月29日 - 7月13日）
  - 4月29日 千葉県・幕張メッセ
  - 5月2日 大阪府・大阪城ホール
  - 5月11日 愛知県・日本ガイシホール
  - 7月13日 福岡県・海の中道海浜公園

- HKT48 全国ツアー 〜全国統一終わっとらんけん〜（2014年9月21日 - 2015年6月28日）
  - 9月21日 石川県・北陸電力会館 本多の森ホール
  - 9月28日 岩手県盛岡市・岩手県民会館
  - 10月4日 新潟県新潟市・新潟テルサ
  - 10月11日 山形県山形市・やまぎんホール
  - 10月18日 徳島県・鳴門市文化会館
  - 11月1日 茨城県・結城市民文化センターアクロス大ホール
  - 11月16日 神奈川県横須賀市・よこすか芸術劇場
  - 11月18日 福岡県福岡市・サンパレスホテル＆ホール
  - 11月29日 千葉県浦安市・舞浜アンフィシアター
  - 12月7日 台湾・台北 ATT SHOW BOX
  - 12月23日 広島県広島市・アステールプラザ 大ホール
  - 1月17日 香港・MacPherson Stadium
  - 2月14日 富山県・高岡市民会館
  - 2月15日 愛知県名古屋市・センチュリーホール
  - 3月7日 宮城県・多賀城市民会館
  - 3月14日 大阪府大阪市・フェスティバルホール
  - 3月22日 沖縄県・宜野湾市海浜公園屋外劇場
  - 5月17日 島根県松江市・島根県民会館
  - 5月31日 北海道・苫小牧市民会館
  - 6月20日 山口県・周南市文化会館
  - 6月27日・6月28日 神奈川県横浜市・横浜アリーナ

2016年
- HKT48 春のライブツアー 〜サシコ・ド・ソレイユ 2016〜（2016年2月6日 - 3月30日）
  - 2月6日 愛知県・日本ガイシホール
  - 2月23日・2月24日 東京都・国立代々木競技場第一体育館
  - 3月20日 兵庫県・ワールド記念ホール
  - 3月29日・3月30日 福岡県・マリンメッセ福岡

- HKT48 夏のホールツアー2016〜HKTがAKB48グループを離脱?国民投票コンサート〜（2016年7月11日 - 8月13日）
  - 7月11日・12日 福岡県・福岡サンパレス
  - 7月22日 山口県・周南市文化会館
  - 7月26日 愛媛県・松山市民会館
  - 7月27日 高知県・高知県立県民文化ホール オレンジホール - 田島・朝長・田中美・矢吹・山本・チームTII・4期生
  - 7月28日 鳥取県・とりぎん文化ホール 梨花ホール - 田島・朝長・田中美・矢吹・山本・チームTII・4期生
  - 7月31日 広島県・広島文化学園 HBGホール
  - 8月3日 長崎県・長崎ブリックホール
  - 8月5日 宮崎県・宮崎市民文化ホール
  - 8月15日 大分県・iichikoグランシアタ

2017年
- HKT48 春の関東ツアー2017 〜本気のアイドルを見せてやる〜（2017年2月25日 - 4月9日）
  - 2月25日 群馬県・ベイシア文化ホール 大ホール
  - 3月18日・3月19日 茨城県・日立市民会館
  - 3月26日 栃木県・足利市民会館大ホール
  - 4月1日 埼玉県・さいたまスーパーアリーナ
  - 4月7日 千葉県・松戸森のホール21
  - 4月9日 神奈川県・よこすか芸術劇場
  - 4月14日 東京都・NHKホール

- HKT48フレッシュメンバーコンサートin博多座 〜未来は、私たちの手の中に…〜（2017年9月22日・9月23日、博多座） - F24

2018年
- 指原莉乃ソロコンサート 〜アイドルとは何か?〜（2018年1月18日、TOKYO DOME CITY HALL） - 指原 / 秋吉・岩花・宇井・植木・上野・田中菜・田中優・村重
- HKT48春のアリーナツアー2018 〜これが博多のやり方だ!〜（2018年2月25日 - 5月27日）
  - 2月25日 兵庫県・ワールド記念ホール
  - 3月17日 宮城県・ゼビオアリーナ仙台
  - 3月31日 埼玉県・さいたまスーパーアリーナ - AKB48グループ 春のスーパーアリーナ祭
  - 4月29日 沖縄県・沖縄コンベンションセンター
  - 5月27日 福岡県・マリンメッセ福岡

- HKT48コンサート in 東京ドームシティホール〜今こそ団結!ガンガン行くぜ8年目!〜（2018年12月15日、TOKYODOME CITY HALL） - 全員+宮脇・矢吹（IZ*ONE）

2019年
- HKT48 フレッシュメンバーコンサート2019 in 博多座 〜未来は、私たちの目の前に…〜（2019年1月8日・1月9日、博多座） - F24
- 指原莉乃 卒業コンサート 〜さよなら、指原莉乃〜（2019年4月28日、横浜スタジアム）
- 指原莉乃11年ありがとう！大感謝祭（2019年5月28日、マリンメッセ福岡）
- HKT48九州7県ツアー 〜あの支配人からの、卒業。〜（2019年7月21日 - 10月27日）
  - 7月21日 福岡県・福岡サンパレス ホテル＆ホール
  - 8月4日 福岡県・アルモニーサンク北九州ソレイユホール
  - 8月18日 福岡県・大牟田文化会館
  - 8月31日 鹿児島県・鹿児島市民文化ホール 第1ホール
  - 9月1日 宮崎県・宮崎市民文化ホール 大ホール
  - 9月11日 大分県・iichikoグランシアタ
  - 9月28日 長崎県・長崎ブリックホール 大ホール
  - 10月12日 熊本県・熊本県立劇場 演劇ホール
  - 10月22日 佐賀県・佐賀市文化会館 大ホール
  - 10月27日 福岡県・福岡サンパレスホテル＆ホール - 2公演

2020年
- HKT48選抜メンバーコンサート〜NEWYEARも、”しょうもないこと”本気でやろうぜ!ヨロシクどうぞ!〜（2020年1月18日、TOKYO DOME CITY HALL） - 運上、小田、上島、竹本、田島、田中美、地頭江、豊永、松岡菜、松岡は、松本、水上、村重、本村、山下、渡部
- HKT48田中美久ソロコンサート〜みんなで一緒にみくもんもん〜（2020年1月23日、TOKYO DOME CITY HALL） - 田中美 / （前座）運上、松岡菜、松岡は、村重、本村

2021年
- HKT48コンサート みんな 元気にしとった?（2021年5月29日、北九州ソレイユホール）
- 宮脇咲良 HKT48 卒業コンサート 〜Bouquet〜（2021年6月19日、マリンメッセ福岡 A館）
- HKT48 リクエストアワー セットリストベスト50 2021（2021年7月24日、福岡国際センター）

2022年
- HKT48 LIVE TOUR 2022 〜Under the Spotlight〜（2022年4月8日 - 7月23日）
  - 4月8日 神奈川県・横須賀芸術劇場 大劇場
  - 4月10日 東京都・LINE CUBE SHIBUYA（渋谷公会堂）
  - 5月1日 愛知県・愛知県芸術劇場 大ホール
  - 5月7日 熊本県・熊本城ホール メインホール
  - 6月10日 大阪府・大阪国際会議場 メインホール
  - 7月23日 福岡県・福岡市民会館 大ホール

- HKT48 11th anniversary LIVE 2022 〜未来へのメッセージ〜（2022年10月16日 - 11月28日）
  - 10月16日 千葉県・幕張メッセ イベントホール
  - 11月26日 福岡県・福岡市民会館
  - 11月28日 福岡県・福岡サンパレスホテル＆ホール

2023年
- HKT48 春のコンサート2023（2023年4月1日、パシフィコ横浜 国立大ホール）
  - 昼公演「HKT48 春のコンサート2023〜私たちの現在地〜」
  - 夜公演「矢吹奈子 卒業コンサート〜未来への翼〜」

- HKT48 夏のコンサート2023（2023年7月17日、福岡サンパレス ホテル＆ホール）
  - 昼公演「HKT48 夏のコンサート2023 〜君といる夏が好き〜」
  - 夜公演「本村碧唯 卒業コンサート 〜唯一碧く輝く宝石〜」

- HKT48 秋LIVE2023（2023年10月5日 - 11月27日）
  - 10月5日 東京都・Zepp DiverCity TOKYO
    - 昼公演「HKT48 秋LIVE2023 〜トリック・オア・エンジョイ〜」
    - 夜公演「運上弘菜 卒業コンサート 〜WHITE〜」

  - 10月17日 東京都・Zepp Haneda TOKYO 昼・夜公演「HKT48 秋LIVE2023 〜トリック・オア・エンジョイ〜」
  - 11月27日 福岡県・Zepp Fukuoka「HKT48 秋LIVE2023〜博多にまつわるエトせとら〜」

2024年
- HKT48 春のコンサート2024 〜ホップ・ステップ・ジャンプ〜（2024年3月9日 - 5月9日）
  - 3月9日 福岡県・福岡サンパレス ホテル&ホール
    - 昼公演「HKT48 春のコンサート2024 〜ホップ・ステップ・ジャンプ〜」
    - 夜公演「田中美久 卒業コンサート 〜10年分の感謝を込めて！みんなで一緒にみくもんもん〜」

  - 4月7日 福岡県・福岡市民会館大ホール 両公演「HKT48 春のコンサート2024 〜ホップ・ステップ・ジャンプ〜」
  - 5月9日 東京都・LINE CUBE SHIBUYA 両公演「HKT48 春のコンサート2024 〜ホップ・ステップ・ジャンプ〜」

- HKT48学園 文化祭コンサート（2024年9月28日、福岡サンパレス ホテル&ホール、昼公演）
- 松岡はな卒業コンサート～はなって！はなって！最高かよ！～（2024年9月28日、福岡サンパレス ホテル&ホール、夜公演）
- HKT48 13th Anniversaryコンサート（2024年11月26日、福岡サンパレス ホテル&ホール、両公演）

2025年
- HKT48 14th Anniversary 〜HKT48 NEXT〜（2025年11月22日 - 11月26日〈予定〉、17LIVE HKT48劇場）
  - 11月22日、7期研究生によるイベント
  - 11月23日、チームKIV新演目 初日公演
  - 11月24日、チームH新演目 初日公演
  - 11月26日、HKT48劇場 14周年記念特別公演

### AKB48・AKB48グループ名義
- AKB48紅白対抗歌合戦（2011年12月20日・2012年12月17日、2013年12月17日、2014年12月16日、TOKYO DOME CITY HALL）
- AKB48リクエストアワーセットリストベスト100 2012（2012年1月19日 - 22日、TOKYO DOME CITY HALL）
- AKB48コンサート「業務連絡。頼むぞ、片山部長!inさいたまスーパーアリーナ」（2012年3月23日 - 25日、さいたまスーパーアリーナ）
- AKB48 全国ツアー2012 野中美郷、動く。〜47都道府県で会いましょう〜 福岡公演（チームA） （2012年4月6日、福岡市・福岡サンパレス ホテル&ホール） - オープニングアクトのみ
- 「見逃した君たちへ2」〜AKB48グループ全公演〜S2nd「手をつなぎながら」公演（2012年5月13日、TOKYO DOME CITY HALL） - チームH
- AKB48 全国ツアー2012 野中美郷、動く。〜47都道府県で会いましょう〜 長崎公演（チームK） （2012年7月4日、長崎市・長崎ブリックホール） - オープニングアクトのみ
- AKB48 in TOKYO DOME 〜1830mの夢〜（2012年8月24日 - 26日、東京ドーム）
- AKB48リクエストアワーセットリストベスト100 2013（2013年1月24日 - 27日、TOKYO DOME CITY HALL）
- AKB48グループ臨時総会 〜白黒つけようじゃないか!〜（2013年4月28日〈2回公演〉、日本武道館）
- 「思い出せる君たちへ」〜AKB48グループ全公演〜「博多レジェンド」公演（2013年5月11日（2回公演）、TOKYO DOME CITY HALL） - チームH・朝長
- AKB48グループ研究生コンサート『推しメン早い者勝ち』（2013年6月5日、日本武道館） - 研究生
- AKB48スーパーフェスティバル 〜 日産スタジアム、小（ち）っちぇっ! 小（ち）っちゃくないし!! 〜（2013年6月8日、日産スタジアム）
- AKB48・2013真夏のドームツアー 〜まだまだ、やらなきゃいけないことがある〜（2013年7月20日 - 21日、福岡 ヤフオク!ドーム・2013年7月31日、札幌ドーム・2013年8月7日 - 8日、京セラドーム大阪・2013年8月16日 - 17日、ナゴヤドーム・2013年8月22日 - 25日、東京ドーム）
- AKB48リクエストアワーセットリストベスト200 2014（2014年1月23日 - 26日、TOKYO DOME CITY HALL・4月6日、さいたまスーパーアリーナ）
- AKB48グループ 大組閣祭り〜時代は変わる。 だけど、僕らは前しか向かねえ!〜（2014年2月24日、Zepp DiverCity TOKYO） - AKB48グループ総出演
- AKB48単独＆グループ 春コン in 国立競技場〜思い出は全部ここに捨てていけ!〜（2014年3月29日、国立競技場） - 多田・兒玉・指原・田島・朝長・宮脇[注釈 42]
- AKB48 37thシングル 選抜総選挙 夢の現在地〜ライバルはどこだ?〜 第1部・AKB48グループによるライブ（6月7日、味の素スタジアム）[435]
- 大島優子 卒業コンサート in味の素スタジアム〜6月8日の降水確率56%（5月16日現在）、てるてる坊主は本当に効果があるのか?〜 （2014年6月8日、味の素スタジアム）[注釈 42]
- AKB48グループ東京ドームコンサート〜するなよ?するなよ?絶対卒業発表するなよ?〜（2014年8月19日・20日、東京ドーム）
- AKB48グループ 冬だ!ライブだ!ごった煮だ!〜遠征出来なかった君たちへ〜（千葉県浦安市・舞浜アンフィシアター）
  - ひまわり組『パジャマドライブ』公演（2014年11月28日）
  - HKT48全国ツアー〜全国統一終わっとらんけん〜（2014年11月29日、昼夜2回公演）
- AKB48 リクエストアワーセットリストベスト1035 2015（2015年1月21日 - 25日、TOKYO DOME CITY HALL）
- AKB48春の単独コンサート〜ジキソー未だ修行中!〜（2015年3月26日、さいたまスーパーアリーナ） - 穴井・神志那・兒玉・指原・田島・田中美・松岡菜・矢吹・植木・多田・木本・朝長・宮脇・村重・本村・森保
- AKB48 41stシングル 選抜総選挙〜順位予想不可能、大荒れの一夜〜 第1部・コンサート（2015年6月6日、福岡 ヤフオク!ドーム）[436]
- AKB48 41stシングル 選抜総選挙・後夜祭〜あとのまつり〜（2015年6月7日、福岡 ヤフオク!ドーム）
- バイトル×AKB48 スペシャルライブ2015（2015年8月10日、幕張メッセ） - 穴井・神志那・兒玉・坂口・指原・田島・松岡菜・植木・多田・岡田・朝長・渕上・宮脇・本村・森保・今村
- 第5回 AKB48 紅白対抗歌合戦（2015年12月15日、TOKYO DOME CITY HALL） - 穴井・梅本・神志那・兒玉・坂口・指原・田島・松岡菜・矢吹・多田・朝長・宮脇・本村・森保・山下
- AKB48グループ リクエストアワーセットリストベスト100 2016（2016年1月22日 - 24日、TOKYO DOME CITY HALL）
- 祝 高橋みなみ卒業“148.5cmの見た夢”in 横浜スタジアム（2016年3月27日、横浜スタジアム）
  - 第1回AKB48グループ 東西対抗歌合戦
  - AKB48グループ 高橋みなみ卒業コンサート
- AKB48 45thシングル 選抜総選挙〜僕たちは誰について行けばいい?〜 AKB48グループコンサート（2016年6月18日、HARD OFF ECOスタジアム新潟）
- AKB48グループ同時開催コンサートin横浜（2016年9月15日）[437]
  - 今年はランクインできました祝賀会（横浜アリーナ）[438]
  - 来年こそランクインするぞ決起集会（神奈川県民ホール）[439]
- 第6回 AKB48紅白対抗歌合戦（2016年12月15日、TOKYO DOME CITY HALL）[440]
- AKB48グループ リクエストアワーセットリストベスト100 2017（2017年1月21日 - 22日、TOKYO DOME CITY HALL）[441][442]
- こじまつり（国立代々木競技場第一体育館）
  - 〜前夜祭〜（2017年2月21日）[443]
  - 〜小嶋陽菜感謝祭〜（2017年2月22日）[444]
- AKB48グループ感謝祭〜ランクインコンサート・ランク外コンサート〜（2017年10月8日、幕張メッセ）[445]
- 渡辺麻友卒業コンサート〜みんなの夢が叶いますように〜（2017年10月31日、さいたまスーパーアリーナ）[446]
- 第7回AKB48紅白対抗歌合戦（2017年12月10日、TOKYO DOME CITY HALL）[447]
- 法定速度と優越感 フレッシュオールスターズコンサート〜ゼロポジションの未来〜（2018年1月14日、TOKYO DOME CITY HALL）[448]
- AKB48グループ 成人式コンサート〜大人になんかなるものか〜（2018年1月14日、TOKYO DOME CITY HALL）[448]
- AKB48グループ リクエストアワーセットリストベスト100 2018（2018年1月19日・1月20日、TOKYO DOME CITY HALL）[449]
- AKB48 53rdシングル 世界選抜総選挙 〜世界のセンターは誰だ?〜 AKB48グループコンサート（2018年6月16日、ナゴヤドーム）[450]
- AKB48グループ感謝祭〜ランクインコンサート〜（2018年8月1日・8月2日、横浜アリーナ）[451][452]
- AKB48グループ感謝祭〜ランク外コンサート〜（2018年8月13日、市川市文化会館）[453]
- 第8回AKB48紅白対抗歌合戦（2018年12月16日、TOKYO DOME CITY HALL）[454]
- AKB48グループ リクエストアワー セットリストベスト100 2019（2019年1月18日・1月19日、TOKYO DOME CITY HALL）[455]
- AKB48グループ 春のLIVEフェス in 横浜スタジアム（2019年4月27日、横浜スタジアム）[456]

### ライブイベント
- スーパーフリーマーケット2012 in ヤフードーム（2012年1月7日 - 9日、福岡Yahoo! JAPANドーム）
- 福岡ソフトバンクホークス春季キャンプ 生目の杜運動公園内特設ステージ（2012年2月26日、宮崎市生目の杜運動公園野球場横）
- ヤマダ電機 家電フェア2012&大処分蚤の市in福岡Yahoo!JAPANドーム!（2012年3月17日、福岡Yahoo! JAPANドーム）
- SPACEWORLD×HKT48ライブイベント「LOVEPARTY」（2012年3月20日、スペースワールド）
- KRY KIDS&JUNIOR DANCE EVOLUTION in スターピア（2012年4月30日、山口県下松市 スターピアくだまつ）
- 「第51回福岡市民の祭り博多どんたく港まつり」前夜祭（2012年5月2日、福岡国際センター）
- NHK どんたく広場!!2012『夕べのひととき』公開収録（2012年5月3日、NHK福岡放送局1階テレビホール）
- 「第51回 福岡市民の祭り 博多どんたく港まつり」 エンディング（2012年5月4日、はかた駅前通りどんたく広場）
- ガールズフリーマーケット! 2012春 福岡会場（2012年5月20日、マリンメッセ福岡）
- ホークス応援隊 HKT48スペシャルイベント（2012年6月16日、福岡Yahoo! JAPANドーム）
- ホークスタウンモール夏祭り2012（2012年7月28日、ホークスタウンモール ドーム前広場）
- 玄海町花火大会in玄海町いこいの広場 KBCラジオサンセットライブ（2012年7月29日、佐賀県東松浦郡玄海町 玄海町いこいの広場）
- a-nation musicweek Charge Go! ウイダーinゼリー “IDOL NATION”（2012年8月11日、国立代々木競技場第一体育館）
- Duòmoの大文化祭in小石原（2012年8月18日、東峰村旧小石原小学校体育館）
- OBS開局60周年感謝祭 フジジンPresents 2012フードスタジアム〜第4回おおいたB級グルメNo.1決定戦〜（2012年9月29日、大分銀行ドーム）
- 第30回太宰府市民政庁まつり（2012年10月6日、大宰府政庁跡）
- 筑後地区豪雨災害チャリティイベント がんばろう筑後!!（2012年10月21日、久留米六角堂広場）
- RKBラジオまつり2012（2012年10月28日、RKB放送会館・会館周辺）
- 2012佐賀インターナショナルバルーンフェスタ サガテレビPresents HKT48ミニライブ（2012年11月4日、佐賀県佐賀市 2012佐賀インターナショナルバルーンフェスタ会場内 憩いの広場 イベントステージ）
- 第12回全国障害者芸術・文化祭さが大会「バラエティ・アート・フェスタさが2012」オープニングセレモニー（2012年11月23日、佐賀市文化会館大ホール）[注釈 43]
- スーパーフリーマーケット2013 in ヤフードーム（2013年1月14日、福岡Yahoo! JAPANドーム）
- 春のPON!祭り（2013年3月26日、東京都・日本テレビB2F PON!スペシャルステージ）
- テレビ西日本開局55周年記念「テレ西 春の大感謝祭 全国うまかもん市」（2013年3月29日、天神中央公園）
- 東京ガールズコレクション SPRING LIVE Edition supported by 宮崎恋旅（2013年3月30日、宮崎県 延岡市西階総合運動公園陸上競技場）
- 「第52回福岡市民の祭り博多どんたく港まつり」前夜祭（2013年5月2日、福岡国際センター）
- 阿蘇ファームランド七夕げんきまつり（2013年7月6日、熊本県阿蘇市 阿蘇ファームランド）
- テレビ西日本開局55周年記念 みんなえがお2013 GO!GO!テレ西夏祭り（2013年7月27日、テレビ西日本 TNC放送会館）
- TOKYO IDOL FESTIVAL 2013（2013年7月28日、東京都港区台場）
- お台場合衆国2013 めざましライブ（2013年8月28日、東京都 お台場合衆国・合衆国 Open Summer スタジアム）
- 東京ガールズコレクション by girlswalker.com 2013 AUTUMN/WINTER（2013年8月31日、埼玉県さいたま市 さいたまスーパーアリーナ）
- ジャパンサイクルレース フィナンシャル・エージェンシーカップ2013 in MIYAGI（2013年9月15日、宮城県 スポーツランドSUGO）
- めざまし LIVE ISLAND TOUR 2013 in 仙台（2013年10月5日、宮城県 仙台サンプラザ）
- KRY秋祭り2013（2013年10月6日、山口県 ザ・モール周南 中央広場一帯）
- アイアHKT48 スペシャルライブ[注釈 44]（2014年1月16日、AiiA Theater Tokyo） - 穴井・植木・多田・熊沢・兒玉・指原・下野・田中菜・中西・松岡菜・宮脇・村重・本村・森保・若田部・谷
- TOKYO IDOL FESTIVAL 2014（2014年8月2日、東京都港区台場）
- HKT48 アイア特別公演2015（2015年7月21日、AiiA 2.5 Theater Tokyo） - 穴井・井上・上野・神志那・兒玉・駒田・田島・田中菜・田中美・松岡菜・矢吹・山田・朝長・渕上・森保・荒巻
- TOKYO IDOL FESTIVAL 2015（2015年8月2日、東京都港区台場）
- オータムフェスタ2015 in 地球村〜未来に向かって走れ!〜（2015年10月4日、つがる地球村 円形劇場）- 穴井・神志那・兒玉・坂口・田島・田中美・矢吹・植木・多田・岡田・朝長・渕上・宮脇・村重・本村・今村
- GUM ROCK FES.（2016年1月25日、日本武道館）
- ダイスキ!フェス（2016年2月3日、福岡サンパレス[457]）
- AKB48グループ選抜「やり過ぎ!サマー」[458][459]
  - AKB48グループ選抜「やり過ぎ!サマーシアター」（2016年8月8日・9日・16日 - 18日・31日 - 9月2日、ユニバーサル・スタジオ・ジャパン ステージ14シアター）[458][460]
  - AKB48グループ選抜「やり過ぎ!サマーLIVE」（2016年8月17日、ユニバーサル・スタジオ・ジャパン グラマシーパーク）[458][460]
- アイアHKT48 スペシャルライブ2016（2016年8月29日、AiiA 2.5 Theater Tokyo） - 井上・岡本・神志那・兒玉・坂口・田島・山田・荒巻・岩花・下野・朝長・深川・渕上・森保・今村・山下
- イナズマロックフェス2016（2016年9月18日、滋賀県 烏丸半島芝生広場）
- つぶやきFES　博欅場所〜GUM ROCK FES2〜（2017年3月7日、両国国技館）- HKT48 × 欅坂46[461]
- HKT48フレッシュメンバーイベント 〜私たち、こんなに大きくなったっちゃん!〜（2017年7月26日・27日・8月28日・29日、パピヨン24ガスホール） - 田島・田中美・矢吹・山本・朝長・荒巻・今村・栗原・坂本・外薗・松岡は・村川・山内・山下・運上・小田・堺・地頭江・清水・武田・月足・豊永・松本・宮﨑[462][463][464]
- TOKYO IDOL FESTIVAL 2017（2017年8月5日、東京都港区台場・青海周辺エリア）[465]
  - HEAT GARAGE　この指と〜まれ！スペシャルステージ（TIFオリジナルTシャツ購入者限定）（10:00〜、Zepp DiverCity(TOKYO)） - 兒玉・指原・田島・田中美・松岡菜・矢吹・冨吉・朝長・渕上・坂本・宮脇・本村・森保・松岡は・月足・豊永
  - HEAT GARAGE（12:40〜、Zepp DiverCity(TOKYO)） - 田中美・矢吹・荒巻・今村・栗原・坂本・外薗・松岡は・村川・山内・山下・小田・武田・地頭江・月足・豊永
  - HOT STAGE（20:05〜、HOT SUMMER スタジアム） - 兒玉・坂口・指原・田島・田中菜・田中美・松岡菜・矢吹・植木・冨吉・朝長・渕上・宮脇・本村・森保・松岡は・豊永
- アイアHKT48 スペシャルライブ2017（2017年10月16日、AiiA 2.5 Theater Tokyo) - 秋吉・宇井・駒田・坂口・岩花・下野・冨吉・深川・渕上・栗原・外薗・村川・山内・運上・堺・豊永
- HKT48 11thシングル「早送りカレンダー」発売記念 「Good to see you!〜お久しぶり会〜」
  - 2018年5月1日　宮崎県・イオンモール宮崎 サウスモール1F hinata TERRACEE - 駒田・田中美・矢吹・運上・冨吉
  - 2018年5月3日　佐賀県・モラージュ佐賀 北館１Fモラージュプラザ - 田中美・松岡菜・矢吹・植木・森保
  - 2018年5月4日　熊本県・蔦屋書店 熊本三年坂 地下イベントスペース - 豊永・宮脇・本村・荒巻・松岡は
  - 2018年5月4日　鹿児島県・かんまちあ 屋根付き屋内広場 - 豊永・宮脇・本村・荒巻・松岡は
- TOKYO IDOL FESTIVAL 2018（2018年8月5日、東京都港区台場・青海周辺エリア）[466]
  - HOT STAGE スペシャルファンミーティングステージ (Tシャツ購入者限定ステージ) （10:00〜、Zepp DiverCity（TOKYO）） - 駒田・田島・田中菜・田中美・豊永・松岡菜・植木・運上・下野・渕上・本村・荒巻・小田・栗原・松岡は・渡部
  - DREAM STAGE（14:55〜、フジテレビ本社屋1F広場） - 秋吉・田中菜・荒巻・今村・堺・坂本・清水・武田・地頭江・月足・外薗・松岡は・松本・宮﨑・村川・山内
  - HOT STAGE（19:00〜、Zepp DiverCity（TOKYO）） - 駒田・指原・田島・田中美・豊永・松岡菜・植木・運上・下野・渕上・本村・荒巻・小田・栗原・松岡は・渡部
- C3AFA TOKYO 2018（2018年8月25日、幕張メッセ) - 荒巻・今村・運上・栗原・堺・坂本愛・清水・武田・地頭江・月足・豊永・外薗・松岡は・宮崎・村川・山下
- RIZAP KBCオーガスタゴルフトーナメント2018　HKT48スペシャルステージ（2018年8月25日、芥屋ゴルフ倶楽部) - 植木・下野・田中菜・松岡菜・村重・本村・秋吉・上野・神志那・駒田・坂口・冨吉・渕上・田中美・小田・松本
- 開局50周年！第25回 KTSの日（2018年9月22日、かごしま県民交流センター本会場） - 坂口・地頭江・冨吉・宮脇・村重・森保・荒巻・今村・村川・山下・馬場・渡部[467]
- HKTBINGO! LIVE 2018 お笑い賞レース予選直前! HKT48大“ネタ見せ”会&ヒットソング祭り（2018年9月26日 - 9月28日、昭和女子大学人見記念講堂／2018年10月2日 - 10月4日、福岡サンパレス）[468]
  - 2018年9月26日 - 秋吉・神志那・駒田・坂口・指原・田島・田中菜・田中美・豊永・松岡菜・植木・運上・冨吉・朝長・村重・森保・今村・小田・坂本・松岡は・松本・村川・馬場・渡部
  - 2018年9月27日 - 秋吉・神志那・駒田・坂口・田島・田中菜・田中美・豊永・松岡菜・植木・運上・地頭江・冨吉・朝長・深川・渕上・村重・本村・森保・荒巻・今村・小田・堺・坂本・月足・松岡は・松本・村川・山下・馬場・渡部
  - 2018年9月28日 - 秋吉・神志那・駒田・坂口・指原・田島・田中菜・田中美・豊永・松岡菜・運上・冨吉・朝長・村重・森保・今村・小田・坂本・松岡は・松本・村川・馬場・渡部
  - 2018年10月2日・3日・4日 - 秋吉・上野・神志那・駒田・坂口・田島・田中菜・田中美・豊永・松岡菜・今田・植木・運上・熊沢・下野・地頭江・冨吉・朝長・深川・渕上・村重・本村・森保・荒巻・今村・小田・栗原・堺・坂本・清水・武田・月足・外薗・松岡は・松本・宮﨑・村川・山内・山下・伊藤・石・馬場・松田・渡部
- アイアHKT48 スペシャルライブ2018（2018年10月29日、AiiA 2.5 Theater Tokyo） - 秋吉・上野・駒田・坂口・田島・豊永・運上・地頭江・冨吉・渕上・荒巻・栗原・堺・坂本・武田・外薗
- TOKYO IDOL FESTIVAL 2021（2021年10月3日、お台場・青海周辺エリア）石橋・運上・小田・上島・栗原・坂本愛・田島・田中美・松岡菜・松岡は・松本・水上・村重・本村・矢吹・渡部、なこみく[469][309]
- 「第61回博多どんたく港まつり」前夜祭・パレード（2022年5月2日 - 3日、博多駅前周辺）[470]
- TOKYO IDOL FESTIVAL 2024 supported by にしたんクリニック（8月3日、お台場・青海周辺エリア）[471]

## 出演

### テレビドラマ
- 福岡恋愛白書7 〜ふたつの Love Story〜 第二話「初恋の詩」（2012年3月24日、九州朝日放送） - 兒玉・松岡菜・植木・江藤・下野・本村・若田部
- 読売新聞・HKT48ドラマスペシャル「ツナガール! 〜明日にエール〜」（2013年2月2日、福岡放送） - 穴井・多田・兒玉・松岡菜（以上4名は主演）・中西・今田・岡本・草場・駒田・坂口・田島・谷・渕上・山田[472]
- HKT48ドラマスペシャル「秘密」（2013年8月24日、福岡放送） - 穴井・多田・宮脇・谷[473]
- マジすか学園0 木更津乱闘編（2015年11月29日、日本テレビ）[474]
- 勇者ヨシヒコと導かれし七人 第9話（2016年12月3日、テレビ東京） - 女子校生 役（秋吉・松岡菜・松岡は・宮脇・村重・本村・森保）[475][476]
- こりゃもてんばい（2023年7月29日、NHK総合）- 市村・秋吉

### テレビ番組
現在のレギュラー番組
- サタココ（2023年4月3日 - 、くまもと県民テレビ）- 「よかもんめっけ隊」コーナー - 不定期出演、田中伊・森崎
- HKT48 防災しようよ（2024年10月4日 - TVQ九州放送）- 週替わりメンバー
- 高校生のじかん（2024年10月5日 - 、九州朝日放送） - 井澤・中野

過去のレギュラー番組
- AKBINGO!（2012年1月4日 - 2019年9月25日 不定期出演、日本テレビ）
- 今日感テレビ・日曜版（2012年1月22日 - 2014年3月23日、RKB毎日放送） - 毎回2名
- 地元応援バラエティ このへん!!トラベラー（2012年2月14日 - 7月17日、福岡放送） - 出演時各2名
- AKBと××!（2012年2月17日 - 不定期出演、読売テレビ）
- ドォーモ（2012年4月3日 - 2016年6月14日、九州朝日放送） - 「月イチNEW OPEN」「プレゼン48」コーナー
- 土曜NEWSファイル CUBE（2012年4月21日 - 8月18日、テレビ西日本）
- あるあるYYテレビ（2012年4月24日 - 2013年3月29日、TVQ九州放送） - 月・水・木曜各1 - 2名
- 週刊AKB（2012年4月27日 - 11月30日 不定期出演、テレビ東京）
- コレカラ（2012年5月5日 - 2014年3月22日、テレビ西日本） - コーナー出演
- きん☆すた（2012年5月11日 - 2013年10月11日、不定期出演、NHK総合・福岡放送局制作）
- HKTバラエティー48（2012年6月25日 - 2019年9月30日、九州朝日放送）
- HaKaTa百貨店（2012年10月8日 - 2013年1月14日、日本テレビ）
- HKT48のおでかけ!（2013年1月26日 - 2017年6月30日、TBS）
- HaKaTa百貨店 2号館（2013年1月27日 - 3月31日、日本テレビ）
- AKB48のあんた、誰?（2013年1月30日 - 2016年6月30日 不定期出演、NOTTV） - 「HKT48のあんた、誰たい?」という番組名での出演もあり
- AKB映像センター（2013年4月22日 - 9月30日、フジテレビ） - 指原（MC）、他メンバーは不定期出演
- 乃木坂46×HKT48 冠番組バトル!（2013年7月3日 - 9月18日、日本テレビ） - 「HKT48トンコツ魔法少女学院」
- AKB48 SHOW!（2013年10月5日 - 2019年3月24日、NHK BSプレミアム） 不定期出演
- HKT48の「ほかみな」〜そのほかのみなさん〜（2014年5月20日 - 2016年6月28日、NOTTV）
- HKT48のごぼてん!（2014年5月24日 - 2016年3月27日、テレビ西日本）
- HKTシャカリキ48!（2014年7月5日 - 12月27日、九州朝日放送）
- HaKaTa百貨店3号館（2015年1月13日 - 3月31日、日本テレビ）
- AKB48の今夜はお泊まりッ（2015年10月6日 - 12月22日、日本テレビ）
- HKT48 vs NGT48 さしきた合戦（2016年1月12日 - 3月29日、日本テレビ）
- 福岡ダイスキ☆ランキングANNEX（2016年11月15日 - 2017年3月の間で不定期放送、NHK福岡放送局） - 坂口・本村
- HKT48の離島へGO!（2017年1月7日 - 3月25日、フジテレビ） - 指原・松岡菜・森保・朝長・本村・神志那
- この指と〜まれ!（2017年5月6日 - 9月16日、フジテレビ） - 指原・矢吹
  - この指と〜まれ! season2（2018年4月29日 - 8月26日、フジテレビ） - 指原・矢吹

- PRODUCE 48（2018年6月15日 - 8月31日、Mnet / BSスカパー!） - 松岡菜・本村・村川・宮脇・荒巻・矢吹・今田・月足・栗原・田中美
- HKTBINGO! 〜夏、お笑いはじめました〜（2018年7月17日 - 9月25日、日本テレビ）
- かごニュー（2018年10月5日 - 2020年、鹿児島テレビ） - 番組レギュラー、坂口・小田・豊永・村川から1名
- HKTのピシャッと48（2020年12月19日 - 2021年8月28日、テレビ西日本）
- HKT青春体育部!（2019年10月6日 - 2021年9月27日、九州朝日放送）
- オケハザマってなんですか?（2020年10月6日 - 2021年9月22日 、RKB毎日放送） - 運上・坂本愛・渡部
- オケハザマってなんですか?〜弐ノ陣・版図拡大〜（2021年10月13日 - 2022年6月29日、RKB毎日放送）- 運上・坂本愛・渡部
- 超科学アイドルメディアHKTV!（2021年10月20日 - 2022年9月28日、RKB毎日放送）田中美久（MC）、他メンバーは不定期出演
- アサデス。KBC（2022年3月1日 - 2024年5月27日、九州朝日放送）6期生オーディション特集シリーズ
- スポットライト（2022年10月18日 - 2023年3月28日、RKB毎日放送） - 豊永・最上
- アサデス。KBC（2024年3月14日 - 2024年5月16日、九州朝日放送）7期生オーディション特集シリーズ
- AKB48 ネ申テレビ（2015年8月23日 - 2025年3月20日、ファミリー劇場）- 不定期出演

過去の単発番組
- 指原議長とアイドル国会（2016年12月23日、フジテレビ） - 兒玉・宮脇・松岡は
- HKT48のホームパーティー!! これが博多の女の本気やけんSP（2018年6月9日、テレ朝チャンネル1） - 駒田・田島・田中美・矢吹・植木・渕上・宮脇・本村・松岡は・豊永
- ネクストHKT48！〜少女たち100日の軌跡〜（2022年5月28日、九州朝日放送） - 6期生全員（オーディション特番）
- 水と緑の物語（九州朝日放送）
  - 2022年8月6日、最上・井澤
  - 2024年9月21日、井澤・中野

- 世界水泳を盛り上げろ！炎の9番勝負（2023年7月6日 - 2023年7月7日、九州朝日放送）- 石橋・市村・地頭江・松岡は
- 24時間テレビ（福岡放送）
  - 2023年8月26日 - 2023年8月27日、地頭江・豊永・松岡は・市村・坂本り・最上
  - 2024年8月31日 - 2024年9月1日、豊永・今村・竹本・石橋・市村・梁瀬

- ライジングゼファー福岡 シーズン最終戦（2024年4月21日、九州朝日放送）- 坂本愛・梁瀬
- 私、アイドルなるけん‼︎〜HKT48 7期生オーディション〜（2024年6月15日、九州朝日放送）- 7期生全員（オーディション特番）
- HKT48のハピ金（2024年7月13日、九州朝日放送）- 竹本・今村・最上
- こがけんのジャズるNight（2024年10月4日、九州朝日放送）- 坂本り・中野
- LIVE!ライジングゼファー福岡×熊本ヴォルターズ（2024年10月13日、九州朝日放送）- 地頭江・坂本愛・井澤
- HKT48 市村・梁瀬のチーム神奈川宣伝部（2024年11月3日、TVQ九州放送）- 市村・梁瀬

### テレビアニメ
- カミワザ・ワンダ 第40話・第41話（2017年2月4日・2月11日、TBS） - 第40話：駒田・武田（女性）、第41話：冨吉・今村・荒巻（アイドル）[488]
- おとなの防具屋さん 第2期（2021年1月 - 3月、TOKYO MX）- 神志那（モククサ）、田島（謎のお客）、田中美（???）、竹本（???）[489]

### ラジオ
現在のレギュラー番組
- HKT48 ラジオ聴かナイト!（2012年4月8日 - 、九州朝日放送） - 市村、今村、坂本り、松本羽のいずれか
- HKT48のももち浜ラジオ局（2023年3月28日 - 、RKB毎日放送） - 梁瀬（レギュラー）・石橋、伊藤優、栗原（準レギュラー）のうち1名
- フカシてんじゃねぇよー（2024年4月4日 - 、FM福岡）

過去のレギュラー番組
- HKT48のベイビィ〜★ラジオ(仮)（2012年4月5日 - 2013年3月28日、FM福岡） - 本村・森保・他1名
- AKB48の"私たちの物語"（2013年1月18日 - 2018年7月14日 不定期出演、NHK-FM放送）
- AKB48のオールナイトニッポン（2013年4月20日 - 2019年3月28日 不定期出演、ニッポン放送）。
- アイアプレゼンツ SKE48&HKT48のアイアイトーク（2013年10月2日 - 2018年3月28日、ニッポン放送） - 隔週で2名出演
- LOTTE クレイジーガム放送局 presents 支配人 指原莉乃とHKT48 甘噛みフライデー（2014年1月17日 - 3月28日、TOKYO FM）
- GIRLS☆PUNCH THURSDAY HKT48のト・リ・コ!（2016年3月31日 - 2017年9月28日、RKB毎日放送） - 毎月交代で2名出演
- HKT48 渡辺通り1丁目FMまどか 〜まどかのまどから〜（2013年4月1日 - 2021年5月27日、FM福岡） - 森保・他1名
- HKT発からつGO（2020年4月1日 - 2022年3月、FMからつ）- 宮崎・馬場
- HKT48のももち浜女学院（2012年4月7日 - 2023年3月21日、RKB毎日放送） - 渕上（レギュラー）・地頭江、松岡は（準レギュラー）のうち1名

### 映画
- 尾崎支配人が泣いた夜 DOCUMENTARY of HKT48（2016年1月29日、東宝）[493]
- めぐり逢わせの法則（2020年09月20日、北九州映画実行委員会）- 豊永・小田・坂口[494]
- 想い出を、ラブソングにのせて（2021年12月05日、北九州映画実行委員会）- 神志那・地頭江・坂口・秋吉[495]
- あなたが眠りにつく前に（2024年7月15日、北九州映画実行委員会） - 梁瀬・石橋・市村[496]

### 舞台・劇団
舞台
- HKT48指原莉乃座長公演
  - （2015年4月8日 - 23日、明治座） - 指原・穴井・今田・植木・多田・熊沢・兒玉・坂口・田島・朝長・松岡菜・宮脇・村重・本村・森保・矢吹
  - （2015年8月15日 - 31日、博多座） - 指原・秋吉・穴井・今田・植木・多田・熊沢・神志那・兒玉・坂口・田島・朝長・松岡菜・宮脇・村重・本村・森保・矢吹

- 人狼 ザ・ライブプレイングシアター サテライトSP X'mas Village（2015年12月22日、博多リバレインホール） - 神志那・兒玉・田島・宮脇
- HKT48 栄光のラビリンスpresents 大人のカフェ × HKT48 シリーズ
  - HKT48 栄光のラビリンスpresents 大人のカフェ×HKT48特別公演 〜君の答えを探して〜 - 秋吉・駒田・下野・豊永
    - （2017年10月3日 - 6日、原宿クエストホール）
    - 福岡凱旋公演編（2018年4月12日 - 14日、BARKUP FUKUOKA）

  - 特別公演「〜絶対防衛少女！2018〜」（2018年10月16日 - 19日、原宿クエストホール）- 武田・下野・駒田・豊永・田島
  - 特別公演「〜絶対防衛少女！2019〜」（2019年3月22日 - 24日、BARKUP FUKUOKA） - 武田・駒田・下野・豊永・田島・秋吉・冨吉
  - 特別公演「奇跡の航路を行け」（2019年10月8日 - 11日、原宿クエストホール） - 地頭江・豊永・秋吉・武田・坂口・渕上
  - 特別公演「奇跡の航路を、よぎらNight!」（2019年12月26日、恵比寿ザ・ガーデンホール） - 地頭江・豊永・秋吉・武田・坂口・渕上
  - 特別公演「奇跡の航路を行け！」（2020年3月24日 - 26日、福岡・イムズホール）　- 地頭江・豊永・秋吉・武田・坂口・渕上
  - リモートコント劇「離れていても心はひとチュ！チュチュのリモート感謝祭」（2020年5月28日 - 29日） - 松岡菜・田島・渕上・山内・松岡は・地頭江
  - 特別公演「恋のストラテジー!」（2020年10月27日 - 30日、原宿クエストホール） - 豊永・下野・上島・坂口・今村
  - 特別公演「全回収!超ドタバタSFアクションラブ忘年会」（2020年12月22日、恵比寿ザ・ガーデンホール）　- 下野・坂口・今村・豊永・上島
  - 福岡凱旋公演「恋のストラテジー!」（2021年3月23日 - 26日、イムズホール） - 豊永・下野・上島・坂口・今村
  - コント劇「セカダツ -世界一明るい脱獄のススメ-」（2022年3月17日 - 20日、スカラエスパシオ） - 坂口・山内・今村・豊永・ 川平

- 劇団れなっち「ロミオ＆ジュリエット」（2018年5月9日 - 13日、AiiA 2.5 Theater Tokyo）
- 博多座開場20周年記念 AKB48グループ特別公演（2019年11月9日 - 24日、博多座）
  - 第一部「仁義なき戦い〜彼女（おんな）たちの死闘編〜」
  - 第二部「あんみつ姫プロデュース レヴュー48」

- imgオンライン公演 長編演劇「私たちに明日はある」（2022年2月28日 - 3月3日、配信上演）

劇団
- HKT48、劇団はじめます。
  - 水色アルタイル（2021年2月） - チームミュン密
  - 不本意アンロック（2021年2月） - チームごりらぐみ

### ネット配信
現在のレギュラー配信
- HKT48の福岡撮影中。（2023年6月23日 - 、【福岡県公式】ふくおかインターネットテレビ：YouTube ）

過去の単発配信
- 「キスは待つしかないのでしょうか？」発売記念特番（2017年8月1日、SHOWROOM） - 宮脇・松岡は
- 「HKT48 10時間ぶっ通し生出演！10thシングル発売記念キス待ち特番」（2017年8月2日、ニコニコ生放送）- 兒玉・指原（電話出演）・田島・田中美・松岡菜・矢吹・冨吉・朝長・渕上・宮脇・本村・森保・坂本愛・松岡は・月足・豊永
- 「早送りカレンダー」リリース記念　オトナ女子会（2018年5月1日、ニコニコ生放送） - 松岡菜・植木・宮脇・本村・森保・松岡は・豊永
- 「早送りカレンダー」発売記念　LINE LIVE in 福岡（2018年5月2日、LINE LIVE） - 駒田・田島（VTR出演）・田中美・松岡菜・矢吹・植木・冨吉・渕上・本村・宮脇・森保・荒巻・松岡は・運上・豊永
- おうちバトル48（2020年5月30日、LINE LIVE）
- HKT48メンバー全員生出演「君とどこかへ行きたい」リリース記念ニコ生特番（2021年5月15日、ニコニコ生放送・YouTube Live） - 長野以外の全メンバー

過去のレギュラー配信
- HKT48のヨカ×ヨカ!!（2018年7月9日 - 2021年3月26日、SHOWROOM） - 隔週平日

### イベント
- 福岡ソフトバンクホークス 感謝の集い2011（2011年12月11日、福岡Yahoo! JAPANドーム） - 同日付で「福岡ソフトバンクホークス応援隊」就任を発表
- 福岡市消防局中央消防署 火災予防啓発イベント（2012年2月29日、大丸福岡天神店 エルガーラ・パサージュ広場） - 穴井・菅本・仲西・中西
- 福岡市道路下水道局 自転車安全利用講習会（2012年3月27日、福岡市立東住吉小学校 他）
- 福岡ソフトバンクホークス「FAN!FUN!STAGE」（2012年3月30日 - 通年不定期、福岡ヤフオク!ドーム）
- 福岡県警察「春の中央交通安全フェア」（2012年4月6日、福岡県警察中央警察署前 他） - 穴井・菅本・仲西・中西
- ホークスキャラバン（2012年4月28日 - 通年不定期、九州内イオンモール各店）
- 福岡県自動車税納期内納付促進街頭キャンペーン（2012年5月23日、JR博多駅 博多口 賑わい交流空間（大屋根イベントスペース）） - 穴井・兒玉・松岡
- 第24回アジア太平洋こども会議 イン 福岡 こども大使ウェルカムパーティー（2012年7月17日、大野城まどかぴあ）- 村重
- 第24回アジア太平洋こども会議 イン 福岡 We are the BRIDGE フェスティバル2012（2012年7月21日、天神中央公園）
- 夏キラ★セレクション（2012年7月22日、ダイエー鹿児島店 1階中央プラザ特設会場）
- SUPER COOLBIZ 2012 in 九州（2012年7月31日、大丸福岡天神店 エルガーラ・パサージュ広場） - 菅本・松岡菜
- ダイエー創業祭特別イベント 『ハッピーバースダイエー』（2012年9月22日、ダイエーショッパーズモールマリナタウン店 1階センターコート）
- 福岡ソフトバンクホークス 感謝の集い2012（2012年11月18日、福岡Yahoo! JAPANドーム）
- ソフトバンク一日店長（2013年2月9日、福岡県内ソフトバンク取扱店指定6店舗[519]） - 植木・下野・田中菜・中西・宮脇・村重・本村・森保・若田部
- 福岡県警察「サイバー犯罪防止キャンペーン」1日サイバーポリス（2013年2月28日、ソラリアプラザビル1階 イベントスペース「ゼファ」） - 中西・松岡菜・山田
- 福岡市交通局「地下鉄ICカード乗車券『はやかけん』×HKT48 祝!全国デビューPRイベント」地下鉄1日駅長（2013年3月15日、福岡市地下鉄空港線 博多駅） - 穴井・中西
- 福岡 ヤフオク!ドーム除幕式（2013年3月29日、福岡 ヤフオク!ドーム） - 坂口・山田
- カレーハウス CoCo壱番屋 ヤフオクドーム店 一日店長（2013年4月13日、カレーハウス CoCo壱番屋 ヤフオクドーム店） - 宮脇・田島
- 慶州さくらマラソン&ウォーク2013（2013年4月13日、大韓民国・慶州市普門湖一帯） - 兒玉・松岡菜・坂口
- 西日本インポートフェア&食メッセ 2013（2013年5月4日、西日本総合展示場 新館） - 岡田・坂口・谷
- 福岡県自動車税納期内納付促進街頭キャンペーン（2013年5月16日、JR博多駅 博多口 賑わい交流空間（大屋根イベントスペース）[520]） - 中西・松岡菜・宮脇
- ロッテクレイジーガム放送局 inお台場 スペシャルステージ「HKT48 ガムマジックショー」（東京都 フジテレビ本社『お台場合衆国』内お台場マイナビステージ）
  - 第1回（2013年7月28日） - 穴井・指原・宮脇・村重・秋吉・田島
  - 第2回（2013年8月26日） - 穴井・下野・田中菜・森保・朝長
- よかよかエアラインズ「空行け!九州キャンペーン」発足式典（2013年8月2日、東京国際空港第1ターミナル フェスティバルコート） - 兒玉・宮脇・松岡菜・森保
- 日本赤十字九州国際看護大学 オープンキャンパス（2013年9月29日、日本赤十字九州国際看護大学） - 穴井・兒玉
- ロッテ九州限定チョコパイ あまおう苺発売記念『可愛い苺には旅をさせよ』（2013年12月21日、博多駅 FM福岡JR博多シティスタジオ前） - 田島・渕上
- 芸能生活50周年記念『五木ひろし新春特別公演』第2部「ビッグショー2014」（2014年1月6日、博多座） - エンディングのみ22名[521]
- 青森りんごファン感謝祭（2014年1月16日、東京都・ヴィーナスフォート教会広場） - 多田・兒玉・指原・宮脇・田島・朝長[55]
- 「空行け! あったか九州観光フェア」PRイベント（2014年1月17日、東京国際空港第2旅客ターミナル2階[522]） - 宮脇・本村
- G1サミット九州・沖縄（2014年2月15日、福岡市博物館・ヒルトン福岡シーホーク）
- 内閣総理大臣主催 桜を見る会（2014年4月12日、新宿御苑）
- 東京モノレール新型車両10000形出発式&一日駅長（2014年7月18日、東京都・羽田空港第2ビル駅） - 兒玉・指原・松岡菜・森保
- HKT48「箱推宮 4生会〜1461日分の感謝・楽しまんといかんばい〜」（2015年11月25・26日、HKT48劇場/ホークスタウンモール内特設会）
- 群馬クレインサンダーズ公式戦・オープニングアクト（2016年4月16日・17日、ALSOKぐんまアリーナ）[523]
- 福岡県自動車税納期内納付促進キャンペーン・福岡県知事表敬訪問（2016年5月12日、福岡県庁8階 知事応接室） - 穴井・兒玉・若田部[524]
- アビスパ福岡・『レベスタ15,000人プロジェクト』（2016年5月14日、レベルファイブスタジアム）[525]
- 福岡県自動車税納期内納付促進キャンペーン・街頭キャンペーン（2016年5月26日、JR博多駅 博多口 賑わい交流空間（大屋根イベントスペース）） - 兒玉・田島・朝長[526]
- Team夏旅応援団 1日駅長
  - JR大阪駅（2016年6月21日） - 兒玉・渕上
  - JR広島駅（2016年6月22日） - 村重・神志那
  - JR岡山駅（2016年6月23日） - 村川
  - JR金沢駅（2016年6月28日） - 本村・荒巻
- アビスパ福岡・『BOAT RACE福岡 ペラ坊Day2016』（2016年10月22日、レベルファイブスタジアム）[527]
- つぶやきFES 博欅場所〜GUM ROCK FES2〜（2017年3月7日、両国国技館）[528]
- RIZAP KBCオーガスタゴルフトーナメント2017（2017年8月26日、芥屋ゴルフ倶楽部）[529] - 兒玉・坂口・田島・田中菜・田中美・松岡・矢吹・山本・植木・冨吉・朝長・渕上・荒巻・今村・坂本愛・豊永
- 2017三井住友VISA太平洋マスターズ（2017年11月8日、太平洋クラブ御殿場コース）
- 『東映 presents HKT48×48人の映画監督たち』天神映画祭（2017年11月24日、西鉄ホール） - 『HKT48 6フェス 〜LOVE&PEACE!ROCK周年だよ、人生は…〜』の一環として開催[530]
- 平成29年度福岡市南区歳末防犯大会　福岡県警察南警察署 1日警察署長（2017年12月5日、福岡市南市民センター 文化ホール） - 松岡菜・坂口・田島
- 福岡ソフトバンクホークス vs 広島カープ戦「タカガール vs カープ女子対決イベント」（2018年3月23日・24日、ヤフオクドーム外野グラウンドエリア）
  - 2018年3月23日 - 松岡菜・村重・渕上
  - 2018年3月24日 - 植木・村川・小田
- HKT48×優光泉「＃九州まわるっ隊 〜 みんなに会いに行くけんね〜」(2018年4月10日 - 21日)
  - 2018年4月10日　佐賀県・肥前さが幕末維新博覧会特設ステージ - 植木・小田・宮﨑
  - 2018年4月12日　長崎県・長崎駅前かもめ広場 - 森保・神志那・運上
  - 2018年4月13日　熊本県・熊本パルコ - 田中菜・田島・松岡は
  - 2018年4月16日　鹿児島県・アミュプラザ鹿児島　AMU広場 - 村重・豊永・松本
  - 2018年4月17日　宮崎県・みやざきアートセンター　太陽の広場 - 駒田・冨吉・地頭江
  - 2018年4月19日　大分県・パークプレイス大分 - 岩花・渕上・武田
  - 2018年4月21日　福岡県・福岡市役所西側　ふれあい広場 - 森保・冨吉・渕上・山下・松岡は・豊永・宮﨑
- 明治安田生命J2リーグ第12節 アビスパ福岡 vs モンテディオ山形戦「家族でどんたく！」ミニライブ（2018年5月3日、レベルファイブスタジアム） - 上野・駒田・坂口・田中菜・豊永・運上・熊沢・下野・冨吉・渕上・村重・本村・荒巻・今村・栗原・松岡は
- 博多どんたく港まつり（2018年5月4日、早良区百道浜演舞台） - 松岡菜・森保・渕上・田中美・矢吹
- 福岡県自動車税納期内納付促進街頭キャンペーン（2018年5月18日、エルガーラ・パサージュ広場） - 村重・神志那・小田
- Mnet 無料上映会 in福岡（2018年6月20日、西鉄ホール） - 宮脇・本村・今田[531]
- 第12回アジア太平洋都市サミット（2018年8月1日、ヒルトン福岡シーホーク）
- アビスパ福岡「ハチ祭り2018」公式アンバサダー[532] - 豊永
- はかた夏まつり（2018年8月17日・8月19日、博多駅博多口駅前広場）[533]
  - 2018年8月17日 - 田中菜・宮﨑
  - 2018年8月19日 - 田中菜・森保・神志那・栗原・宮﨑
- C3AFA TOKYO 2018（2018年8月25日、幕張メッセ）[534] - 豊永・運上・地頭江・荒巻・今村・栗原・堺・坂本愛・清水・武田・月足・外薗・松岡は・村川・宮﨑・山下
- RIZAP KBC オーガスタゴルフトーナメント2018（2018年8月25日、芥屋ゴルフ倶楽部）[535] - 秋吉・上野・植木・神志那・駒田・坂口・田中菜・田中美・松岡菜・下野・冨吉・渕上・村重・本村・小田・松本
- takagi presents TGC KITAKYUSHU 2018 by TOKYO GIRLS COLLECTION（2018年10月6日、西日本総合展示場新館） - Chou[536]
- 明治安田生命J2リーグ第36節 アビスパ福岡 vs ファジアーノ岡山戦 ミニライブ（2018年10月6日、レベルファイブスタジアム） - 上野・坂口・田島・田中菜・豊永・岩花・熊沢・本村・荒巻・今村・堺・清水・外薗・山内・伊藤・松田
- 第22回RKBラジオまつり2018（2018年10月20日、福岡タワー前広場 特設ステージ） - 植木・本村・渕上・今村・松本
- ふくこいアジア祭り2018（2018年11月17日、福岡市役所 ふれあい広場ステージ） - 本村・坂口・渕上・松岡は・小田
- 栄光のラビリンス presents 絶対忘年少女2018 〜今年最後のDON-DEN返し〜（2018年12月27日、AiiA 2.5 Theater Tokyo）- 武田・下野・駒田・豊永・田島
- みんなのカウントダウン〜感謝・応援・祈り〜（2020年12月31日、ハウステンボス）（中止）- [537][538]

### CM・広告
太字は継続中のもの。
- 九州旅客鉄道（JR九州）
  - 「SUGOCA冬キャンペーン2011!」[539]（2011年12月23日 - 2012年1月9日）
  - JRキューポ[540][541]
    - 「JRキューポ登場篇」（2017年3月25日 - ） - 指原・兒玉・宮脇[542]

  - JR九州インターネット列車予約サービス[540][541]
    - 「列車こそネット予約でしょ!（価格篇）」（2017年3月16日 - ） - 兒玉・指原・朝長・宮脇[540][541][543]
    - 「列車こそネット予約でしょ!（便利篇）」（2017年3月24日 - ） - 指原・矢吹・田中美・松岡菜・森保[540][541][544]
    - 「九州ファミリーネット早特7」（2017年3月28日 - ） - ポスター[540][541]

  - さぁ！元気に みんなの九州プロジェクト （2021年12月10日 - 2022年3月31日） 
    - HKT48×ラッピング新幹線  - キャンペーン期間中は、ラッピングを施した九州新幹線が特別運行します。
- 西日本シティ銀行
  - 「新生活応援キャンペーン」（2012年2月1日 - 5月31日[545]、2013年3月1日 - 5月[546]）
  - イメージキャラクター（2021年1月 - ）[122]
  - 「地域を元気に。」プロモーションCM（2021年2月 - ） - 運上・神志那・田島・松岡菜・松岡は[547]
- ソフトバンクモバイル「ホークス『ピンボール篇』」（2012年3月23日 - 10月8日、福岡地区・TOKYO MX『STRONG!ホークス野球中継』内） - 兒玉・松岡菜・宮脇・村重・本村・森保・若田部
- 福岡県庁「自動車税納付促進」キャンペーン（2012年以降の3 - 5月）
- 福岡県警察
  - 春の交通安全県民運動（2012年4月6日 - 15日）
  - 飲酒運転撲滅推進キャンペーン（2013年）
  - 道路交通法改正に伴う自転車の走行規則改正告知（2013年11月 - ）[548] - 穴井・兒玉・松岡菜・村重・本村
- ダイエー（2012年6月30日 - 2015年8月、九州地区のみ[549]）
  - イオン九州（2015年9月 - 2017年3月） - 兒玉・宮脇（2015年9月 - ）・指原（2015年10月 - ）・上野・田島・朝長・森保（2016年3月 - ）・田中美（2016年7月 - ）・松岡は（2016年8月 - ）
- スペースワールド「Muna」（2012年7月 - 9月2日）
- エステー『ムシューダ』・『かおりムシューダ』「虫喰ってる」篇・「HKT48」篇・「かけ声」篇（2012年9月17日 - 2013年3月[550]） - チームH（指原除く）
- 読売新聞西部本社（2012年9月29日 - 2013年6月）[551]
- ロッテ
  - 『ガーナミルクチョコレート』「バレンタイン篇」（2013年1月26日 - 2月8日、『HKT48のおでかけ!』番組放送時放送分のみ）・「母の日篇」（2013年4月26日 - 5月10日、『HKT48のおでかけ!』番組放送時放送分のみ）
  - 『Fit's』「HKT48のFit'sうしろまえ自慢篇」（2013年2月15日 - 3月8日、『HKT48のおでかけ!』番組放送時放送分のみ）
  - 『pucoo』「HKT48がpucooを初体験篇」（2013年3月29日 - 4月5日、『HKT48のおでかけ!』番組放送時放送分のみ）
  - 『dual』（2013年4月12日 - 4月19日、『HKT48のおでかけ!』番組放送時放送分のみ）
  - 『ACUO』（2013年5月17日 - 、『HKT48のおでかけ!』番組放送時放送分のみ）
  - 「クレイジーガム放送局『ガムマジック部 でっかくなっとーと篇』」（2013年7月19日 - ） - 穴井・指原・田中菜・宮脇・田島・朝長
  - 「クレイジーガム放送局『博多フーセンガールズ篇』」（2013年9月1日 - ） - 宮脇・田島・朝長
  - 「クレイジーガム放送局『チューインガム・キス篇』」（2013年10月24日 - ） - 兒玉・森保・下野・松岡菜・多田
  - 「LOTTE×HKT48自撮り48 ご褒美CM『ガーナフォンデュ篇』」（2014年2月28日 - ） - 村重
  - 「LOTTE×HKT48「仮装48」」 キャンペーン（2014年9月1日 - ）
  - HKT48vs欅坂46 つぶやきCMグランプリ（2016年10月11日 - 11月23日[注釈 57]）[552]
  - 『HKT48のおかしなクリパ』キャンペーン（2016年11月1日 - 11月30日、12月24日〈TVCM放映〉）[553]
- ロッテリア「HKT48の推しメシ。篇」（2013年3月15日 - 3月22日、『HKT48のおでかけ!』番組放送時放送分のみ）
- タンスのゲン「タンス・ダンス」篇（2013年2月15日 - 、関東地区のみ） - 穴井・多田・兒玉・指原・松岡菜・宮脇・村重・森保・田島・朝長[554]
- 壱番屋 「カレーハウス CoCo壱番屋 ココイチバンで勝つ! 〜カレーを食べて HKT48とソフトバンクホークスを応援しよう! 〜」（2013年4月20日 - 5月31日 九州・山口地区） - 兒玉・宮脇・田島
- すかいらーく ガスト 夏ガスト「シズル」篇・「ピリリングリルチキン」篇・「ヒエヒエタンタンメン」篇・「ピリリンシンガポールカレー」篇[555]（2013年7月11日 - 9月5日）[注釈 58] - 多田・兒玉・指原・中西・宮脇・田島・朝長[556]
- ハウス食品『うまかっちゃん』（九州・沖縄・山口地区）
  - 「校歌篇」（2013年8月5日 - ） - 田島
  - 「田中麗奈登場篇」（2014年8月4日 - ） - 田中美・矢吹
  - 「指原先生登場篇」（2015年8月） - 指原・秋吉・穴井・兒玉・田島・田中菜・田中美・矢吹・植木・田中優・朝長・宮脇・本村・森保・荒巻・坂本愛
  - 「宮脇咲良の告白（海老みそとんこつ）篇」（2016年9月1日 - ） - 指原・宮脇・松岡は・山下・田中美・矢吹[557]
  - 「おいしくなった!黒豚とんこつ篇」（2016年11月1日 - ） - 指原・田中美・矢吹・宮脇・松岡は・山下[558]
  - 「おいしくなった!火の国流とんこつ篇」（2016年11月1日 - ） - 指原・田中美・矢吹・松岡は・山下・宮脇[558]
  - 「宮脇咲良の告白（鶏白湯とんこつ）篇」（2016年12月1日 - ） - 指原・宮脇・松岡は・山下・田中美・矢吹[559]
- アイア「I-SKY『HKT48 栄光のラビリンス』」（2013年9月1日 - ）[345]
  - CM選抜メンバー[注釈 59]
    - （2014年） - 宮脇・指原・朝長・熊沢・井上・渕上・穴井・本村・松岡菜・森保・兒玉・駒田・田島・上野・梅本・山田
    - （2015年11月21日 - ） - 井上・山田・下野・梅本・朝長・岡田・渕上・岩花・穴井・若田部・田島・坂口・岡本・栗原・宮脇・冨吉
    - （2017年3月13日 - ） - 井上・豊永・栗原・冨吉・荒巻・岡本・坂口・下野・秋吉・外薗・駒田・深川・渕上・岩花・山本・田島[注釈 60]
    - （2018年5月1日 - ） - 冨吉・豊永・田島・栗原・運上・地頭江・駒田・渕上・矢吹・上野・坂本愛・秋吉・荒巻・外薗・坂口・武田
    - 「サプライズ」篇（2019年5月17日 - ） - 豊永・運上・冨吉・地頭江・秋吉・小田・荒巻・栗原・武田・駒田・渕上・坂口・松岡菜・堺・田島・坂本愛・外薗[356]
    - （2020年4月15日 - ) - 地頭江・荒巻・田島・上野・坂口・豊永・秋吉・渕上・堺・渡部・武田・上島・栗原・小田・坂本・清水
    - （2021年10月11日 - ) - 田島・荒巻・石橋・上野・秋吉・武田・市村・上島・渕上・馬場・渡部・地頭江・堺・山内・後藤・今村
    - （2023年1月5日 - ) - 小田・栗山・後藤・堺・村上・渕上・馬場・秋吉・今村・荒巻・坂本愛・伊藤・地頭江・武田・豊永・川平
    - （2024年6月8日 - ) - 梁瀬・荒巻・生野・渕上・立花・今村・江口・山内・田中伊・猪原・坂本り・秋吉・森﨑・北川・石松・大内

  - 広告選抜メンバー[注釈 61]
    - （2016年） - 深川・山田・井上・岩花・穴井
    - （2017年） - 栗原・井上・駒田・朝長・岡本・田中優・荒巻・外薗・植木
    - （2017年12月28日 - ） - 豊永・上野・神志那・駒田・山下・外薗・荒巻・田中菜・朝長[注釈 62]
    - （2018年12月4日 - ） - 地頭江・運上・上野・駒田・荒巻・武田・本村・朝長・小田・外薗[注釈 63][注釈 64]
- 九州観光推進機構「空行け!九州」キャンペーン（2013年9月1日 - 2014年3月31日）[560]
- 全教研 HKT48×全教研「小学生編」「中学生編」（2014年2月10日 - 3月、福岡県・佐賀県） - 兒玉・宮脇・田島・朝長・渕上[561]
- 東京モノレール
  - 「東京モノレール開業50周年! HKT48モノレール派宣言」（2014年3月 - ） - 指原、（上京編）穴井・兒玉・朝長、（帰福編）松岡菜・森保・宮脇：指原が車内アナウンスも担当[562]
  - 「やるじゃん!モノレール」（2015年） - 指原・穴井・田中美・矢吹・宮脇・松岡菜・森保・兒玉・田島・朝長
  - 「やるじゃん!モノレール」（2016年） - 指原・穴井・田中美・矢吹・宮脇・松岡菜・森保・兒玉・神志那・田島・朝長
  - 「やるじゃん!モノレール」（2017年）- 指原・矢吹・松岡は・山下
  - 「空港快速篇」「まよわず安心篇」「フラットのりかえ篇」（2018年8月1日 - 、関東・札幌・福岡エリア） - 指原・宮脇・矢吹・田中美・松岡は[563]
- シャープ『AQUOS ZETA SH-04F』『AQUOS PAD SH-06F』『AQUOS SERIE SHL25』『AQUOS Xx SoftBank 304SH』（2014年6月 - ）
- ディップ『バイトル×HKT48「ご当地グルメのバイト」篇』（2014年6月23日 - 12月26日） - 兒玉・指原・朝長・松岡菜・宮脇・森保
- 三菱食品・ローソン・ローソン南九州（鹿児島県）
  - 「HKT48 ローソンハルくるキャンペーン」（2015年2月17日 - 3月2日、九州地区のみ） - 穴井・兒玉・指原・宮脇（田島・朝長もポスターのみ出演）
  - 「ローソンpresents HKT48と行く野菜ひっこぬき隊キャンペーン」（2015年9月8日 - 9月28日、中国・四国地区のみ） - 穴井・神志那・兒玉・田島
  - 「HKT48×ローソン ハル、はじまる。キャンペーン」（2016年2月16日 - 2月29日、九州地区のみ） - 穴井・神志那・兒玉・朝長・今村
- 2015ホークス応援パフォーマンスDVD（2015年3月 - 、九州朝日放送のみ） - 兒玉・田島・若田部[注釈 65]
- グノシー『AKB48×グノシー』「あの人もグノシー」指原莉乃・宮脇咲良編（2015年5月20日 - 6月） - 指原・宮脇[564]
- 九州朝日放送「Jリーグ中継」
  - アビスパ福岡vs徳島ヴォルティス（2015年5月下旬 - 6月6日） - 穴井・兒玉
  - アビスパ福岡vs愛媛FC（2015年11月上旬 - 同14日） - 穴井・兒玉[565]
  - アビスパ福岡×湘南ベルマーレ（2016年5月） - 穴井・兒玉
  - アビスパ福岡×ヴァンフォーレ甲府（2016年10月） - 兒玉・本村[566]
- 常盤薬品工業『眠眠打破』
  - 「長距離運転」篇（2016年4月 - ） - 村川・山下[567][568]
  - 「餃子みんみん」篇（2016年4月 - ） - 指原[568]
- 西日本旅客鉄道「家族みんなでアツくなれ! Team夏旅応援団」（2016年5月16日 - 8月31日）[569] - 穴井・神志那・兒玉・若田部・渕上・宮脇・村重・本村・荒巻・今村・松岡は・村川[570][571]
- エリカ健康道場 HKT48×優光泉「酵素断食宣言!」（2016年9月 - ）[348][349]
- 新天町商店街商業協同組合 都心界 HKT48×都心界「チーム天神初売り、結成!」（2017年12月26日 - 2018年1月） - 植木・兒玉・田島・田中美・月足・冨吉・朝長・豊永・渕上・松岡菜・松岡は・宮脇・本村・森保・矢吹[572][573][574]
- 丸美屋「お城納豆ひきわり」（2018年 - ） - 九州地区、イメージキャラクター（田中美・松岡は・矢吹 → 清水）[575][576][577]
- アビスパ福岡「公式アンバサダー」（2018年8月 - ） - 豊永[578][579]
- カルビー 九州しょうゆフェア（2020年2月26日 - ） - カルビー九州しょうゆ大使[580]

## 書籍
- AKB48,SKE48,NMB48,HKT48 おしゃれ総選挙! 私服選抜のセンターは誰?（2013年5月1日、マガジンハウス）ISBN 978-4838725359
- HKT48成長記 腐ったら、負け（2015年8月8日、篠本634著、角川春樹事務所）ISBN 978-4758412667
- 日経エンタテインメント! HKT48 5周年Special（2016年11月28日、日経BP）ISBN 978-4822238650
- 日経エンタテインメント! HKT48 Special 2019（2018年11月22日、日経BP）ISBN 978-4822292584
- 日経エンタテインメント! HKT48 10周年Special（2021年11月26日、日経BP）ISBN 978-4296110988
- B.L.T. 2022年2月号増刊 B.L.T.×HKT48グラビアSP版（2021年12月24日、東京ニュース通信社）
- S Cawaii! 特別編集 HKT48スペシャル（2022年8月3日、主婦の友社・主婦の友インフォス）ISBN 978-4074512348
  - amazon限定カバーVer.（2022年8月5日）ISBN 978-4074529728
- HKT48 全員集合! （2023年3月7日、双葉社）ISBN 978-4575459326
  - amazon限定カバーVer.（2023年3月7日）ISBN 978-4575459333

### 雑誌・新聞連載
- 西日本新聞（2012年4月10日 - 2013年3月28日、西日本新聞社） - 「素顔のHKT48」
- 西日本スポーツ（西日本新聞社） - 「HKT48の月イチ活動報告」
- シティ情報ふくおか（2012年2月号 - 、シティ情報ふくおか） - 「HKT48放課後通信」
- 福岡ウォーカー（2012年1月18日 - 、角川グループホールディングス）
  - 「HKT48のおしごと見聞録」（2012年2月号 - 2015年3月号）[581]
  - 「HKTの福岡48景」（2015年4月号 - ）[582]
- 月刊ENTAME（2012年3月30日 - 、徳間書店）
  - 「HKT48、知っとうとー?」（2012年3月30日 - 9月30日）
  - 「HKT48向上委員会」（2012年10月30日 - 2014年3月31日）
  - 「HKT48なこみく探偵団」→「HKT48なこみく先生に聞いてみて!」→「HKT48なこみくGIRLS COLLECTION」→「HKT48みくりんの孤独じゃないグルメ」→「HKT48みく散歩」（2014年4月30日 - 2023年12月30日）[注釈 66][583][584][585]
- りぼん（2012年4月3日 - 2014年11月1日、集英社） - 「HKT48の絶対少女主義!」[586]
- AFRO FUKUOKA（2012年9月1日 - 2014年4月1日、バズフック） - 「HAKATA BATON」[587][588]
- B.L.T. 福岡・広島版（[いつ?]、東京ニュース通信社） - 「HKT48 ATTACK THE DREAM!!」
- EX大衆（2014年5月15日 - 、双葉社） - 「HKT48の放課後はレトロゲーム〜80年代で遊ぶのだっ!〜」[589][590]

### Web連載
- モデルプレス（2020年4月25日 - 28日、ネットネイティブ） - 「『3-2』メイク連載」[591]
- 西日本新聞me（2021年6月21日 - 11月25日、西日本新聞社） -「HKT48×西日本新聞me 10th記念インタビュー」[592]